# Плей-офф Кубка Стэнли 2019
Плей-офф Кубка Стэнли 2019 стартовал 10 апреля 2019 года среди 16 команд лиги (по 8 от каждой конференции) и состоит из четырёх раундов.
Первым участником плей-офф стал клуб «Тампа-Бэй Лайтнинг», который также стал обладателем Президентского кубка 2019. «Питтсбург Пингвинз» в 13-й раз подряд попал в плей-офф, что является самой продолжительной действующей серией в НХЛ, а «Каролина Харрикейнз» впервые с 2009 года обеспечила себе участие в матчах розыгрыша Кубка Стэнли.
Этот плей-офф стал первым в истории НХЛ, в котором оба победителя конференций и все чемпионы дивизионов проиграли в первом раунде.
В финале Кубка Стэнли встретились «Сент-Луис Блюз» и «Бостон Брюинз» где в семи матчах сильнее оказался «Сент-Луис». Самым ценным игроком плей-офф был признан нападающий «Блюз» Райан О’Райли.

## Формат плей-офф
Всего в плей-офф участвуют 16 команд, по 8 от каждой конференции. Команды, занявшие первые три места в каждом из дивизионов, автоматически проходят в плей-офф. Оставшиеся четыре команды, по две из каждой конференции, добираются по очкам, получая уайлд-кард. В первом раунде победители дивизионов играют с обладателями уайлд-кард, а команды, занявшие в своих дивизионах вторые и третьи места, играют между собой. В первых двух раундах преимущество домашнего льда имеет команда, занявшая более высокое место в регулярном чемпионате. На стадии финалов конференций и финала Кубка Стэнли преимущество льда у команды, набравшей большее количество очков (или лучшей по дополнительным показателям при равенстве очков). Во втором раунде не проводится процедура перепосева команд. Каждая серия состоит максимум из семи игр и ведётся до четырёх побед, в формате Д-Д-Г-Г-Д-Г-Д.

## Посев команд в плей-офф

### Восточная конференция

#### Атлантический дивизион
1. «Тампа-Бэй Лайтнинг»[1] — чемпион Атлантического дивизиона, победитель Восточной конференции, обладатель Президентского Кубка[7] — 128 очков;
2. «Бостон Брюинз»[8] — 2-е место в Атлантическом дивизионе — 107 очков;
3. «Торонто Мейпл Лифс»[9] — 3-е место в Атлантическом дивизионе — 100 очков.

#### Столичный дивизион
1. «Вашингтон Кэпиталз»[10] — чемпион Столичного дивизиона[11] — 104 очка;
2. «Нью-Йорк Айлендерс»[12] — 2-е место в Столичном дивизионе — 103 очка;
3. «Питтсбург Пингвинз»[2] — 3-е место в Столичном дивизионе — 100 очков.

#### Уайлд-кард
1. «Каролина Харрикейнз»[2] — 4-е место в Столичном дивизионе — 99 очков;
2. «Коламбус Блю Джекетс»[13] — 5-е место в Столичном дивизионе — 98 очков.

### Западная конференция

#### Центральный дивизион
1. «Нэшвилл Предаторз»[14] — чемпион Центрального дивизиона[15] — 100 очков;
2. «Виннипег Джетс»[8] — 2-е место в Центральном дивизионе — 99 очков (45 ВОО);
3. «Сент-Луис Блюз»[16] — 3-е место в Центральном дивизионе — 99 очков (42 ВОО).

#### Тихоокеанский дивизион
1. «Калгари Флэймз»[17] — чемпион Тихоокеанского дивизиона, победитель Западной конференции[18] — 107 очков;
2. «Сан-Хосе Шаркс»[19] — 2-е место в Тихоокеанском дивизионе — 101 очко;
3. «Вегас Голден Найтс»[20] — 3-е место в Тихоокеанском дивизионе — 93 очка.

#### Уайлд-кард
1. «Даллас Старз»[21] — 4-е место в Центральном дивизионе — 93 очка;
2. «Колорадо Эвеланш»[22] — 5-е место в Центральном дивизионе — 90 очков.

## Сетка плей-офф
|  | Первый раунд          | Первый раунд | Первый раунд | Первый раунд | Первый раунд | Первый раунд | Первый раунд | Первый раунд | Первый раунд | Первый раунд |           |          | Второй раунд | Второй раунд | Второй раунд | Второй раунд | Второй раунд | Второй раунд | Второй раунд | Второй раунд | Второй раунд | Второй раунд |    |           | Финалы конференций | Финалы конференций | Финалы конференций | Финалы конференций | Финалы конференций | Финалы конференций | Финалы конференций | Финалы конференций | Финалы конференций | Финалы конференций |    |        | Финал Кубка Стэнли | Финал Кубка Стэнли | Финал Кубка Стэнли | Финал Кубка Стэнли | Финал Кубка Стэнли | Финал Кубка Стэнли | Финал Кубка Стэнли | Финал Кубка Стэнли | Финал Кубка Стэнли | Финал Кубка Стэнли |
|  |                       |              |              |              |              |              |              |              |              |              |           |          |              |              |              |              |              |              |              |              |              |              |    |           |                    |                    |                    |                    |                    |                    |                    |                    |                    |                    |    |        |                    |                    |                    |                    |                    |                    |                    |                    |                    |                    |
|  | А1                    | Тампа-Бэй    | Тампа-Бэй    | Тампа-Бэй    | Тампа-Бэй    | Тампа-Бэй    | Тампа-Бэй    | Тампа-Бэй    | Тампа-Бэй    | 0            |           |          |              |              |              |              |              |              |              |              |              |              |    |           |                    |                    |                    |                    |                    |                    |                    |                    |                    |                    |    |        |                    |                    |                    |                    |                    |                    |                    |                    |                    |                    |
|  | А1                    | Тампа-Бэй    | Тампа-Бэй    | Тампа-Бэй    | Тампа-Бэй    | Тампа-Бэй    | Тампа-Бэй    | Тампа-Бэй    | Тампа-Бэй    | 0            |           |          |              |              |              |              |              |              |              |              |              |              |    |           |                    |                    |                    |                    |                    |                    |                    |                    |                    |                    |    |        |                    |                    |                    |                    |                    |                    |                    |                    |                    |                    |
|  | УК                    | Коламбус     | Коламбус     | Коламбус     | Коламбус     | Коламбус     | Коламбус     | Коламбус     | Коламбус     | 4            |           |          |              |              |              |              |              |              |              |              |              |              |    |           |                    |                    |                    |                    |                    |                    |                    |                    |                    |                    |    |        |                    |                    |                    |                    |                    |                    |                    |                    |                    |                    |
|  | УК                    | Коламбус     | Коламбус     | Коламбус     | Коламбус     | Коламбус     | Коламбус     | Коламбус     | Коламбус     | 4            | УК        | Коламбус | Коламбус     | Коламбус     | Коламбус     | Коламбус     | Коламбус     | Коламбус     | Коламбус     | 2            |              |              |    |           |                    |                    |                    |                    |                    |                    |                    |                    |                    |                    |    |        |                    |                    |                    |                    |                    |                    |                    |                    |                    |                    |
|  |                       |              |              |              |              |              |              |              |              |              | УК        | Коламбус | Коламбус     | Коламбус     | Коламбус     | Коламбус     | Коламбус     | Коламбус     | Коламбус     | 2            |              |              |    |           |                    |                    |                    |                    |                    |                    |                    |                    |                    |                    |    |        |                    |                    |                    |                    |                    |                    |                    |                    |                    |                    |
|  |                       |              | А2           | Бостон       | Бостон       | Бостон       | Бостон       | Бостон       | Бостон       | Бостон       | Бостон    | 4        |              |              |              |              |              |              |              |              |              |              |    |           |                    |                    |                    |                    |                    |                    |                    |                    |                    |                    |    |        |                    |                    |                    |                    |                    |                    |                    |                    |                    |                    |
|  | А2                    | Бостон       | Бостон       | Бостон       | Бостон       | Бостон       | Бостон       | Бостон       | Бостон       | Бостон       | Бостон    | 4        | 4            |              |              |              |              |              |              |              |              |              |    |           |                    |                    |                    |                    |                    |                    |                    |                    |                    |                    |    |        |                    |                    |                    |                    |                    |                    |                    |                    |                    |                    |
|  | А2                    | Бостон       | Бостон       | Бостон       | Бостон       | Бостон       | Бостон       | Бостон       | Бостон       |              |           |          | 4            |              |              |              |              |              |              |              |              |              |    |           |                    |                    |                    |                    |                    |                    |                    |                    |                    |                    |    |        |                    |                    |                    |                    |                    |                    |                    |                    |                    |                    |
|  | А3                    | Торонто      | Торонто      | Торонто      | Торонто      | Торонто      | Торонто      | Торонто      | Торонто      | 3            |           |          |              |              |              |              |              |              |              |              |              |              |    |           |                    |                    |                    |                    |                    |                    |                    |                    |                    |                    |    |        |                    |                    |                    |                    |                    |                    |                    |                    |                    |                    |
|  | А3                    | Торонто      | Торонто      | Торонто      | Торонто      | Торонто      | Торонто      | Торонто      | Торонто      | 3            |           |          |              |              |              |              |              |              |              |              |              |              | А2 | Бостон    | Бостон             | Бостон             | Бостон             | Бостон             | Бостон             | Бостон             | Бостон             | 4                  |                    |                    |    |        |                    |                    |                    |                    |                    |                    |                    |                    |                    |                    |
|  | Восточная конференция |              |              |              |              |              |              |              |              |              |           |          |              |              |              |              |              |              |              |              |              |              | А2 | Бостон    | Бостон             | Бостон             | Бостон             | Бостон             | Бостон             | Бостон             | Бостон             | 4                  |                    |                    |    |        |                    |                    |                    |                    |                    |                    |                    |                    |                    |                    |
|  |                       |              | УК           | Каролина     | Каролина     | Каролина     | Каролина     | Каролина     | Каролина     | Каролина     | Каролина  | 0        |              |              |              |              |              |              |              |              |              |              |    |           |                    |                    |                    |                    |                    |                    |                    |                    |                    |                    |    |        |                    |                    |                    |                    |                    |                    |                    |                    |                    |                    |
|  | С1                    | Вашингтон    | Вашингтон    | Вашингтон    | Вашингтон    | Вашингтон    | Вашингтон    | Вашингтон    | Вашингтон    | Каролина     | Каролина  | 0        | 3            |              |              |              |              |              |              |              |              |              |    |           |                    |                    |                    |                    |                    |                    |                    |                    |                    |                    |    |        |                    |                    |                    |                    |                    |                    |                    |                    |                    |                    |
|  | С1                    | Вашингтон    | Вашингтон    | Вашингтон    | Вашингтон    | Вашингтон    | Вашингтон    | Вашингтон    | Вашингтон    |              |           |          | 3            |              |              |              |              |              |              |              |              |              |    |           |                    |                    |                    |                    |                    |                    |                    |                    |                    |                    |    |        |                    |                    |                    |                    |                    |                    |                    |                    |                    |                    |
|  | УК                    | Каролина     | Каролина     | Каролина     | Каролина     | Каролина     | Каролина     | Каролина     | Каролина     | 4            |           |          |              |              |              |              |              |              |              |              |              |              |    |           |                    |                    |                    |                    |                    |                    |                    |                    |                    |                    |    |        |                    |                    |                    |                    |                    |                    |                    |                    |                    |                    |
|  | УК                    | Каролина     | Каролина     | Каролина     | Каролина     | Каролина     | Каролина     | Каролина     | Каролина     | 4            | УК        | Каролина | Каролина     | Каролина     | Каролина     | Каролина     | Каролина     | Каролина     | Каролина     | 4            |              |              |    |           |                    |                    |                    |                    |                    |                    |                    |                    |                    |                    |    |        |                    |                    |                    |                    |                    |                    |                    |                    |                    |                    |
|  |                       |              |              |              |              |              |              |              |              |              | УК        | Каролина | Каролина     | Каролина     | Каролина     | Каролина     | Каролина     | Каролина     | Каролина     | 4            |              |              |    |           |                    |                    |                    |                    |                    |                    |                    |                    |                    |                    |    |        |                    |                    |                    |                    |                    |                    |                    |                    |                    |                    |
|  |                       |              | С2           | Айлендерс    | Айлендерс    | Айлендерс    | Айлендерс    | Айлендерс    | Айлендерс    | Айлендерс    | Айлендерс | 0        |              |              |              |              |              |              |              |              |              |              |    |           |                    |                    |                    |                    |                    |                    |                    |                    |                    |                    |    |        |                    |                    |                    |                    |                    |                    |                    |                    |                    |                    |
|  | С2                    | Айлендерс    | Айлендерс    | Айлендерс    | Айлендерс    | Айлендерс    | Айлендерс    | Айлендерс    | Айлендерс    | Айлендерс    | Айлендерс | 0        | 4            |              |              |              |              |              |              |              |              |              |    |           |                    |                    |                    |                    |                    |                    |                    |                    |                    |                    |    |        |                    |                    |                    |                    |                    |                    |                    |                    |                    |                    |
|  | С2                    | Айлендерс    | Айлендерс    | Айлендерс    | Айлендерс    | Айлендерс    | Айлендерс    | Айлендерс    | Айлендерс    |              |           |          | 4            |              |              |              |              |              |              |              |              |              |    |           |                    |                    |                    |                    |                    |                    |                    |                    |                    |                    |    |        |                    |                    |                    |                    |                    |                    |                    |                    |                    |                    |
|  | С3                    | Питтсбург    | Питтсбург    | Питтсбург    | Питтсбург    | Питтсбург    | Питтсбург    | Питтсбург    | Питтсбург    | 0            |           |          |              |              |              |              |              |              |              |              |              |              |    |           |                    |                    |                    |                    |                    |                    |                    |                    |                    |                    |    |        |                    |                    |                    |                    |                    |                    |                    |                    |                    |                    |
|  | С3                    | Питтсбург    | Питтсбург    | Питтсбург    | Питтсбург    | Питтсбург    | Питтсбург    | Питтсбург    | Питтсбург    | 0            |           |          |              |              |              |              |              |              |              |              |              |              |    |           |                    |                    |                    |                    |                    |                    |                    |                    |                    |                    | А2 | Бостон | Бостон             | Бостон             | Бостон             | Бостон             | Бостон             | Бостон             | Бостон             | 3                  |                    |                    |
|  |                       |              |              |              |              |              |              |              |              |              |           |          |              |              |              |              |              |              |              |              |              |              |    |           |                    |                    |                    |                    |                    |                    |                    |                    |                    |                    | А2 | Бостон | Бостон             | Бостон             | Бостон             | Бостон             | Бостон             | Бостон             | Бостон             | 3                  |                    |                    |
|  |                       |              | Ц3           | Сент-Луис    | Сент-Луис    | Сент-Луис    | Сент-Луис    | Сент-Луис    | Сент-Луис    | Сент-Луис    | Сент-Луис | 4        |              |              |              |              |              |              |              |              |              |              |    |           |                    |                    |                    |                    |                    |                    |                    |                    |                    |                    |    |        |                    |                    |                    |                    |                    |                    |                    |                    |                    |                    |
|  | Ц1                    | Нэшвилл      | Нэшвилл      | Нэшвилл      | Нэшвилл      | Нэшвилл      | Нэшвилл      | Нэшвилл      | Нэшвилл      | Сент-Луис    | Сент-Луис | 4        | 2            |              |              |              |              |              |              |              |              |              |    |           |                    |                    |                    |                    |                    |                    |                    |                    |                    |                    |    |        |                    |                    |                    |                    |                    |                    |                    |                    |                    |                    |
|  | Ц1                    | Нэшвилл      | Нэшвилл      | Нэшвилл      | Нэшвилл      | Нэшвилл      | Нэшвилл      | Нэшвилл      | Нэшвилл      |              |           |          | 2            |              |              |              |              |              |              |              |              |              |    |           |                    |                    |                    |                    |                    |                    |                    |                    |                    |                    |    |        |                    |                    |                    |                    |                    |                    |                    |                    |                    |                    |
|  | УК                    | Даллас       | Даллас       | Даллас       | Даллас       | Даллас       | Даллас       | Даллас       | Даллас       | 4            |           |          |              |              |              |              |              |              |              |              |              |              |    |           |                    |                    |                    |                    |                    |                    |                    |                    |                    |                    |    |        |                    |                    |                    |                    |                    |                    |                    |                    |                    |                    |
|  | УК                    | Даллас       | Даллас       | Даллас       | Даллас       | Даллас       | Даллас       | Даллас       | Даллас       | 4            | УК        | Даллас   | Даллас       | Даллас       | Даллас       | Даллас       | Даллас       | Даллас       | Даллас       | 3            |              |              |    |           |                    |                    |                    |                    |                    |                    |                    |                    |                    |                    |    |        |                    |                    |                    |                    |                    |                    |                    |                    |                    |                    |
|  |                       |              |              |              |              |              |              |              |              |              | УК        | Даллас   | Даллас       | Даллас       | Даллас       | Даллас       | Даллас       | Даллас       | Даллас       | 3            |              |              |    |           |                    |                    |                    |                    |                    |                    |                    |                    |                    |                    |    |        |                    |                    |                    |                    |                    |                    |                    |                    |                    |                    |
|  |                       |              | Ц3           | Сент-Луис    | Сент-Луис    | Сент-Луис    | Сент-Луис    | Сент-Луис    | Сент-Луис    | Сент-Луис    | Сент-Луис | 4        |              |              |              |              |              |              |              |              |              |              |    |           |                    |                    |                    |                    |                    |                    |                    |                    |                    |                    |    |        |                    |                    |                    |                    |                    |                    |                    |                    |                    |                    |
|  | Ц2                    | Виннипег     | Виннипег     | Виннипег     | Виннипег     | Виннипег     | Виннипег     | Виннипег     | Виннипег     | Сент-Луис    | Сент-Луис | 4        | 2            |              |              |              |              |              |              |              |              |              |    |           |                    |                    |                    |                    |                    |                    |                    |                    |                    |                    |    |        |                    |                    |                    |                    |                    |                    |                    |                    |                    |                    |
|  | Ц2                    | Виннипег     | Виннипег     | Виннипег     | Виннипег     | Виннипег     | Виннипег     | Виннипег     | Виннипег     |              |           |          | 2            |              |              |              |              |              |              |              |              |              |    |           |                    |                    |                    |                    |                    |                    |                    |                    |                    |                    |    |        |                    |                    |                    |                    |                    |                    |                    |                    |                    |                    |
|  | Ц3                    | Сент-Луис    | Сент-Луис    | Сент-Луис    | Сент-Луис    | Сент-Луис    | Сент-Луис    | Сент-Луис    | Сент-Луис    | 4            |           |          |              |              |              |              |              |              |              |              |              |              |    |           |                    |                    |                    |                    |                    |                    |                    |                    |                    |                    |    |        |                    |                    |                    |                    |                    |                    |                    |                    |                    |                    |
|  | Ц3                    | Сент-Луис    | Сент-Луис    | Сент-Луис    | Сент-Луис    | Сент-Луис    | Сент-Луис    | Сент-Луис    | Сент-Луис    | 4            |           |          |              |              |              |              |              |              |              |              |              |              | Ц3 | Сент-Луис | Сент-Луис          | Сент-Луис          | Сент-Луис          | Сент-Луис          | Сент-Луис          | Сент-Луис          | Сент-Луис          | 4                  |                    |                    |    |        |                    |                    |                    |                    |                    |                    |                    |                    |                    |                    |
|  | Западная конференция  |              |              |              |              |              |              |              |              |              |           |          |              |              |              |              |              |              |              |              |              |              | Ц3 | Сент-Луис | Сент-Луис          | Сент-Луис          | Сент-Луис          | Сент-Луис          | Сент-Луис          | Сент-Луис          | Сент-Луис          | 4                  |                    |                    |    |        |                    |                    |                    |                    |                    |                    |                    |                    |                    |                    |
|  |                       |              | Т2           | Сан-Хосе     | Сан-Хосе     | Сан-Хосе     | Сан-Хосе     | Сан-Хосе     | Сан-Хосе     | Сан-Хосе     | Сан-Хосе  | 2        |              |              |              |              |              |              |              |              |              |              |    |           |                    |                    |                    |                    |                    |                    |                    |                    |                    |                    |    |        |                    |                    |                    |                    |                    |                    |                    |                    |                    |                    |
|  | Т1                    | Калгари      | Калгари      | Калгари      | Калгари      | Калгари      | Калгари      | Калгари      | Калгари      | Сан-Хосе     | Сан-Хосе  | 2        | 1            |              |              |              |              |              |              |              |              |              |    |           |                    |                    |                    |                    |                    |                    |                    |                    |                    |                    |    |        |                    |                    |                    |                    |                    |                    |                    |                    |                    |                    |
|  | Т1                    | Калгари      | Калгари      | Калгари      | Калгари      | Калгари      | Калгари      | Калгари      | Калгари      |              |           |          | 1            |              |              |              |              |              |              |              |              |              |    |           |                    |                    |                    |                    |                    |                    |                    |                    |                    |                    |    |        |                    |                    |                    |                    |                    |                    |                    |                    |                    |                    |
|  | УК                    | Колорадо     | Колорадо     | Колорадо     | Колорадо     | Колорадо     | Колорадо     | Колорадо     | Колорадо     | 4            |           |          |              |              |              |              |              |              |              |              |              |              |    |           |                    |                    |                    |                    |                    |                    |                    |                    |                    |                    |    |        |                    |                    |                    |                    |                    |                    |                    |                    |                    |                    |
|  | УК                    | Колорадо     | Колорадо     | Колорадо     | Колорадо     | Колорадо     | Колорадо     | Колорадо     | Колорадо     | 4            | УК        | Колорадо | Колорадо     | Колорадо     | Колорадо     | Колорадо     | Колорадо     | Колорадо     | Колорадо     | 3            |              |              |    |           |                    |                    |                    |                    |                    |                    |                    |                    |                    |                    |    |        |                    |                    |                    |                    |                    |                    |                    |                    |                    |                    |
|  |                       |              |              |              |              |              |              |              |              |              | УК        | Колорадо | Колорадо     | Колорадо     | Колорадо     | Колорадо     | Колорадо     | Колорадо     | Колорадо     | 3            |              |              |    |           |                    |                    |                    |                    |                    |                    |                    |                    |                    |                    |    |        |                    |                    |                    |                    |                    |                    |                    |                    |                    |                    |
|  |                       |              | T2           | Сан-Хосе     | Сан-Хосе     | Сан-Хосе     | Сан-Хосе     | Сан-Хосе     | Сан-Хосе     | Сан-Хосе     | Сан-Хосе  | 4        |              |              |              |              |              |              |              |              |              |              |    |           |                    |                    |                    |                    |                    |                    |                    |                    |                    |                    |    |        |                    |                    |                    |                    |                    |                    |                    |                    |                    |                    |
|  | Т2                    | Сан-Хосе     | Сан-Хосе     | Сан-Хосе     | Сан-Хосе     | Сан-Хосе     | Сан-Хосе     | Сан-Хосе     | Сан-Хосе     | Сан-Хосе     | Сан-Хосе  | 4        | 4            |              |              |              |              |              |              |              |              |              |    |           |                    |                    |                    |                    |                    |                    |                    |                    |                    |                    |    |        |                    |                    |                    |                    |                    |                    |                    |                    |                    |                    |
|  | Т2                    | Сан-Хосе     | Сан-Хосе     | Сан-Хосе     | Сан-Хосе     | Сан-Хосе     | Сан-Хосе     | Сан-Хосе     | Сан-Хосе     |              |           |          | 4            |              |              |              |              |              |              |              |              |              |    |           |                    |                    |                    |                    |                    |                    |                    |                    |                    |                    |    |        |                    |                    |                    |                    |                    |                    |                    |                    |                    |                    |
|  | Т3                    | Вегас        | Вегас        | Вегас        | Вегас        | Вегас        | Вегас        | Вегас        | Вегас        | 3            |           |          |              |              |              |              |              |              |              |              |              |              |    |           |                    |                    |                    |                    |                    |                    |                    |                    |                    |                    |    |        |                    |                    |                    |                    |                    |                    |                    |                    |                    |                    |

## Первый раунд
Начало матчей указано по Североамериканскому восточному времени (UTC-4).

### Восточная конференция

#### «Тампа-Бэй Лайтнинг» (А1) — «Коламбус Блю Джекетс» (УК)
Первая встреча «Тампы» и «Коламбуса» в плей-офф. В регулярном чемпионате 2018/19 команды провели между собой три матча, в которых «Лайтнинг» одержали три победы.
«Коламбус» выиграл серию в четырёх матчах. После 1-го периода матча № 1 «Тампа» вела со счётом 3:0, однако «Блю Джекетс» смогли отыграться, а в концовке 3-го периода выйти вперёд и одержать победу. Во втором матче «Коламбус» одержал уверенную победу со счётом 5:1. Перед 3-м матчем в составе «Лайтнинг» на одну игру был дисквалифицирован нападающий Никита Кучеров за опасный силовой приём против защитника «Коламбуса» Маркуса Нутиваары в предыдущем матче, а игра завершилась победой «мундиров» со счётом 3:1. Выиграв 4-й матч серии «Коламбус Блю Джекетс» впервые в своей истории вышел во второй раунд плей-офф, а «Тампа-Бэй Лайтнинг» стал первым клубом-обладателем Президентского Кубка уступившим «всухую» в 1-м раунде плей-офф.
| 10 апреля 19:00 | Тампа-Бэй Лайтнинг | 3 : 4 (3:0, 0:1, 0:3) | Коламбус Блю Джекетс | Амали-арена Зрителей: 19 092 |

| Отчёт | Отчёт                                   | Отчёт | Отчёт             | Отчёт                                                                     |
| --- | --------------------------------------- | --- | ----------------- | ------------------------------------------------------------------------- |
| |                                         | |                   |                                                                           |
| | Андрей Василевский                      | Вратари | Сергей Бобровский | Судьи: Марк Жоаннетт Джон Макайзек Линейные судьи: Пьер Расико Трент Норр |
| | Голы:                                   | |                   | Судьи: Марк Жоаннетт Джон Макайзек Линейные судьи: Пьер Расико Трент Норр |
| Алекс Киллорн (мен.) — 04:12 Энтони Сирелли — 11:01 (Э. Чернак, Джей Ти Миллер) Янни Гурд — 17:50 (М. Сергачёв, Я. Рутта) | 1 : 0 2 : 0 3 : 0 3 : 1 3 : 2 3 : 3 : 4 | 29:15 — Ник Фолиньо (Дж. Андерсон) 47:56 — Давид Савар 51:54 — Джош Андерсон (мен.) (Б. Дженнер) 54:05 — Сет Джонс (бол.) (А. Панарин, З. Веренски) |                   | Судьи: Марк Жоаннетт Джон Макайзек Линейные судьи: Пьер Расико Трент Норр |
| |                                         | |                   | Судьи: Марк Жоаннетт Джон Макайзек Линейные судьи: Пьер Расико Трент Норр |
| |                                         | |                   | Судьи: Марк Жоаннетт Джон Макайзек Линейные судьи: Пьер Расико Трент Норр |
| |                                         | |                   | Судьи: Марк Жоаннетт Джон Макайзек Линейные судьи: Пьер Расико Трент Норр |
| 6 мин | Штраф                                   | 8 мин |                   | Судьи: Марк Жоаннетт Джон Макайзек Линейные судьи: Пьер Расико Трент Норр |
| |                                         | |                   |                                                                           |
| | 29                                      | Броски | 26                |                                                                           |

| 12 апреля 19:00 | Тампа-Бэй Лайтнинг | 1 : 5 (0:2, 0:1, 1:2) | Коламбус Блю Джекетс | Амали-арена Зрителей: 19 092 |

| Отчёт                                               | Отчёт                               | Отчёт | Отчёт             | Отчёт                                                                    |
| --------------------------------------------------- | ----------------------------------- | --- | ----------------- | ------------------------------------------------------------------------ |
|                                                     |                                     | |                   |                                                                          |
|                                                     | Андрей Василевский                  | Вратари | Сергей Бобровский | Судьи: Франсис Шаррон Горд Дуайер Линейные судьи: Трент Норр Пьер Расико |
|                                                     | Голы:                               | |                   | Судьи: Франсис Шаррон Горд Дуайер Линейные судьи: Трент Норр Пьер Расико |
| Михаил Сергачёв — 45:00 (Джей Ти Миллер, Э. Чернак) | 0 : 1 0 : 2 0 : 3 1 : 3 1 : 4 1 : 5 | 05:15 — Кэм Аткинсон (М. Дюшен) 11:44 — Зак Веренски (бол.) (М. Дюшен) 21:28 — Мэтт Дюшен (бол.) (А. Панарин, З. Веренски) 49:06 — Райли Нэш (Б. Дженнер) 52:15 — Артемий Панарин (М. Дюшен, О. Бьоркстранд) |                   | Судьи: Франсис Шаррон Горд Дуайер Линейные судьи: Трент Норр Пьер Расико |
|                                                     |                                     | |                   | Судьи: Франсис Шаррон Горд Дуайер Линейные судьи: Трент Норр Пьер Расико |
|                                                     |                                     | |                   | Судьи: Франсис Шаррон Горд Дуайер Линейные судьи: Трент Норр Пьер Расико |
|                                                     |                                     | |                   | Судьи: Франсис Шаррон Горд Дуайер Линейные судьи: Трент Норр Пьер Расико |
| 38 мин                                              | Штраф                               | 21 мин |                   | Судьи: Франсис Шаррон Горд Дуайер Линейные судьи: Трент Норр Пьер Расико |
|                                                     |                                     | |                   |                                                                          |
|                                                     | 24                                  | Броски | 27                |                                                                          |

| 14 апреля 19:00 | Коламбус Блю Джекетс | 3 : 1 (0:0, 2:0, 1:1) | Тампа-Бэй Лайтнинг | Нэшнуайд-арена Зрителей: 19 224 |

| Отчёт | Отчёт                   | Отчёт                                         | Отчёт              | Отчёт                                                                    |
| --- | ----------------------- | --------------------------------------------- | ------------------ | ------------------------------------------------------------------------ |
| |                         |                                               |                    |                                                                          |
| | Сергей Бобровский       | Вратари                                       | Андрей Василевский | Судьи: Уэс Макколи Брайан Покмара Линейные судьи: Эндрю Смит Дерек Амелл |
| | Голы:                   |                                               |                    | Судьи: Уэс Макколи Брайан Покмара Линейные судьи: Эндрю Смит Дерек Амелл |
| Мэтт Дюшен — 21:44 (К. Аткинсон, З. Веренски) Оливер Бьоркстранд (бол.) — 28:25 (С. Джонс, А. Тексье) Кэм Аткинсон (п.в.) — 59:00 (А. Панарин, С. Харрингтон) | 1 : 0 2 : 0 2 : 1 3 : 1 | 44:40 — Ондржей Палат (Э. Чернак, Т. Джонсон) |                    | Судьи: Уэс Макколи Брайан Покмара Линейные судьи: Эндрю Смит Дерек Амелл |
| |                         |                                               |                    | Судьи: Уэс Макколи Брайан Покмара Линейные судьи: Эндрю Смит Дерек Амелл |
| |                         |                                               |                    | Судьи: Уэс Макколи Брайан Покмара Линейные судьи: Эндрю Смит Дерек Амелл |
| |                         |                                               |                    | Судьи: Уэс Макколи Брайан Покмара Линейные судьи: Эндрю Смит Дерек Амелл |
| 4 мин | Штраф                   | 8 мин                                         |                    | Судьи: Уэс Макколи Брайан Покмара Линейные судьи: Эндрю Смит Дерек Амелл |
| |                         |                                               |                    |                                                                          |
| | 30                      | Броски                                        | 31                 |                                                                          |

| 16 апреля 19:00 | Коламбус Блю Джекетс | 7 : 3 (2:1, 2:2, 3:0) | Тампа-Бэй Лайтнинг | Нэшнуайд-арена Зрителей: 19 328 |

| Отчёт | Отчёт                                                       | Отчёт | Отчёт              | Отчёт                                                                    |
| --- | ----------------------------------------------------------- | --- | ------------------ | ------------------------------------------------------------------------ |
| |                                                             | |                    |                                                                          |
| | Сергей Бобровский                                           | Вратари | Андрей Василевский | Судьи: Крис Ли Келли Сазерленд Линейные судьи: Стив Миллер Райан Гиббонс |
| | Голы:                                                       | |                    | Судьи: Крис Ли Келли Сазерленд Линейные судьи: Стив Миллер Райан Гиббонс |
| Александр Тексье (бол.) — 02:26 (С. Джонс, П.-Л. Дюбуа) Пьер-Люк Дюбуа — 03:48 (О. Бьоркстранд, А. Кленденинг) Сет Джонс — 26:28 (К. Аткинсон, М. Дюшен) Оливер Бьоркстранд — 38:46 (С. Харрингтон, П.-Л. Дюбуа) Артемий Панарин (п.в.) — 58:07 Александр Тексье (п.в.) — 58:26 (З. Веренски) Мэтт Дюшен (п.в.) — 59:51 (Д. Савар, С. Харрингтон) | 1 : 0 2 : 0 2 : 1 3 : 1 3 : 2 3 : 3 4 : 3 5 : 3 6 : 3 7 : 3 | 08:44 — Стивен Стэмкос (Н. Кучеров, Э. Сирелли) 33:03 — Седрик Пакетт (Б. Коберн, Я. Рутта) 37:57 — Брэйден Пойнт (бол.) (С. Стэмкос, Н. Кучеров) |                    | Судьи: Крис Ли Келли Сазерленд Линейные судьи: Стив Миллер Райан Гиббонс |
| |                                                             | |                    | Судьи: Крис Ли Келли Сазерленд Линейные судьи: Стив Миллер Райан Гиббонс |
| |                                                             | |                    | Судьи: Крис Ли Келли Сазерленд Линейные судьи: Стив Миллер Райан Гиббонс |
| |                                                             | |                    | Судьи: Крис Ли Келли Сазерленд Линейные судьи: Стив Миллер Райан Гиббонс |
| 2 мин | Штраф                                                       | 4 мин |                    | Судьи: Крис Ли Келли Сазерленд Линейные судьи: Стив Миллер Райан Гиббонс |
| |                                                             | |                    |                                                                          |
| | 25                                                          | Броски | 33                 |                                                                          |

#### «Бостон Брюинз» (А2) — «Торонто Мейпл Лифс» (А3)
Шестнадцатая встреча в плей-офф этих двух команд «Оригинальной шестёрки». В предыдущих 15 встречах 8 раз побеждал «Торонто» и 7 раз «Бостон». Последняя встреча в плей-офф состоялась в первом раунде прошлогоднего розыгрыша Кубка Стэнли и завершилась победой «Бостона» в семи матчах. В сезоне 2018/19 «Брюинз» выиграли у «Мейпл Лифс» три матча из четырёх.
«Бостон Брюинз» обыграл «Торонто Мейпл Лифс» со счётом 4-3. После второго матча в составе «Торонто» на оставшиеся матчи серии был дисквалифицирован нападающий Назем Кадри за удар клюшкой нападающего «Бостона» Джейка Дебраска. Самым результативным игроком серии стал нападающий «Брюинз» Брэд Маршан, который в семи матчах набрал 9 (4+5) очков.
| 11 апреля 19:00 | Бостон Брюинз | 1 : 4 (1:1, 0:2, 0:1) | Торонто Мейпл Лифс | ТД-гарден Зрителей: 17 565 |

| Отчёт                                                 | Отчёт                       | Отчёт | Отчёт             | Отчёт                                                                  |
| ----------------------------------------------------- | --------------------------- | --- | ----------------- | ---------------------------------------------------------------------- |
|                                                       |                             | |                   |                                                                        |
|                                                       | Туукка Раск                 | Вратари | Фредерик Андерсен | Судьи: Жан Эбер Стив Козари Линейные судьи: Грег Деворски Кил Марчисон |
|                                                       | Голы:                       | |                   | Судьи: Жан Эбер Стив Козари Линейные судьи: Грег Деворски Кил Марчисон |
| Патрис Бержерон — (бол.) — 09:31 (Б. Маршан, Т. Круг) | 1 : 0 1 : 1 : 2 1 : 3 1 : 4 | 16:44 — Митч Марнер (Дж. Маззин, Дж. Таварес) 22:47 — Митч Марнер (мен.) (бул.) 38:25 — Вильям Нюландер (Н. Кадри, П. Марло) 58:41 — Джон Таварес (п.в.) |                   | Судьи: Жан Эбер Стив Козари Линейные судьи: Грег Деворски Кил Марчисон |
|                                                       |                             | |                   | Судьи: Жан Эбер Стив Козари Линейные судьи: Грег Деворски Кил Марчисон |
|                                                       |                             | |                   | Судьи: Жан Эбер Стив Козари Линейные судьи: Грег Деворски Кил Марчисон |
|                                                       |                             | |                   | Судьи: Жан Эбер Стив Козари Линейные судьи: Грег Деворски Кил Марчисон |
| 2 мин                                                 | Штраф                       | 4 мин |                   | Судьи: Жан Эбер Стив Козари Линейные судьи: Грег Деворски Кил Марчисон |
|                                                       |                             | |                   |                                                                        |
|                                                       | 38                          | Броски | 33                |                                                                        |

| 13 апреля 20:00 | Бостон Брюинз | 4 : 1 (2:0, 1:0, 1:1) | Торонто Мейпл Лифс | ТД-гарден Зрителей: 17 565 |

| Отчёт | Отчёт                         | Отчёт                                         | Отчёт             | Отчёт                                                                       |
| --- | ----------------------------- | --------------------------------------------- | ----------------- | --------------------------------------------------------------------------- |
| |                               |                                               |                   |                                                                             |
| | Туукка Раск                   | Вратари                                       | Фредерик Андерсен | Судьи: Трэвор Хэнсон Брэд Майер Линейные судьи: Джонни Мюррей Тони Сериколо |
| | Голы:                         |                                               |                   | Судьи: Трэвор Хэнсон Брэд Майер Линейные судьи: Джонни Мюррей Тони Сериколо |
| Чарли Койл — 04:44 (Д. Бэкес) Брэд Маршан — 16:04 (Д. Пастрняк, Д. Крейчи) Дэнтон Хайнен — 30:39 Патрис Бержерон (бол.) — 55:03 (Б. Маршан, М. Гризлик) | 1 : 0 2 : 0 3 : 0 3 : 1 4 : 1 | 50:44 — Назем Кадри (Т. Дермотт, В. Нюландер) |                   | Судьи: Трэвор Хэнсон Брэд Майер Линейные судьи: Джонни Мюррей Тони Сериколо |
| |                               |                                               |                   | Судьи: Трэвор Хэнсон Брэд Майер Линейные судьи: Джонни Мюррей Тони Сериколо |
| |                               |                                               |                   | Судьи: Трэвор Хэнсон Брэд Майер Линейные судьи: Джонни Мюррей Тони Сериколо |
| |                               |                                               |                   | Судьи: Трэвор Хэнсон Брэд Майер Линейные судьи: Джонни Мюррей Тони Сериколо |
| 8 мин | Штраф                         | 21 мин                                        |                   | Судьи: Трэвор Хэнсон Брэд Майер Линейные судьи: Джонни Мюррей Тони Сериколо |
| |                               |                                               |                   |                                                                             |
| | 41                            | Броски                                        | 31                |                                                                             |

| 15 апреля 19:00 | Торонто Мейпл Лифс | 3 : 2 (0:0, 3:2, 0:0) | Бостон Брюинз | Скоушабэнк-арена Зрителей: 19 611 |

| Отчёт | Отчёт                         | Отчёт                                                                                            | Отчёт       | Отчёт                                                                  |
| --- | ----------------------------- | ------------------------------------------------------------------------------------------------ | ----------- | ---------------------------------------------------------------------- |
| |                               |                                                                                                  |             |                                                                        |
| | Фредерик Андерсен             | Вратари                                                                                          | Туукка Раск | Судьи: Кайл Реман Крис Руни Линейные судьи: Брайан Мёрфи Мишель Кормье |
| | Голы:                         |                                                                                                  |             | Судьи: Кайл Реман Крис Руни Линейные судьи: Брайан Мёрфи Мишель Кормье |
| Тревор Мур — 22:38 (М. Райлли, Т. Эннис) Остон Мэттьюс (бол.) — 30:12 (А. Юнссон, М. Марнер) Андреас Юнссон (бол.) — 37:12 (Дж. Таварес, О. Мэттьюс) | 1 : 0 1 : 1 2 : 1 3 : 1 3 : 2 | 23:30 — Давид Крейчи (Дж. Дебраск, К. Кульман) 39:22 — Чарли Койл (бол.) (Д. Хайнен, М. Гризлик) |             | Судьи: Кайл Реман Крис Руни Линейные судьи: Брайан Мёрфи Мишель Кормье |
| |                               |                                                                                                  |             | Судьи: Кайл Реман Крис Руни Линейные судьи: Брайан Мёрфи Мишель Кормье |
| |                               |                                                                                                  |             | Судьи: Кайл Реман Крис Руни Линейные судьи: Брайан Мёрфи Мишель Кормье |
| |                               |                                                                                                  |             | Судьи: Кайл Реман Крис Руни Линейные судьи: Брайан Мёрфи Мишель Кормье |
| 6 мин | Штраф                         | 6 мин                                                                                            |             | Судьи: Кайл Реман Крис Руни Линейные судьи: Брайан Мёрфи Мишель Кормье |
| |                               |                                                                                                  |             |                                                                        |
| | 34                            | Броски                                                                                           | 36          |                                                                        |

| 17 апреля 19:00 | Торонто Мейпл Лифс | 4 : 6 (1:2, 1:2, 2:2) | Бостон Брюинз | Скоушабэнк-арена Зрителей: 19 638 |

| Отчёт | Отчёт                                                       | Отчёт | Отчёт       | Отчёт                                                                      |
| --- | ----------------------------------------------------------- | --- | ----------- | -------------------------------------------------------------------------- |
| |                                                             | |             |                                                                            |
| | Фредерик Андерсен                                           | Вратари | Туукка Раск | Судьи: Брайан Покмара Уэс Макколи Линейные судьи: Брэд Ковачик Райан Дэйзи |
| | Голы:                                                       | |             | Судьи: Брайан Покмара Уэс Макколи Линейные судьи: Брэд Ковачик Райан Дэйзи |
| Зак Хайман — 17:55 (М. Райлли, Дж. Таварес) Остон Мэттьюс — 21:07 (А. Юнссон, Р. Хэйнси) Остон Мэттьюс (бол.) — 51:52 (М. Марнер, М. Райлли) Тревис Дермотт — 53:27 (Дж. Гардинер, К. Браун) | 0 : 1 0 : 2 1 : 2 2 : 2 2 : 3 2 : 4 2 : 5 3 : 5 4 : 5 4 : 6 | 03:03 — Чарли Макэвой (бол.) (Ч. Койл, М. Гризлик) 06:38 — Брэд Маршан (Ч. Макэвой, Д. Хайнен) 23:16 — Давид Пастрняк (Б. Маршан, П. Бержерон) 24:51 — Давид Пастрняк (бол.) (Б. Маршан) 45:39 — Здено Хара 59:58 — Юаким Нордстрём (п.в.) (Д. Крейчи) |             | Судьи: Брайан Покмара Уэс Макколи Линейные судьи: Брэд Ковачик Райан Дэйзи |
| |                                                             | |             | Судьи: Брайан Покмара Уэс Макколи Линейные судьи: Брэд Ковачик Райан Дэйзи |
| |                                                             | |             | Судьи: Брайан Покмара Уэс Макколи Линейные судьи: Брэд Ковачик Райан Дэйзи |
| |                                                             | |             | Судьи: Брайан Покмара Уэс Макколи Линейные судьи: Брэд Ковачик Райан Дэйзи |
| 4 мин | Штраф                                                       | 6 мин |             | Судьи: Брайан Покмара Уэс Макколи Линейные судьи: Брэд Ковачик Райан Дэйзи |
| |                                                             | |             |                                                                            |
| | 42                                                          | Броски | 31          |                                                                            |

| 19 апреля 19:00 | Бостон Брюинз | 1 : 2 (0:0, 0:0, 1:2) | Торонто Мейпл Лифс | ТД-гарден Зрителей: 17 565 |

| Отчёт                              | Отчёт             | Отчёт                                                                                         | Отчёт             | Отчёт                                                                        |
| ---------------------------------- | ----------------- | --------------------------------------------------------------------------------------------- | ----------------- | ---------------------------------------------------------------------------- |
|                                    |                   |                                                                                               |                   |                                                                              |
|                                    | Туукка Раск       | Вратари                                                                                       | Фредерик Андерсен | Судьи: Эрик Фурлатт Дэн О’Хэллоран Линейные судьи: Стив Бартон Брайан Пансич |
|                                    | Голы:             |                                                                                               |                   | Судьи: Эрик Фурлатт Дэн О’Хэллоран Линейные судьи: Стив Бартон Брайан Пансич |
| Давид Крейчи — 59:16 (Д. Пастрняк) | 0 : 1 0 : 2 1 : 2 | 51:33 — Остон Мэттьюс (Дж. Маззин, К. Капанен) 53:45 — Каспери Капанен (А. Юнссон, М. Райлли) |                   | Судьи: Эрик Фурлатт Дэн О’Хэллоран Линейные судьи: Стив Бартон Брайан Пансич |
|                                    |                   |                                                                                               |                   | Судьи: Эрик Фурлатт Дэн О’Хэллоран Линейные судьи: Стив Бартон Брайан Пансич |
|                                    |                   |                                                                                               |                   | Судьи: Эрик Фурлатт Дэн О’Хэллоран Линейные судьи: Стив Бартон Брайан Пансич |
|                                    |                   |                                                                                               |                   | Судьи: Эрик Фурлатт Дэн О’Хэллоран Линейные судьи: Стив Бартон Брайан Пансич |
| 2 мин                              | Штраф             | 6 мин                                                                                         |                   | Судьи: Эрик Фурлатт Дэн О’Хэллоран Линейные судьи: Стив Бартон Брайан Пансич |
|                                    |                   |                                                                                               |                   |                                                                              |
|                                    | 29                | Броски                                                                                        | 27                |                                                                              |

| 21 апреля 15:00 | Торонто Мейпл Лифс | 2 : 4 (1:2, 0:1, 1:1) | Бостон Брюинз | Скоушабэнк-арена Зрителей: 19 684 |

| Отчёт                                                                                          | Отчёт                             | Отчёт | Отчёт       | Отчёт                                                                    |
| ---------------------------------------------------------------------------------------------- | --------------------------------- | --- | ----------- | ------------------------------------------------------------------------ |
|                                                                                                |                                   | |             |                                                                          |
|                                                                                                | Фредерик Андерсен                 | Вратари | Туукка Раск | Судьи: Франсис Шаррон Горд Дуайер Линейные судьи: Девин Берг Скотт Черри |
|                                                                                                | Голы:                             | |             | Судьи: Франсис Шаррон Горд Дуайер Линейные судьи: Девин Берг Скотт Черри |
| Морган Райлли — 09:42 (В. Нюландер, П. Марло) Остон Мэттьюс — 44:15 (Дж. Гардинер, Т. Дермотт) | 1 : 0 1 : 1 : 2 1 : 3 2 : 3 2 : 4 | 11:23 — Брэд Маршан (бол.) (П. Бержерон) 17:02 — Тори Круг (бол.) (Д. Пастрняк, Б. Маршан) 27:57 — Джейк Дебраск (Д. Крейчи, Д. Пастрняк) 58:06 — Брэд Маршан (п.в.) (З. Хара, Ч. Макэвой) |             | Судьи: Франсис Шаррон Горд Дуайер Линейные судьи: Девин Берг Скотт Черри |
|                                                                                                |                                   | |             | Судьи: Франсис Шаррон Горд Дуайер Линейные судьи: Девин Берг Скотт Черри |
|                                                                                                |                                   | |             | Судьи: Франсис Шаррон Горд Дуайер Линейные судьи: Девин Берг Скотт Черри |
|                                                                                                |                                   | |             | Судьи: Франсис Шаррон Горд Дуайер Линейные судьи: Девин Берг Скотт Черри |
| 4 мин                                                                                          | Штраф                             | 6 мин |             | Судьи: Франсис Шаррон Горд Дуайер Линейные судьи: Девин Берг Скотт Черри |
|                                                                                                |                                   | |             |                                                                          |
|                                                                                                | 24                                | Броски | 41          |                                                                          |

| 23 апреля 19:00 | Бостон Брюинз | 5 : 1 (2:0, 0:1, 3:0) | Торонто Мейпл Лифс | ТД-гарден Зрителей: 17 565 |

| Отчёт | Отчёт                               | Отчёт                           | Отчёт             | Отчёт                                                                        |
| --- | ----------------------------------- | ------------------------------- | ----------------- | ---------------------------------------------------------------------------- |
| |                                     |                                 |                   |                                                                              |
| | Туукка Раск                         | Вратари                         | Фредерик Андерсен | Судьи: Уэс Макколи Келли Сазерленд Линейные судьи: Грег Деворски Пьер Расико |
| | Голы:                               |                                 |                   | Судьи: Уэс Макколи Келли Сазерленд Линейные судьи: Грег Деворски Пьер Расико |
| Юаким Нордстрём — 14:29 (М. Гризлик, Ш. Курали) Маркус Юханссон — 17:46 Шон Курали — 42:40 (Н. Аччари, Ю. Нордстрём) Чарли Койл — 57:26 (п.в.) (Д. Крейчи) Патрис Бержерон — 59:59 (п.в.) | 1 : 0 2 : 0 2 : 1 3 : 1 4 : 1 5 : 1 | 23:54 — Джон Таварес (Т. Эннис) |                   | Судьи: Уэс Макколи Келли Сазерленд Линейные судьи: Грег Деворски Пьер Расико |
| |                                     |                                 |                   | Судьи: Уэс Макколи Келли Сазерленд Линейные судьи: Грег Деворски Пьер Расико |
| |                                     |                                 |                   | Судьи: Уэс Макколи Келли Сазерленд Линейные судьи: Грег Деворски Пьер Расико |
| |                                     |                                 |                   | Судьи: Уэс Макколи Келли Сазерленд Линейные судьи: Грег Деворски Пьер Расико |
| 4 мин | Штраф                               | 0 мин                           |                   | Судьи: Уэс Макколи Келли Сазерленд Линейные судьи: Грег Деворски Пьер Расико |
| |                                     |                                 |                   |                                                                              |
| | 32                                  | Броски                          | 33                |                                                                              |

#### «Вашингтон Кэпиталз» (С1) — «Каролина Харрикейнз» (УК)
«Вашингтон Кэпиталз» и «Каролина Харрикейнз» ранее никогда не встречались в плей-офф. «Кэпиталз» выиграл у «Харрикейнз» все четыре матча в регулярном чемпионате 2018/19.
«Каролина» победила в серии в семи матчах. После первых двух матчей «Вашингтон» повёл в серии со счётом 2-0, однако «Каролина» выиграла оба домашних матча и сравняла счёт. Далее команды обменялись победами на своих площадках и серия перешла в 7-й матч. Походу матча «столичные» вели со счётом 2:0 и 3:1, однако хоккеисты из «Каролины» смогли сравнять счёт и перевести игру в овертайм. Победу в серии «Харрикейнз» принёс нападающий Брок Макгинн, который на 32-й минуте второго овертайма поразил ворота Брэйдена Холтби и выбил действующего чемпиона из плей-офф.
| 11 апреля 19:30 | Вашингтон Кэпиталз | 4 : 2 (3:0, 0:0, 1:2) | Каролина Харрикейнз | Кэпитал Уан-арена Зрителей: 18 506 |

| Отчёт | Отчёт                               | Отчёт                                                                                                | Отчёт       | Отчёт                                                                       |
| --- | ----------------------------------- | --- | ----------- | --------------------------------------------------------------------------- |
| |                                     | |             |                                                                             |
| | Брэйден Холтби                      | Вратари                                                                                              | Петр Мразек | Судьи: Тревор Хэнсон Брэд Майер Линейные судьи: Джонни Мюррей Тони Сериколо |
| | Голы:                               | |             | Судьи: Тревор Хэнсон Брэд Майер Линейные судьи: Джонни Мюррей Тони Сериколо |
| Никлас Бекстрём — 09:58 (Дж. Карлсон, Б. Орпик) Никлас Бекстрём (бол.) — 13:10 (Е. Кузнецов, Дж. Карлсон) Александр Овечкин (бол.) — 18:05 (Т. Уилсон, Дж. Карлсон) Ларс Эллер (п.в.) — 59:23 | 1 : 0 2 : 0 3 : 0 3 : 1 3 : 2 4 : 2 | 45:07 — Андрей Свечников (Л. Вальмарк, Д. Хэмилтон) 47:26 — Андрей Свечников (Л. Вальмарк, Дж. Фолк) |             | Судьи: Тревор Хэнсон Брэд Майер Линейные судьи: Джонни Мюррей Тони Сериколо |
| |                                     | |             | Судьи: Тревор Хэнсон Брэд Майер Линейные судьи: Джонни Мюррей Тони Сериколо |
| |                                     | |             | Судьи: Тревор Хэнсон Брэд Майер Линейные судьи: Джонни Мюррей Тони Сериколо |
| |                                     | |             | Судьи: Тревор Хэнсон Брэд Майер Линейные судьи: Джонни Мюррей Тони Сериколо |
| 6 мин | Штраф                               | 8 мин                                                                                                |             | Судьи: Тревор Хэнсон Брэд Майер Линейные судьи: Джонни Мюррей Тони Сериколо |
| |                                     | |             |                                                                             |
| | 18                                  | Броски                                                                                               | 29          |                                                                             |

| 13 апреля 15:00 | Вашингтон Кэпиталз | 4 : 3 (ОТ) (2:1, 0:1, 1:1, 1:0) | Каролина Харрикейнз | Кэпитал Уан-арена Зрителей: 18 506 |

| Отчёт | Отчёт                                     | Отчёт | Отчёт       | Отчёт                                                                  |
| --- | ----------------------------------------- | --- | ----------- | ---------------------------------------------------------------------- |
| |                                           | |             |                                                                        |
| | Брэйден Холтби                            | Вратари | Петр Мразек | Судьи: Жан Эбер Стив Козари Линейные судьи: Кил Марчисон Грег Деворски |
| | Голы:                                     | |             | Судьи: Жан Эбер Стив Козари Линейные судьи: Кил Марчисон Грег Деворски |
| Никлас Бекстрём — 03:37 (А. Овечкин, Д. Орлов) Ти Джей Оши — 09:26 (Е. Кузнецов, М. Нисканен) Том Уилсон — 48:55 (А. Овечкин, Н. Бекстрём) Брукс Орпик — 61:48 (Е. Кузнецов, Ти Джей Оши) | 1 : 0 2 : 0 2 : 1 2 : 2 3 : 2 3 : 3 4 : 3 | 15:54 — Лукас Вальмарк (Дж. Слэвин, У. Фогель) 36:49 — Себастьян Ахо (Дж. Уильямс, Дж. Слэвин) 55:00 — Джордан Стаал (бол.) (Д. Хэмилтон, А. Свечников) |             | Судьи: Жан Эбер Стив Козари Линейные судьи: Кил Марчисон Грег Деворски |
| |                                           | |             | Судьи: Жан Эбер Стив Козари Линейные судьи: Кил Марчисон Грег Деворски |
| |                                           | |             | Судьи: Жан Эбер Стив Козари Линейные судьи: Кил Марчисон Грег Деворски |
| |                                           | |             | Судьи: Жан Эбер Стив Козари Линейные судьи: Кил Марчисон Грег Деворски |
| 10 мин | Штраф                                     | 16 мин |             | Судьи: Жан Эбер Стив Козари Линейные судьи: Кил Марчисон Грег Деворски |
| |                                           | |             |                                                                        |
| | 33                                        | Броски | 28          |                                                                        |

| 15 апреля 19:00 | Каролина Харрикейнз | 5 : 0 (1:0, 2:0, 2:0) | Вашингтон Кэпиталз | Пи-эн-си-арена Зрителей: 18 783 |

| Отчёт | Отчёт                         | Отчёт   | Отчёт          | Отчёт                                                                     |
| --- | ----------------------------- | ------- | -------------- | ------------------------------------------------------------------------- |
| |                               |         |                |                                                                           |
| | Петр Мразек                   | Вратари | Брэйден Холтби | Судьи: Эрик Фурлатт Дэн О’Хэллоран Линейные судьи: Девин Берг Скотт Черри |
| | Голы:                         |         |                | Судьи: Эрик Фурлатт Дэн О’Хэллоран Линейные судьи: Девин Берг Скотт Черри |
| Уоррен Фогель — 09:43 (Дж. Фолк, Б. Макгинн) Уоррен Фогель — 26:09 (С. Ахо, Т. Терявяйнен) Дуги Хэмилтон (бол.) — 31:40 (Дж. Стаал, Дж. Слэвин) Дуги Хэмилтон (бол.) — 49:47 (Дж. Слэвин, У. Фогель) Брок Макгинн — 55:35 (Дж. Стаал, Дж. Мартинук) | 1 : 0 2 : 0 3 : 0 4 : 0 5 : 0 |         |                | Судьи: Эрик Фурлатт Дэн О’Хэллоран Линейные судьи: Девин Берг Скотт Черри |
| |                               |         |                | Судьи: Эрик Фурлатт Дэн О’Хэллоран Линейные судьи: Девин Берг Скотт Черри |
| |                               |         |                | Судьи: Эрик Фурлатт Дэн О’Хэллоран Линейные судьи: Девин Берг Скотт Черри |
| |                               |         |                | Судьи: Эрик Фурлатт Дэн О’Хэллоран Линейные судьи: Девин Берг Скотт Черри |
| 15 мин | Штраф                         | 17 мин  |                | Судьи: Эрик Фурлатт Дэн О’Хэллоран Линейные судьи: Девин Берг Скотт Черри |
| |                               |         |                |                                                                           |
| | 45                            | Броски  | 18             |                                                                           |

| 18 апреля 19:00 | Каролина Харрикейнз | 2 : 1 (1:0, 1:1, 0:0) | Вашингтон Кэпиталз | Пи-эн-си-арена Зрителей: 19 202 |

| Отчёт                                                                                             | Отчёт             | Отчёт                                                 | Отчёт          | Отчёт                                                                 |
| ------------------------------------------------------------------------------------------------- | ----------------- | ----------------------------------------------------- | -------------- | --------------------------------------------------------------------- |
|                                                                                                   |                   |                                                       |                |                                                                       |
|                                                                                                   | Петр Мразек       | Вратари                                               | Брэйден Холтби | Судьи: Келли Сазерленд Крис Ли Линейные судьи: Пьер Расико Трент Норр |
|                                                                                                   | Голы:             |                                                       |                | Судьи: Келли Сазерленд Крис Ли Линейные судьи: Пьер Расико Трент Норр |
| Уоррен Фогель — 00:17 (Дж. Слэвин, Дж. Уильямс) Теуво Терявяйнен — 39:32 (Н. Нидеррайтер, С. Ахо) | 1 : 0 1 : 1 2 : 1 | 30:35 — Александр Овечкин (бол.) (Д. Орлов, Л. Эллер) |                | Судьи: Келли Сазерленд Крис Ли Линейные судьи: Пьер Расико Трент Норр |
|                                                                                                   |                   |                                                       |                | Судьи: Келли Сазерленд Крис Ли Линейные судьи: Пьер Расико Трент Норр |
|                                                                                                   |                   |                                                       |                | Судьи: Келли Сазерленд Крис Ли Линейные судьи: Пьер Расико Трент Норр |
|                                                                                                   |                   |                                                       |                | Судьи: Келли Сазерленд Крис Ли Линейные судьи: Пьер Расико Трент Норр |
| 6 мин                                                                                             | Штраф             | 4 мин                                                 |                | Судьи: Келли Сазерленд Крис Ли Линейные судьи: Пьер Расико Трент Норр |
|                                                                                                   |                   |                                                       |                |                                                                       |
|                                                                                                   | 24                | Броски                                                | 31             |                                                                       |

| 20 апреля 20:00 | Вашингтон Кэпиталз | 6 : 0 (1:0, 2:0, 3:0) | Каролина Харрикейнз | Кэпитал Уан-арена Зрителей: 18 506 |

| Отчёт | Отчёт                               | Отчёт   | Отчёт       | Отчёт                                                                |
| --- | ----------------------------------- | ------- | ----------- | -------------------------------------------------------------------- |
| |                                     |         |             |                                                                      |
| | Брэйден Холтби                      | Вратари | Петр Мразек | Судьи: Дэн О’Рурк Тим Пил Линейные судьи: Мишель Кормье Брайан Мёрфи |
| | Голы:                               |         |             | Судьи: Дэн О’Рурк Тим Пил Линейные судьи: Мишель Кормье Брайан Мёрфи |
| Никлас Бекстрём (бол.) — 07:33 (Дж. Карлсон, Т. Уилсон) Никлас Бекстрём — 34:21 (А. Овечкин) Бретт Коннолли — 36:11 (А. Овечкин, Н. Бекстрём) Том Уилсон (бол.) — 41:04 (Е. Кузнецов, Дж. Карлсон) Ник Дауд (бул.) — 48:57 Александр Овечкин (бол.) — 50:14 (Е. Кузнецов, Н. Бекстрём) | 1 : 0 2 : 0 3 : 0 4 : 0 5 : 0 6 : 0 |         |             | Судьи: Дэн О’Рурк Тим Пил Линейные судьи: Мишель Кормье Брайан Мёрфи |
| |                                     |         |             | Судьи: Дэн О’Рурк Тим Пил Линейные судьи: Мишель Кормье Брайан Мёрфи |
| |                                     |         |             | Судьи: Дэн О’Рурк Тим Пил Линейные судьи: Мишель Кормье Брайан Мёрфи |
| |                                     |         |             | Судьи: Дэн О’Рурк Тим Пил Линейные судьи: Мишель Кормье Брайан Мёрфи |
| 10 мин | Штраф                               | 8 мин   |             | Судьи: Дэн О’Рурк Тим Пил Линейные судьи: Мишель Кормье Брайан Мёрфи |
| |                                     |         |             |                                                                      |
| | 28                                  | Броски  | 30          |                                                                      |

| 22 апреля 19:00 | Каролина Харрикейнз | 5 : 2 (1:2, 1:0, 3:0) | Вашингтон Кэпиталз | Пи-эн-си-арена Зрителей: 18 913 |

| Отчёт | Отчёт                                 | Отчёт                                                                                              | Отчёт          | Отчёт                                                                |
| --- | ------------------------------------- | -------------------------------------------------------------------------------------------------- | -------------- | -------------------------------------------------------------------- |
| |                                       | |                |                                                                      |
| | Петр Мразек                           | Вратари                                                                                            | Брэйден Холтби | Судьи: Крис Руни Кайл Реман Линейные судьи: Райан Дэйзи Брэд Ковачик |
| | Голы:                                 | |                | Судьи: Крис Руни Кайл Реман Линейные судьи: Райан Дэйзи Брэд Ковачик |
| Уоррен Фогель — 10:35 (Д. Хэмилтон, Дж. Слэвин) Теуво Терявяйнен — 21:56 (С. Ахо) Джордан Стаал — 43:51 (Б. Макгинн, Дж. Фолк) Джастин Уильямс — 51:58 (Б. Пеши, Дж. Стаал) Дуги Хэмилтон (п.в.) — 56:54 (Дж. Мартинук) | 0 : 1 : 1 1 : 2 : 2 3 : 2 4 : 2 5 : 2 | 05:06 — Бретт Коннолли (Л. Эллер, А. Бураковски) 15:12 — Александр Овечкин (Д. Орлов, М. Нисканен) |                | Судьи: Крис Руни Кайл Реман Линейные судьи: Райан Дэйзи Брэд Ковачик |
| |                                       | |                | Судьи: Крис Руни Кайл Реман Линейные судьи: Райан Дэйзи Брэд Ковачик |
| |                                       | |                | Судьи: Крис Руни Кайл Реман Линейные судьи: Райан Дэйзи Брэд Ковачик |
| |                                       | |                | Судьи: Крис Руни Кайл Реман Линейные судьи: Райан Дэйзи Брэд Ковачик |
| 6 мин | Штраф                                 | 20 мин                                                                                             |                | Судьи: Крис Руни Кайл Реман Линейные судьи: Райан Дэйзи Брэд Ковачик |
| |                                       | |                |                                                                      |
| | 36                                    | Броски                                                                                             | 25             |                                                                      |

| 24 апреля 19:30 | Вашингтон Кэпиталз | 3 : 4 (2ОТ) (2:0, 1:2, 0:1, 0:0, 0:1) | Каролина Харрикейнз | Кэпитал Уан-арена Зрителей: 18 506 |

| Отчёт | Отчёт                                   | Отчёт | Отчёт       | Отчёт                                                                        |
| --- | --------------------------------------- | --- | ----------- | ---------------------------------------------------------------------------- |
| |                                         | |             |                                                                              |
| | Брэйден Холтби                          | Вратари | Петр Мразек | Судьи: Марк Жоаннетт Кевин Поллок Линейные судьи: Мэтт Макферсон Марк Шевчик |
| | Голы:                                   | |             | Судьи: Марк Жоаннетт Кевин Поллок Линейные судьи: Мэтт Макферсон Марк Шевчик |
| Андре Бураковски — 02:13 Том Уилсон — 06:23 (А. Овечкин, Д. Орлов) Евгений Кузнецов — 33:22 (К. Хагелин) | 1 : 0 2 : 0 2 : 1 3 : 1 3 : 2 3 : 3 : 4 | 29:51 — Себастьян Ахо (мен.) (Б. Пеши, Дж. Слэвин) 36:37 — Теуво Терявяйнен (Б. Пеши, Б. Макгинн) 42:56 — Джордан Стаал (Дж. Слэвин) 91:05 — Брок Макгинн (Дж. Уильямс, Дж. Слэвин) |             | Судьи: Марк Жоаннетт Кевин Поллок Линейные судьи: Мэтт Макферсон Марк Шевчик |
| |                                         | |             | Судьи: Марк Жоаннетт Кевин Поллок Линейные судьи: Мэтт Макферсон Марк Шевчик |
| |                                         | |             | Судьи: Марк Жоаннетт Кевин Поллок Линейные судьи: Мэтт Макферсон Марк Шевчик |
| |                                         | |             | Судьи: Марк Жоаннетт Кевин Поллок Линейные судьи: Мэтт Макферсон Марк Шевчик |
| 2 мин | Штраф                                   | 6 мин |             | Судьи: Марк Жоаннетт Кевин Поллок Линейные судьи: Мэтт Макферсон Марк Шевчик |
| |                                         | |             |                                                                              |
| | 37                                      | Броски | 42          |                                                                              |

#### «Нью-Йорк Айлендерс» (С2) — «Питтсбург Пингвинз» (С3)
Пятая встреча этих двух команд в плей-офф. В предыдущих четырёх «Айлендерс» одержали три победы. Последняя встреча состоялась в четвертьфинале Восточной конференции 2013 года и завершилась победой «Питтсбурга» в шести матчах. В регулярном чемпионате 2018/19 команды провели между собой четыре матча и одержали по две победы.
«Нью-Йорк Айлендерс» обыграл «Питтсбург Пингвинз» со счётом 4-0. Самым результативным игроком серии стал нападающий «островитян» Джордан Эберле, который в четырёх матчах набрал 6 (4+2) очков.
| 10 апреля 19:30 | Нью-Йорк Айлендерс | 4 : 3 (ОТ) (2:1, 0:1, 1:1, 1:0) | Питтсбург Пингвинз | Нассау Колизеум Зрителей: 13 917 |

| Отчёт | Отчёт                                     | Отчёт | Отчёт       | Отчёт                                                                        |
| --- | ----------------------------------------- | --- | ----------- | ---------------------------------------------------------------------------- |
| |                                           | |             |                                                                              |
| | Робин Ленер                               | Вратари | Мэтт Мюррей | Судьи: Кевин Поллок Франсуа Сан-Лоран Линейные судьи: Дерек Амелл Эндрю Смит |
| | Голы:                                     | |             | Судьи: Кевин Поллок Франсуа Сан-Лоран Линейные судьи: Дерек Амелл Эндрю Смит |
| Джордан Эберле — 01:40 (А. Ли, А. Пелек) Брок Нельсон (бол.) — 15:46 (Дж. Эберле, Д. Тэйвз) Ник Ледди — 52:35 (В. Филппула, Л. Комаров) Джош Бэйли — 64:39 (М. Барзал) | 1 : 0 1 : 1 2 : 1 2 : 2 3 : 2 3 : 3 4 : 3 | 05:42 — Фил Кессел (Д. Симон, Б. Дюмулин) 33:41 — Евгений Малкин (бол.) (Дж. Шульц, Ф. Кессел) 58:31 — Джастин Шульц (К. Летанг, Е. Малкин) |             | Судьи: Кевин Поллок Франсуа Сан-Лоран Линейные судьи: Дерек Амелл Эндрю Смит |
| |                                           | |             | Судьи: Кевин Поллок Франсуа Сан-Лоран Линейные судьи: Дерек Амелл Эндрю Смит |
| |                                           | |             | Судьи: Кевин Поллок Франсуа Сан-Лоран Линейные судьи: Дерек Амелл Эндрю Смит |
| |                                           | |             | Судьи: Кевин Поллок Франсуа Сан-Лоран Линейные судьи: Дерек Амелл Эндрю Смит |
| 10 мин | Штраф                                     | 8 мин |             | Судьи: Кевин Поллок Франсуа Сан-Лоран Линейные судьи: Дерек Амелл Эндрю Смит |
| |                                           | |             |                                                                              |
| | 33                                        | Броски | 44          |                                                                              |

| 12 апреля 19:30 | Нью-Йорк Айлендерс | 3 : 1 (0:0, 1:1, 2:0) | Питтсбург Пингвинз | Нассау Колизеум Зрителей: 13 917 |

| Отчёт | Отчёт                 | Отчёт                               | Отчёт       | Отчёт                                                                    |
| --- | --------------------- | ----------------------------------- | ----------- | ------------------------------------------------------------------------ |
| |                       |                                     |             |                                                                          |
| | Робин Ленер           | Вратари                             | Мэтт Мюррей | Судьи: Уэс Макколи Брайан Покмара Линейные судьи: Скотт Черри Девин Берг |
| | Голы:                 |                                     |             | Судьи: Уэс Макколи Брайан Покмара Линейные судьи: Скотт Черри Девин Берг |
| Энтони Бовилье — 33:25 (М. Барзал, Дж. Эберле) Джордан Эберле — 47:54 (М. Барзал, Дж. Бойчак) Джош Бэйли (бол.) — 51:38 (А. Ли, Д. Тэйвз) | 0 : 1 : 1 2 : 1 3 : 1 | 30:36 — Эрик Гудбрансон (Е. Малкин) |             | Судьи: Уэс Макколи Брайан Покмара Линейные судьи: Скотт Черри Девин Берг |
| |                       |                                     |             | Судьи: Уэс Макколи Брайан Покмара Линейные судьи: Скотт Черри Девин Берг |
| |                       |                                     |             | Судьи: Уэс Макколи Брайан Покмара Линейные судьи: Скотт Черри Девин Берг |
| |                       |                                     |             | Судьи: Уэс Макколи Брайан Покмара Линейные судьи: Скотт Черри Девин Берг |
| 8 мин | Штраф                 | 16 мин                              |             | Судьи: Уэс Макколи Брайан Покмара Линейные судьи: Скотт Черри Девин Берг |
| |                       |                                     |             |                                                                          |
| | 34                    | Броски                              | 33          |                                                                          |

| 14 апреля 12:00 | Питтсбург Пингвинз | 1 : 4 (1:2, 0:0, 0:2) | Нью-Йорк Айлендерс | PPG Paints-арена Зрителей: 18 610 |

| Отчёт                                             | Отчёт                       | Отчёт | Отчёт       | Отчёт                                                            |
| ------------------------------------------------- | --------------------------- | --- | ----------- | ---------------------------------------------------------------- |
|                                                   |                             | |             |                                                                  |
|                                                   | Мэтт Мюррей                 | Вратари | Робин Ленер | Судьи: Дэн О’Рурк Тим Пил Линейные судьи: Пьер Расико Трент Норр |
|                                                   | Голы:                       | |             | Судьи: Дэн О’Рурк Тим Пил Линейные судьи: Пьер Расико Трент Норр |
| Гарретт Уилсон — 12:54 (М. Петтерссон, Дж. Шульц) | 1 : 0 1 : 1 : 2 1 : 3 1 : 4 | 13:22 — Джордан Эберле (Р. Пулок, М. Барзал) 14:24 — Брок Нельсон (Т. Кюнхакль) 50:27 — Лео Комаров (Э. Бовилье, В. Филппула) 58:32 — Андерс Ли (п.в.) (В. Филппула, А. Пелек) |             | Судьи: Дэн О’Рурк Тим Пил Линейные судьи: Пьер Расико Трент Норр |
|                                                   |                             | |             | Судьи: Дэн О’Рурк Тим Пил Линейные судьи: Пьер Расико Трент Норр |
|                                                   |                             | |             | Судьи: Дэн О’Рурк Тим Пил Линейные судьи: Пьер Расико Трент Норр |
|                                                   |                             | |             | Судьи: Дэн О’Рурк Тим Пил Линейные судьи: Пьер Расико Трент Норр |
| 6 мин                                             | Штраф                       | 8 мин |             | Судьи: Дэн О’Рурк Тим Пил Линейные судьи: Пьер Расико Трент Норр |
|                                                   |                             | |             |                                                                  |
|                                                   | 26                          | Броски | 36          |                                                                  |

| 16 апреля 19:30 | Питтсбург Пингвинз | 1 : 3 (1:2, 0:0, 0:1) | Нью-Йорк Айлендерс | PPG Paints-арена Зрителей: 18 609 |

| Отчёт                                         | Отчёт                 | Отчёт | Отчёт       | Отчёт                                                                          |
| --------------------------------------------- | --------------------- | --- | ----------- | ------------------------------------------------------------------------------ |
|                                               |                       | |             |                                                                                |
|                                               | Мэтт Мюррей           | Вратари | Робин Ленер | Судьи: Франсис Шаррон Горд Дуайер Линейные судьи: Джонни Мюррей Тонни Сериколо |
|                                               | Голы:                 | |             | Судьи: Франсис Шаррон Горд Дуайер Линейные судьи: Джонни Мюррей Тонни Сериколо |
| Джейк Генцел — 00:35 (С. Кросби, Дж. Макканн) | 1 : 0 1 : 1 : 2 1 : 3 | 02:09 — Джордан Эберле (М. Барзал, С. Мэйфилд) 18:06 — Брок Нельсон (Дж. Бэйли, Т. Кюнхакль) 59:22 — Джош Бэйли (п.в.) (В. Филппула) |             | Судьи: Франсис Шаррон Горд Дуайер Линейные судьи: Джонни Мюррей Тонни Сериколо |
|                                               |                       | |             | Судьи: Франсис Шаррон Горд Дуайер Линейные судьи: Джонни Мюррей Тонни Сериколо |
|                                               |                       | |             | Судьи: Франсис Шаррон Горд Дуайер Линейные судьи: Джонни Мюррей Тонни Сериколо |
|                                               |                       | |             | Судьи: Франсис Шаррон Горд Дуайер Линейные судьи: Джонни Мюррей Тонни Сериколо |
| 8 мин                                         | Штраф                 | 8 мин |             | Судьи: Франсис Шаррон Горд Дуайер Линейные судьи: Джонни Мюррей Тонни Сериколо |
|                                               |                       | |             |                                                                                |
|                                               | 33                    | Броски | 26          |                                                                                |

### Западная конференция

#### «Нэшвилл Предаторз» (Ц1) — «Даллас Старз» (УК)
Первая встреча «Нэшвилла» и «Далласа» в плей-офф. «Предаторз» выиграли у «Старз» сезонную серию со счётом 3-2.
«Даллас» победил в серии в шести матчах. Победу в серии «Старз» принёс защитник Йон Клингберг, который на 18-й минуте овертайма матча № 6 поразил ворота Пекки Ринне.
| 10 апреля 21:30 | Нэшвилл Предаторз | 2 : 3 (1:0, 0:1, 1:2) | Даллас Старз | Бриджстоун-арена Зрителей: 17 458 |

| Отчёт                                                                                | Отчёт                       | Отчёт | Отчёт     | Отчёт                                                                |
| ------------------------------------------------------------------------------------ | --------------------------- | --- | --------- | -------------------------------------------------------------------- |
|                                                                                      |                             | |           |                                                                      |
|                                                                                      | Пекка Ринне                 | Вратари | Бен Бишоп | Судьи: Тим Пил Дэн О’Рурк Линейные судьи: Мишель Кормье Брайан Мёрфи |
|                                                                                      | Голы:                       | |           | Судьи: Тим Пил Дэн О’Рурк Линейные судьи: Мишель Кормье Брайан Мёрфи |
| Роман Йоси — 12:12 (Р. Эллис, Н. Бонино) Пи-Кей Суббан — 53:24 (Б. Бойл, М. Экхольм) | 1 : 0 1 : 1 : 2 1 : 3 2 : 3 | 32:37 — Миро Хейсканен (бол.) 46:10 — Александр Радулов (М. Хейсканен, Й. Клингберг) 50:39 — Матс Цуккарелло (Б. Лавджой, Дж. Бенн) |           | Судьи: Тим Пил Дэн О’Рурк Линейные судьи: Мишель Кормье Брайан Мёрфи |
|                                                                                      |                             | |           | Судьи: Тим Пил Дэн О’Рурк Линейные судьи: Мишель Кормье Брайан Мёрфи |
|                                                                                      |                             | |           | Судьи: Тим Пил Дэн О’Рурк Линейные судьи: Мишель Кормье Брайан Мёрфи |
|                                                                                      |                             | |           | Судьи: Тим Пил Дэн О’Рурк Линейные судьи: Мишель Кормье Брайан Мёрфи |
| 8 мин                                                                                | Штраф                       | 10 мин |           | Судьи: Тим Пил Дэн О’Рурк Линейные судьи: Мишель Кормье Брайан Мёрфи |
|                                                                                      |                             | |           |                                                                      |
|                                                                                      | 32                          | Броски | 29        |                                                                      |

| 13 апреля 18:00 | Нэшвилл Предаторз | 2 : 1 (ОТ) (0:0, 1:1, 0:0, 1:0) | Даллас Старз | Бриджстоун-арена Зрителей: 17 611 |

| Отчёт                                                                                         | Отчёт           | Отчёт                          | Отчёт     | Отчёт                                                                        |
| --------------------------------------------------------------------------------------------- | --------------- | ------------------------------ | --------- | ---------------------------------------------------------------------------- |
|                                                                                               |                 |                                |           |                                                                              |
|                                                                                               | Пекка Ринне     | Вратари                        | Бен Бишоп | Судьи: Эрик Фурлатт Дэн О’Хэллоран Линейные судьи: Стив Бартон Брайан Пансич |
|                                                                                               | Голы:           |                                |           | Судьи: Эрик Фурлатт Дэн О’Хэллоран Линейные судьи: Стив Бартон Брайан Пансич |
| Рокко Гримальди — 23:56 (О. Уотсон, К. Йернкрук) Крэйг Смит — 65:00 (М. Экхольм, К. Йернкрук) | 0 : 1 : 1 2 : 1 | 21:59 — Джейми Бенн (Т. Сегин) |           | Судьи: Эрик Фурлатт Дэн О’Хэллоран Линейные судьи: Стив Бартон Брайан Пансич |
|                                                                                               |                 |                                |           | Судьи: Эрик Фурлатт Дэн О’Хэллоран Линейные судьи: Стив Бартон Брайан Пансич |
|                                                                                               |                 |                                |           | Судьи: Эрик Фурлатт Дэн О’Хэллоран Линейные судьи: Стив Бартон Брайан Пансич |
|                                                                                               |                 |                                |           | Судьи: Эрик Фурлатт Дэн О’Хэллоран Линейные судьи: Стив Бартон Брайан Пансич |
| 14 мин                                                                                        | Штраф           | 8 мин                          |           | Судьи: Эрик Фурлатт Дэн О’Хэллоран Линейные судьи: Стив Бартон Брайан Пансич |
|                                                                                               |                 |                                |           |                                                                              |
|                                                                                               | 43              | Броски                         | 23        |                                                                              |

| 15 апреля 21:30 | Даллас Старз | 2 : 3 (0:0, 1:2, 1:1) | Нэшвилл Предаторз | Американ Эйрлайнс-центр Зрителей: 18 532 |

| Отчёт                                                                              | Отчёт                         | Отчёт | Отчёт       | Отчёт                                                                      |
| ---------------------------------------------------------------------------------- | ----------------------------- | --- | ----------- | -------------------------------------------------------------------------- |
|                                                                                    |                               | |             |                                                                            |
|                                                                                    | Бен Бишоп                     | Вратари | Пекка Ринне | Судьи: Тревор Хэнсон Брэд Майер Линейные судьи: Мэтт Макферсон Марк Шевчик |
|                                                                                    | Голы:                         | |             | Судьи: Тревор Хэнсон Брэд Майер Линейные судьи: Мэтт Макферсон Марк Шевчик |
| Матс Цуккарелло — 37:11 (Й. Клингберг) Тайлер Сегин — 48:15 (Дж. Бенн, А. Радулов) | 0 : 1 0 : 2 1 : 2 2 : 2 2 : 3 | 23:29 — Рокко Гримальди (Пи-Кей Суббан, М. Саломяки) 34:35 — Филип Форсберг (Н. Бонино) 51:41 — Микаэль Гранлунд (Д. Фаббро, К. Террис) |             | Судьи: Тревор Хэнсон Брэд Майер Линейные судьи: Мэтт Макферсон Марк Шевчик |
|                                                                                    |                               | |             | Судьи: Тревор Хэнсон Брэд Майер Линейные судьи: Мэтт Макферсон Марк Шевчик |
|                                                                                    |                               | |             | Судьи: Тревор Хэнсон Брэд Майер Линейные судьи: Мэтт Макферсон Марк Шевчик |
|                                                                                    |                               | |             | Судьи: Тревор Хэнсон Брэд Майер Линейные судьи: Мэтт Макферсон Марк Шевчик |
| 2 мин                                                                              | Штраф                         | 8 мин |             | Судьи: Тревор Хэнсон Брэд Майер Линейные судьи: Мэтт Макферсон Марк Шевчик |
|                                                                                    |                               | |             |                                                                            |
|                                                                                    | 42                            | Броски | 28          |                                                                            |

| 17 апреля 20:00 | Даллас Старз | 5 : 1 (4:0, 1:0, 0:1) | Нэшвилл Предаторз | Американ Эйрлайнс-центр Зрителей: 18 532 |

| Отчёт | Отчёт                               | Отчёт                                       | Отчёт                                              | Отчёт                                                                        |
| --- | ----------------------------------- | ------------------------------------------- | -------------------------------------------------- | ---------------------------------------------------------------------------- |
| |                                     |                                             |                                                    |                                                                              |
| | Бен Бишоп                           | Вратари                                     | 00:00-13:45 — Пекка Ринне 13:45-60:00 — Юусе Сарос | Судьи: Франсуа Сан-Лоран Кевин Поллок Линейные судьи: Девин Берг Скотт Черри |
| | Голы:                               |                                             |                                                    | Судьи: Франсуа Сан-Лоран Кевин Поллок Линейные судьи: Девин Берг Скотт Черри |
| Роопе Хинц (бол.) — 03:42 (Й. Клингберг, Т. Сегин) Александр Радулов (бол.) — 04:58 (Э. Линделль, Дж. Даулинг) Эндрю Коглиано — 08:24 (Б. Комо, Э. Линделль) Матс Цуккарелло (бол.) — 13:45 (Й. Клингберг, Дж. Спецца) Роопе Хинц — 30:09 (Й. Клингберг) | 1 : 0 2 : 0 3 : 0 4 : 0 5 : 0 5 : 1 | 48:11 — Роман Йоси (Р. Джохансен, Р. Эллис) |                                                    | Судьи: Франсуа Сан-Лоран Кевин Поллок Линейные судьи: Девин Берг Скотт Черри |
| |                                     |                                             |                                                    | Судьи: Франсуа Сан-Лоран Кевин Поллок Линейные судьи: Девин Берг Скотт Черри |
| |                                     |                                             |                                                    | Судьи: Франсуа Сан-Лоран Кевин Поллок Линейные судьи: Девин Берг Скотт Черри |
| |                                     |                                             |                                                    | Судьи: Франсуа Сан-Лоран Кевин Поллок Линейные судьи: Девин Берг Скотт Черри |
| 6 мин | Штраф                               | 14 мин                                      |                                                    | Судьи: Франсуа Сан-Лоран Кевин Поллок Линейные судьи: Девин Берг Скотт Черри |
| |                                     |                                             |                                                    |                                                                              |
| | 29                                  | Броски                                      | 35                                                 |                                                                              |

| 20 апреля 15:00 | Нэшвилл Предаторз | 3 : 5 (1:1, 1:3, 1:1) | Даллас Старз | Бриджстоун-арена Зрителей: 17 633 |

| Отчёт | Отчёт                                         | Отчёт | Отчёт     | Отчёт                                                                      |
| --- | --------------------------------------------- | --- | --------- | -------------------------------------------------------------------------- |
| |                                               | |           |                                                                            |
| | Пекка Ринне                                   | Вратари | Бен Бишоп | Судьи: Брайан Покмара Уэс Макколи Линейные судьи: Брэд Ковачик Райан Дэйзи |
| | Голы:                                         | |           | Судьи: Брайан Покмара Уэс Макколи Линейные судьи: Брэд Ковачик Райан Дэйзи |
| Рокко Гримальди — 06:25 (Р. Йоси, Р. Эллис) Райан Джохансен — 29:18 (Ф. Форсберг, Р. Йоси) Кайл Террис — 42:25 (М. Гранлунд) | 1 : 0 1 : 1 : 2 1 : 3 2 : 3 2 : 4 2 : 5 3 : 5 | 13:08 — Джейсон Дикинсон (Р. Хинц, Р. Полак) 20:40 — Александр Радулов (Т. Сегин, Дж. Бенн) 27:41 — Александр Радулов (Дж. Бенн) 35:54 — Тайлер Сегин (Дж. Бенн) 41:57 — Джейсон Дикинсон |           | Судьи: Брайан Покмара Уэс Макколи Линейные судьи: Брэд Ковачик Райан Дэйзи |
| |                                               | |           | Судьи: Брайан Покмара Уэс Макколи Линейные судьи: Брэд Ковачик Райан Дэйзи |
| |                                               | |           | Судьи: Брайан Покмара Уэс Макколи Линейные судьи: Брэд Ковачик Райан Дэйзи |
| |                                               | |           | Судьи: Брайан Покмара Уэс Макколи Линейные судьи: Брэд Ковачик Райан Дэйзи |
| 6 мин | Штраф                                         | 4 мин |           | Судьи: Брайан Покмара Уэс Макколи Линейные судьи: Брэд Ковачик Райан Дэйзи |
| |                                               | |           |                                                                            |
| | 33                                            | Броски | 26        |                                                                            |

| 22 апреля 20:30 | Даллас Старз | 2 : 1 (ОТ) (0:1, 1:0, 0:0, 1:0) | Нэшвилл Предаторз | Американ Эйрлайнс-центр Зрителей: 19 025 |

| Отчёт                                                                      | Отчёт           | Отчёт                                         | Отчёт       | Отчёт                                                                          |
| -------------------------------------------------------------------------- | --------------- | --------------------------------------------- | ----------- | ------------------------------------------------------------------------------ |
|                                                                            |                 |                                               |             |                                                                                |
|                                                                            | Бен Бишоп       | Вратари                                       | Пекка Ринне | Судьи: Марк Жоаннетт Джон Макайзек Линейные судьи: Джонни Мюррей Тони Сериколо |
|                                                                            | Голы:           |                                               |             | Судьи: Марк Жоаннетт Джон Макайзек Линейные судьи: Джонни Мюррей Тони Сериколо |
| Блейк Комо — 25:20 (Р. Факса) Йон Клингберг — 77:02 (А. Радулов, Т. Сегин) | 0 : 1 : 1 2 : 1 | 05:47 — Остин Уотсон (Б. Бойл, Пи-Кей Суббан) |             | Судьи: Марк Жоаннетт Джон Макайзек Линейные судьи: Джонни Мюррей Тони Сериколо |
|                                                                            |                 |                                               |             | Судьи: Марк Жоаннетт Джон Макайзек Линейные судьи: Джонни Мюррей Тони Сериколо |
|                                                                            |                 |                                               |             | Судьи: Марк Жоаннетт Джон Макайзек Линейные судьи: Джонни Мюррей Тони Сериколо |
|                                                                            |                 |                                               |             | Судьи: Марк Жоаннетт Джон Макайзек Линейные судьи: Джонни Мюррей Тони Сериколо |
| 8 мин                                                                      | Штраф           | 2 мин                                         |             | Судьи: Марк Жоаннетт Джон Макайзек Линейные судьи: Джонни Мюррей Тони Сериколо |
|                                                                            |                 |                                               |             |                                                                                |
|                                                                            | 51              | Броски                                        | 48          |                                                                                |

#### «Виннипег Джетс» (Ц2) — «Сент-Луис Блюз» (Ц3)
Первая встреча «Виннипег Джетс» и «Сент-Луис Блюз» в матчах розыгрыша Кубка Стэнли. «Джетс» выиграли у «Блюз» три матча из четырёх в регулярном чемпионате 2018/19.
«Сент-Луис» победил в серии в шести матчах. В первых пяти матчах побеждали исключительно гости, однако в 6-й игре, которая проходила в Сент-Луисе, благодаря хет-трику Джейдена Шварца победили «Блюз» со счётом 3:2 и вышли во второй раунд плей-офф. Самым результативным игроком серии стал защитник «Виннипега» Дастин Бафлин, который в шести матчах набрал 8 (2+6) очков.
| 10 апреля 20:00 | Виннипег Джетс | 1 : 2 (1:0, 0:0, 0:2) | Сент-Луис Блюз | Белл МТС Плэйс Зрителей: 15 321 |

| Отчёт                                      | Отчёт            | Отчёт                                                                                           | Отчёт              | Отчёт                                                                    |
| ------------------------------------------ | ---------------- | ----------------------------------------------------------------------------------------------- | ------------------ | ------------------------------------------------------------------------ |
|                                            |                  |                                                                                                 |                    |                                                                          |
|                                            | Коннор Хеллебайк | Вратари                                                                                         | Джордан Биннингтон | Судьи: Келли Сазерленд Крис Ли Линейные судьи: Брайан Пансич Стив Бартон |
|                                            | Голы:            |                                                                                                 |                    | Судьи: Келли Сазерленд Крис Ли Линейные судьи: Брайан Пансич Стив Бартон |
| Патрик Лайне — 13:28 (Б. Литтл, Д. Бафлин) | 1 : 0 1 : 1 : 2  | 44:05 — Давид Перрон (К. Парайко, О. Сундквист) 57:55 — Тайлер Бозак (П. Марун, А. Пьетранжело) |                    | Судьи: Келли Сазерленд Крис Ли Линейные судьи: Брайан Пансич Стив Бартон |
|                                            |                  |                                                                                                 |                    | Судьи: Келли Сазерленд Крис Ли Линейные судьи: Брайан Пансич Стив Бартон |
|                                            |                  |                                                                                                 |                    | Судьи: Келли Сазерленд Крис Ли Линейные судьи: Брайан Пансич Стив Бартон |
|                                            |                  |                                                                                                 |                    | Судьи: Келли Сазерленд Крис Ли Линейные судьи: Брайан Пансич Стив Бартон |
| 6 мин                                      | Штраф            | 2 мин                                                                                           |                    | Судьи: Келли Сазерленд Крис Ли Линейные судьи: Брайан Пансич Стив Бартон |
|                                            |                  |                                                                                                 |                    |                                                                          |
|                                            | 25               | Броски                                                                                          | 26                 |                                                                          |

| 12 апреля 21:30 | Виннипег Джетс | 3 : 4 (1:1, 2:2, 0:1) | Сент-Луис Блюз | Белл МТС Плэйс Зрителей: 15 321 |

| Отчёт | Отчёт                               | Отчёт | Отчёт              | Отчёт                                                                |
| --- | ----------------------------------- | --- | ------------------ | -------------------------------------------------------------------- |
| |                                     | |                    |                                                                      |
| | Коннор Хеллебайк                    | Вратари | Джордан Биннингтон | Судьи: Кайл Реман Крис Руни Линейные судьи: Брэд Ковачик Райан Дэйзи |
| | Голы:                               | |                    | Судьи: Кайл Реман Крис Руни Линейные судьи: Брэд Ковачик Райан Дэйзи |
| Блейк Уилер — 12:01 (М. Шайфли, Э. Копп) Патрик Лайне (бол.) — 22:49 (Б. Уилер, Д. Бафлин) Марк Шайфли (бол.) — 38:55 (К. Коннор, Д. Бафлин) | 0 : 1 : 1 2 : 1 2 : 2 : 3 : 3 3 : 4 | 05:23 — Оскар Сундквист (Дж. Боумистер, Дж. Шварц) 26:42 — Патрик Марун (Р. Томас, А. Пьетранжело) 29:50 — Оскар Сундквист (Д. Перрон, Дж. Эдмундсон) 43:46 — Райан О’Райли (Дж. Боумистер, К. Парайко) |                    | Судьи: Кайл Реман Крис Руни Линейные судьи: Брэд Ковачик Райан Дэйзи |
| |                                     | |                    | Судьи: Кайл Реман Крис Руни Линейные судьи: Брэд Ковачик Райан Дэйзи |
| |                                     | |                    | Судьи: Кайл Реман Крис Руни Линейные судьи: Брэд Ковачик Райан Дэйзи |
| |                                     | |                    | Судьи: Кайл Реман Крис Руни Линейные судьи: Брэд Ковачик Райан Дэйзи |
| 8 мин | Штраф                               | 6 мин |                    | Судьи: Кайл Реман Крис Руни Линейные судьи: Брэд Ковачик Райан Дэйзи |
| |                                     | |                    |                                                                      |
| | 29                                  | Броски | 32                 |                                                                      |

| 14 апреля 19:30 | Сент-Луис Блюз | 3 : 6 (1:0, 0:3, 2:3) | Виннипег Джетс | Энтерпрайз-центр Зрителей: 18 486 |

| Отчёт | Отчёт                                               | Отчёт | Отчёт            | Отчёт                                                                       |
| --- | --------------------------------------------------- | --- | ---------------- | --------------------------------------------------------------------------- |
| |                                                     | |                  |                                                                             |
| | Джордан Биннингтон                                  | Вратари | Коннор Хеллебайк | Судьи: Франсис Шаррон Горд Дуайер Линейные судьи: Райан Гиббонс Стив Миллер |
| | Голы:                                               | |                  | Судьи: Франсис Шаррон Горд Дуайер Линейные судьи: Райан Гиббонс Стив Миллер |
| Дэвид Перрон (бол.) — 19:12 (А. Пьетранжело, Дж. Биннингтон) Владимир Тарасенко (бол.) — 41:51 (В. Данн) Александр Стин — 53:42 (А. Пьетранжело) | 1 : 0 1 : 1 : 2 1 : 3 2 : 3 2 : 4 2 : 5 3 : 5 3 : 6 | 24:57 — Кевин Хейз (М. Перро, Дж. Моррисси) 27:47 — Патрик Лайне (Дж. Труба, Б. Литтл) 28:58 — Кайл Коннор (бол.) (Б. Уилер, П. Лайне) 44:25 — Брэндон Танев (Э. Копп, Д. Бафлин) 48:06 — Дастин Бафлин (Э. Копп) 54:44 — Кайл Коннор (М. Шайфли) |                  | Судьи: Франсис Шаррон Горд Дуайер Линейные судьи: Райан Гиббонс Стив Миллер |
| |                                                     | |                  | Судьи: Франсис Шаррон Горд Дуайер Линейные судьи: Райан Гиббонс Стив Миллер |
| |                                                     | |                  | Судьи: Франсис Шаррон Горд Дуайер Линейные судьи: Райан Гиббонс Стив Миллер |
| |                                                     | |                  | Судьи: Франсис Шаррон Горд Дуайер Линейные судьи: Райан Гиббонс Стив Миллер |
| 14 мин | Штраф                                               | 14 мин |                  | Судьи: Франсис Шаррон Горд Дуайер Линейные судьи: Райан Гиббонс Стив Миллер |
| |                                                     | |                  |                                                                             |
| | 28                                                  | Броски | 29               |                                                                             |

| 16 апреля 21:30 | Сент-Луис Блюз | 1 : 2 (ОТ) (0:0, 0:0, 1:1, 0:1) | Виннипег Джетс | Энтерпрайз-центр Зрителей: 18 346 |

| Отчёт                                                          | Отчёт              | Отчёт                                                                               | Отчёт            | Отчёт                                                                     |
| -------------------------------------------------------------- | ------------------ | ----------------------------------------------------------------------------------- | ---------------- | ------------------------------------------------------------------------- |
|                                                                |                    |                                                                                     |                  |                                                                           |
|                                                                | Джордан Биннингтон | Вратари                                                                             | Коннор Хеллебайк | Судьи: Марк Жоаннетт Джон Макайзек Линейные судьи: Дерек Амелл Эндрю Смит |
|                                                                | Голы:              |                                                                                     |                  | Судьи: Марк Жоаннетт Джон Макайзек Линейные судьи: Дерек Амелл Эндрю Смит |
| Владимир Тарасенко (бол.) — 40:35 (А. Пьетранжело, Р. О’Райли) | 1 : 0 1 : 1 1 : 2  | 47:33 — Марк Шайфли (К. Коннор, Б. Уилер) 66:02 — Кайл Коннор (М. Шайфли, Б. Уилер) |                  | Судьи: Марк Жоаннетт Джон Макайзек Линейные судьи: Дерек Амелл Эндрю Смит |
|                                                                |                    |                                                                                     |                  | Судьи: Марк Жоаннетт Джон Макайзек Линейные судьи: Дерек Амелл Эндрю Смит |
|                                                                |                    |                                                                                     |                  | Судьи: Марк Жоаннетт Джон Макайзек Линейные судьи: Дерек Амелл Эндрю Смит |
|                                                                |                    |                                                                                     |                  | Судьи: Марк Жоаннетт Джон Макайзек Линейные судьи: Дерек Амелл Эндрю Смит |
| 2 мин                                                          | Штраф              | 4 мин                                                                               |                  | Судьи: Марк Жоаннетт Джон Макайзек Линейные судьи: Дерек Амелл Эндрю Смит |
|                                                                |                    |                                                                                     |                  |                                                                           |
|                                                                | 32                 | Броски                                                                              | 39               |                                                                           |

| 18 апреля 20:30 | Виннипег Джетс | 2 : 3 (2:0, 0:0, 0:3) | Сент-Луис Блюз | Белл МТС Плэйс Зрителей: 15 321 |

| Отчёт                                                                 | Отчёт                       | Отчёт | Отчёт              | Отчёт                                                                   |
| --------------------------------------------------------------------- | --------------------------- | --- | ------------------ | ----------------------------------------------------------------------- |
|                                                                       |                             | |                    |                                                                         |
|                                                                       | Коннор Хеллебайк            | Вратари | Джордан Биннингтон | Судьи: Жан Эбер Стив Козари Линейные судьи: Тони Сериколо Джонни Мюррей |
|                                                                       | Голы:                       | |                    | Судьи: Жан Эбер Стив Козари Линейные судьи: Тони Сериколо Джонни Мюррей |
| Адам Лаури — 00:12 (Б. Танев, Э. Копп) Кевин Хейз — 13:35 (Д. Бафлин) | 1 : 0 2 : 0 2 : 1 2 : 2 : 3 | 41:29 — Райан О’Райли (бол.) (Д. Перрон, Б. Шенн) 53:52 — Брэйден Шенн (О. Сундквист, Дж. Боумистер) 59:45 — Джейден Шварц (Т. Бозак) |                    | Судьи: Жан Эбер Стив Козари Линейные судьи: Тони Сериколо Джонни Мюррей |
|                                                                       |                             | |                    | Судьи: Жан Эбер Стив Козари Линейные судьи: Тони Сериколо Джонни Мюррей |
|                                                                       |                             | |                    | Судьи: Жан Эбер Стив Козари Линейные судьи: Тони Сериколо Джонни Мюррей |
|                                                                       |                             | |                    | Судьи: Жан Эбер Стив Козари Линейные судьи: Тони Сериколо Джонни Мюррей |
| 2 мин                                                                 | Штраф                       | 6 мин |                    | Судьи: Жан Эбер Стив Козари Линейные судьи: Тони Сериколо Джонни Мюррей |
|                                                                       |                             | |                    |                                                                         |
|                                                                       | 31                          | Броски | 29                 |                                                                         |

| 20 апреля 19:00 | Сент-Луис Блюз | 3 : 2 (1:0, 1:0, 1:2) | Виннипег Джетс | Энтерпрайз-центр Зрителей: 18 524 |

| Отчёт | Отчёт                         | Отчёт                                                                                      | Отчёт            | Отчёт                                                                            |
| --- | ----------------------------- | ------------------------------------------------------------------------------------------ | ---------------- | -------------------------------------------------------------------------------- |
| |                               |                                                                                            |                  |                                                                                  |
| | Джордан Биннингтон            | Вратари                                                                                    | Коннор Хеллебайк | Судьи: Франсуа Сан-Лоран Кевин Поллок Линейные судьи: Мэтт Макферсон Марк Шевчик |
| | Голы:                         |                                                                                            |                  | Судьи: Франсуа Сан-Лоран Кевин Поллок Линейные судьи: Мэтт Макферсон Марк Шевчик |
| Джейден Шварц — 00:23 (Б. Шенн) Джейден Шварц (бол.) — 32:36 (Т. Бозак, В. Данн) Джейден Шварц — 43:55 (Р. О’Райли, А. Пьетранжело) | 1 : 0 2 : 0 3 : 0 3 : 1 3 : 2 | 52:17 — Дастин Бафлин (К. Хейз, Э. Копп) 59:22 — Брайан Литтл (мен.) (М. Перро, Д. Бафлин) |                  | Судьи: Франсуа Сан-Лоран Кевин Поллок Линейные судьи: Мэтт Макферсон Марк Шевчик |
| |                               |                                                                                            |                  | Судьи: Франсуа Сан-Лоран Кевин Поллок Линейные судьи: Мэтт Макферсон Марк Шевчик |
| |                               |                                                                                            |                  | Судьи: Франсуа Сан-Лоран Кевин Поллок Линейные судьи: Мэтт Макферсон Марк Шевчик |
| |                               |                                                                                            |                  | Судьи: Франсуа Сан-Лоран Кевин Поллок Линейные судьи: Мэтт Макферсон Марк Шевчик |
| 2 мин | Штраф                         | 8 мин                                                                                      |                  | Судьи: Франсуа Сан-Лоран Кевин Поллок Линейные судьи: Мэтт Макферсон Марк Шевчик |
| |                               |                                                                                            |                  |                                                                                  |
| | 36                            | Броски                                                                                     | 20               |                                                                                  |

#### «Калгари Флэймз» (Т1) — «Колорадо Эвеланш» (УК)
«Калгари» и «Колорадо» ранее никогда не встречались в плей-офф. В регулярном чемпионате 2018/19 «Флэймз» выиграли у «Эвеланш» все три матча.
«Колорадо» победил в серии в пяти матчах. Проиграв 1-й матч со счётом 0:4, «Эвеланш» выиграли следующие четыре матча и впервые с 2008 года вышли во второй раунд. Самым результативным игроком серии стал нападающий «Колорадо» Микко Рантанен, который в пяти матчах набрал 9 (5+4) очков. Защитник «лавин» Кейл Макар дебютировал в НХЛ в 3-м матче серии, в котором отметился заброшенной шайбой.
| 11 апреля 22:00 | Калгари Флэймз | 4 : 0 (0:0, 2:0, 2:0) | Колорадо Эвеланш | Скоушабэнк-Сэдлдоум Зрителей: 19 289 |

| Отчёт | Отчёт                   | Отчёт   | Отчёт           | Отчёт                                                                         |
| --- | ----------------------- | ------- | --------------- | ----------------------------------------------------------------------------- |
| |                         |         |                 |                                                                               |
| | Майк Смит               | Вратари | Филипп Грубауэр | Судьи: Эрик Фурлатт Дэн О’Хэллоран Линейные судьи: Марк Шевчик Мэтт Макферсон |
| | Голы:                   |         |                 | Судьи: Эрик Фурлатт Дэн О’Хэллоран Линейные судьи: Марк Шевчик Мэтт Макферсон |
| Эндрю Манджипани — 34:25 Мэттью Ткачук (бол.) — 38:58 (М. Джиордано, Э. Линдхольм) Микаэль Баклунд (бол.) — 57:01 (С. Беннетт, Р. Андерссон) Мэттью Ткачук (п.в.) — 57:15 (М. Смит) | 1 : 0 2 : 0 3 : 0 4 : 0 |         |                 | Судьи: Эрик Фурлатт Дэн О’Хэллоран Линейные судьи: Марк Шевчик Мэтт Макферсон |
| |                         |         |                 | Судьи: Эрик Фурлатт Дэн О’Хэллоран Линейные судьи: Марк Шевчик Мэтт Макферсон |
| |                         |         |                 | Судьи: Эрик Фурлатт Дэн О’Хэллоран Линейные судьи: Марк Шевчик Мэтт Макферсон |
| |                         |         |                 | Судьи: Эрик Фурлатт Дэн О’Хэллоран Линейные судьи: Марк Шевчик Мэтт Макферсон |
| 10 мин | Штраф                   | 12 мин  |                 | Судьи: Эрик Фурлатт Дэн О’Хэллоран Линейные судьи: Марк Шевчик Мэтт Макферсон |
| |                         |         |                 |                                                                               |
| | 32                      | Броски  | 26              |                                                                               |

| 13 апреля 22:30 | Калгари Флэймз | 2 : 3 (ОТ) (0:0, 1:1, 1:1, 0:1) | Колорадо Эвеланш | Скоушабэнк-Сэдлдоум Зрителей: 19 289 |

| Отчёт                                                                                                | Отчёт                     | Отчёт | Отчёт           | Отчёт                                                                            |
| --- | ------------------------- | --- | --------------- | -------------------------------------------------------------------------------- |
| |                           | |                 |                                                                                  |
| | Майк Смит                 | Вратари | Филипп Грубауэр | Судьи: Кевин Поллок Франсуа Сан-Лоран Линейные судьи: Марк Шевчик Мэтт Макферсон |
| | Голы:                     | |                 | Судьи: Кевин Поллок Франсуа Сан-Лоран Линейные судьи: Марк Шевчик Мэтт Макферсон |
| Расмус Андерссон (бол.) — 32:26 (С. Беннетт, М. Баклунд) Шон Монахан — 52:27 (С. Беннетт, Дж. Годро) | 0 : 1 : 1 2 : 1 2 : 2 : 3 | 27:16 — Мэтт Ньето (мен.) 57:21 — Джей Ти Комфер (Г. Ландескуг, М. Рантанен) 68:27 — Натан Маккиннон (М. Рантанен, И. Коул) |                 | Судьи: Кевин Поллок Франсуа Сан-Лоран Линейные судьи: Марк Шевчик Мэтт Макферсон |
| |                           | |                 | Судьи: Кевин Поллок Франсуа Сан-Лоран Линейные судьи: Марк Шевчик Мэтт Макферсон |
| |                           | |                 | Судьи: Кевин Поллок Франсуа Сан-Лоран Линейные судьи: Марк Шевчик Мэтт Макферсон |
| |                           | |                 | Судьи: Кевин Поллок Франсуа Сан-Лоран Линейные судьи: Марк Шевчик Мэтт Макферсон |
| 12 мин                                                                                               | Штраф                     | 14 мин |                 | Судьи: Кевин Поллок Франсуа Сан-Лоран Линейные судьи: Марк Шевчик Мэтт Макферсон |
| |                           | |                 |                                                                                  |
| | 37                        | Броски | 39              |                                                                                  |

| 15 апреля 22:00 | Колорадо Эвеланш | 6 : 2 (3:0, 2:1, 1:1) | Калгари Флэймз | Пепси-центр Зрителей: 18 098 |

| Отчёт | Отчёт                                           | Отчёт                                                                                                | Отчёт     | Отчёт                                                                 |
| --- | ----------------------------------------------- | --- | --------- | --------------------------------------------------------------------- |
| |                                                 | |           |                                                                       |
| | Филипп Грубауэр                                 | Вратари                                                                                              | Майк Смит | Судьи: Жан Эбер Стив Козари Линейные судьи: Стив Бартон Брайан Пансич |
| | Голы:                                           | |           | Судьи: Жан Эбер Стив Козари Линейные судьи: Стив Бартон Брайан Пансич |
| Натан Маккиннон (бол.) — 08:26 (Т. Бэрри, Джей Ти Комфер) Натан Маккиннон (бол.) — 13:34 (М. Рантанен, Г. Ландескуг) Кейл Макар — 16:02 (Н. Маккиннон, А. Керфут) Мэтт Ньето (мен.) — 27:51 (И. Коул, Э. Джонсон) Микко Рантанен — 32:58 (К. Уилсон) Эрик Джонсон — 40:54 (И. Коул, М. Ньето) | 1 : 0 2 : 0 3 : 0 4 : 0 4 : 1 5 : 1 6 : 1 6 : 2 | 28:34 — Сэм Беннетт (бол.) (Р. Андерссон, М. Баклунд) 41:09 — Ти Джей Броди (Н. Ханифин, Ш. Монахан) |           | Судьи: Жан Эбер Стив Козари Линейные судьи: Стив Бартон Брайан Пансич |
| |                                                 | |           | Судьи: Жан Эбер Стив Козари Линейные судьи: Стив Бартон Брайан Пансич |
| |                                                 | |           | Судьи: Жан Эбер Стив Козари Линейные судьи: Стив Бартон Брайан Пансич |
| |                                                 | |           | Судьи: Жан Эбер Стив Козари Линейные судьи: Стив Бартон Брайан Пансич |
| 26 мин | Штраф                                           | 50 мин                                                                                               |           | Судьи: Жан Эбер Стив Козари Линейные судьи: Стив Бартон Брайан Пансич |
| |                                                 | |           |                                                                       |
| | 56                                              | Броски                                                                                               | 29        |                                                                       |

| 17 апреля 22:00 | Колорадо Эвеланш | 3 : 2 (ОТ) (0:0, 0:1, 2:1, 1:0) | Калгари Флэймз | Пепси-центр Зрителей: 18 102 |

| Отчёт | Отчёт                         | Отчёт                                                                                      | Отчёт     | Отчёт                                                                      |
| --- | ----------------------------- | ------------------------------------------------------------------------------------------ | --------- | -------------------------------------------------------------------------- |
| |                               |                                                                                            |           |                                                                            |
| | Филипп Грубауэр               | Вратари                                                                                    | Майк Смит | Судьи: Тревор Хэнсон Брэд Майер Линейные судьи: Мишель Кормье Брайан Мёрфи |
| | Голы:                         |                                                                                            |           | Судьи: Тревор Хэнсон Брэд Майер Линейные судьи: Мишель Кормье Брайан Мёрфи |
| Джей Ти Комфер — 48:10 (М. Калверт, М. Ньето) Микко Рантанен (бол.) — 57:10 (Н. Маккиннон, Т. Бэрри) Микко Рантанен — 70:23 (К. Сёдерберг, Г. Ландескуг) | 0 : 1 0 : 2 1 : 2 2 : 2 3 : 2 | 23:25 — Элиас Линдхольм (бол.) (М. Джиордано) 46:58 — Дерек Райан (Ю. Вялимяки, М. Ткачук) |           | Судьи: Тревор Хэнсон Брэд Майер Линейные судьи: Мишель Кормье Брайан Мёрфи |
| |                               |                                                                                            |           | Судьи: Тревор Хэнсон Брэд Майер Линейные судьи: Мишель Кормье Брайан Мёрфи |
| |                               |                                                                                            |           | Судьи: Тревор Хэнсон Брэд Майер Линейные судьи: Мишель Кормье Брайан Мёрфи |
| |                               |                                                                                            |           | Судьи: Тревор Хэнсон Брэд Майер Линейные судьи: Мишель Кормье Брайан Мёрфи |
| 8 мин | Штраф                         | 10 мин                                                                                     |           | Судьи: Тревор Хэнсон Брэд Майер Линейные судьи: Мишель Кормье Брайан Мёрфи |
| |                               |                                                                                            |           |                                                                            |
| | 52                            | Броски                                                                                     | 37        |                                                                            |

| 19 апреля 22:00 | Калгари Флэймз | 1 : 5 (1:2, 0:2, 0:1) | Колорадо Эвеланш | Скоушабэнк-Сэдлдоум Зрителей: 19 289 |

| Отчёт                              | Отчёт                               | Отчёт | Отчёт           | Отчёт                                                              |
| ---------------------------------- | ----------------------------------- | --- | --------------- | ------------------------------------------------------------------ |
|                                    |                                     | |                 |                                                                    |
|                                    | Майк Смит                           | Вратари | Филипп Грубауэр | Судьи: Кайл Реман Крис Руни Линейные судьи: Дерек Амелл Эндрю Смит |
|                                    | Голы:                               | |                 | Судьи: Кайл Реман Крис Руни Линейные судьи: Дерек Амелл Эндрю Смит |
| Ти Джей Броди — 19:45 (С. Беннетт) | 0 : 1 0 : 2 1 : 2 1 : 3 1 : 4 1 : 5 | 09:40 — Габриэль Ландескуг (Т. Бэрри, Н. Маккиннон) 15:38 — Микко Рантанен (К. Макар, К. Уилсон) 26:52 — Колин Уилсон (М. Рантанен) 34:47 — Колин Уилсон (бол.) (Н. Маккиннон, Т. Бэрри) 40:57 — Микко Рантанен (бол.) (Т. Бэрри, Н. Маккиннон) |                 | Судьи: Кайл Реман Крис Руни Линейные судьи: Дерек Амелл Эндрю Смит |
|                                    |                                     | |                 | Судьи: Кайл Реман Крис Руни Линейные судьи: Дерек Амелл Эндрю Смит |
|                                    |                                     | |                 | Судьи: Кайл Реман Крис Руни Линейные судьи: Дерек Амелл Эндрю Смит |
|                                    |                                     | |                 | Судьи: Кайл Реман Крис Руни Линейные судьи: Дерек Амелл Эндрю Смит |
| 10 мин                             | Штраф                               | 6 мин |                 | Судьи: Кайл Реман Крис Руни Линейные судьи: Дерек Амелл Эндрю Смит |
|                                    |                                     | |                 |                                                                    |
|                                    | 29                                  | Броски | 32              |                                                                    |

#### «Сан-Хосе Шаркс» (Т2) — «Вегас Голден Найтс» (Т3)
Вторая встреча «Шаркс» и «Голден Найтс» в плей-офф. Предыдущая состоялась в 2018 году во втором раунде и завершилась победой «Вегаса» в шести матчах. В регулярном чемпионате команды провели между собой 4 матча и одержали по две победы.
«Сан-Хосе» победил в серии в семи матчах. После четырёх матчей «Вегас» повёл в серии со счётом 3-1, однако «Сан-Хосе» выиграл следующие два матча и сравнял счёт в серии. За 10 минут до конца 3-го периода матча № 7 «Шаркс» проигрывали со счётом 0:3, но «Вегас» получил 5-минутное удаление в течение которого «акулы» забросили 4 шайбы подряд и вышли вперёд. «Голден Найтс» смогли сравнять счёт за 47 секунд до финальной сирены. Победу в серии «Шаркс» принёс нападающий Баркли Гудроу, который на 19-й минуте овертайма поразил ворота Марка-Андре Флёри. «Сан-Хосе Шаркс» впервые в своей истории смог выиграть серию по ходу которой уступал со счётом 1-3. Нападающий «Сан-Хосе Шаркс» Джо Торнтон получил 1-матчевую дисквалификацию и пропустил четвёртую игру. Самым результативным игроком серии стал нападающий «рыцарей» Марк Стоун, который в семи матчах набрал 12 (6+6) очков.
| 10 апреля 22:30 | Сан-Хосе Шаркс | 5 : 2 (1:0, 3:1, 1:1) | Вегас Голден Найтс | SAP-центр в Сан-Хосе Зрителей: 17 562 |

| Отчёт | Отчёт                                     | Отчёт                                                                                               | Отчёт            | Отчёт                                                                 |
| --- | ----------------------------------------- | --------------------------------------------------------------------------------------------------- | ---------------- | --------------------------------------------------------------------- |
| |                                           | |                  |                                                                       |
| | Мартин Джонс                              | Вратари                                                                                             | Марк-Андре Флёри | Судьи: Крис Руни Кайл Реман Линейные судьи: Стив Миллер Райан Гиббонс |
| | Голы:                                     | |                  | Судьи: Крис Руни Кайл Реман Линейные судьи: Стив Миллер Райан Гиббонс |
| Джо Павелски (бол.) — 14:42 (Б. Бёрнс) Брент Бёрнс — 26:59 (Э. Карлссон, Т. Гертл) Марк-Эдуар Власик — 27:44 (Дж. Торнтон, Э. Кейн) Эвандер Кейн — 39:42 (Э. Карлссон, Г. Нюквист) Томаш Гертл (п.в.) — 58:11 (Л. Кутюр, М.-Э. Власик) | 1 : 0 2 : 0 3 : 0 3 : 1 4 : 1 4 : 2 5 : 2 | 28:32 — Марк Стоун (П. Штястны, М. Пачиоретти) 55:26 — Марк Стоун (бол.) (Ш. Теодор, М. Пачиоретти) |                  | Судьи: Крис Руни Кайл Реман Линейные судьи: Стив Миллер Райан Гиббонс |
| |                                           | |                  | Судьи: Крис Руни Кайл Реман Линейные судьи: Стив Миллер Райан Гиббонс |
| |                                           | |                  | Судьи: Крис Руни Кайл Реман Линейные судьи: Стив Миллер Райан Гиббонс |
| |                                           | |                  | Судьи: Крис Руни Кайл Реман Линейные судьи: Стив Миллер Райан Гиббонс |
| 22 мин | Штраф                                     | 34 мин                                                                                              |                  | Судьи: Крис Руни Кайл Реман Линейные судьи: Стив Миллер Райан Гиббонс |
| |                                           | |                  |                                                                       |
| | 33                                        | Броски                                                                                              | 26               |                                                                       |

| 12 апреля 22:30 | Сан-Хосе Шаркс | 3 : 5 (3:3, 0:1, 0:1) | Вегас Голден Найтс | SAP-центр в Сан-Хосе Зрителей: 17 562 |

| Отчёт | Отчёт                                               | Отчёт | Отчёт            | Отчёт                                                                    |
| --- | --------------------------------------------------- | --- | ---------------- | ------------------------------------------------------------------------ |
| |                                                     | |                  |                                                                          |
| | Мартин Джонс — 00:00-06:39 Аарон Делл — 06:39-60:00 | Вратари | Марк-Андре Флёри | Судьи: Крис Ли Келли Сазерленд Линейные судьи: Стив Миллер Райан Гиббонс |
| | Голы:                                               | |                  | Судьи: Крис Ли Келли Сазерленд Линейные судьи: Стив Миллер Райан Гиббонс |
| Логан Кутюр — 16:59 (Дж. Павелски, Э. Карлссон) Томаш Гертл (бол.) — 17:38 (Э. Карлссон, Л. Кутюр) Джо Торнтон — 19:08 (Б. Диллон, Э. Кейн) | 0 : 1 0 : 2 0 : 3 1 : 3 2 : 3 3 : 3 3 : 4 3 : 5     | 00:58 — Коди Икин (М. Пачиоретти) 04:37 — Колин Миллер (мен.) 06:11 — Макс Пачиоретти (П. Штястны) 21:31 — Марк Стоун (бол.) (П. Штястны, А. Так) 47:35 — Вильям Карлссон (мен.) (Р. Смит, Н. Шмидт) |                  | Судьи: Крис Ли Келли Сазерленд Линейные судьи: Стив Миллер Райан Гиббонс |
| |                                                     | |                  | Судьи: Крис Ли Келли Сазерленд Линейные судьи: Стив Миллер Райан Гиббонс |
| |                                                     | |                  | Судьи: Крис Ли Келли Сазерленд Линейные судьи: Стив Миллер Райан Гиббонс |
| |                                                     | |                  | Судьи: Крис Ли Келли Сазерленд Линейные судьи: Стив Миллер Райан Гиббонс |
| 8 мин | Штраф                                               | 18 мин |                  | Судьи: Крис Ли Келли Сазерленд Линейные судьи: Стив Миллер Райан Гиббонс |
| |                                                     | |                  |                                                                          |
| | 37                                                  | Броски | 23               |                                                                          |

| 14 апреля 22:00 | Вегас Голден Найтс | 6 : 3 (2:1, 2:0, 2:2) | Сан-Хосе Шаркс | Ти-Мобайл Арена Зрителей: 18 461 |

| Отчёт | Отчёт                                                 | Отчёт | Отчёт        | Отчёт                                                                       |
| --- | ----------------------------------------------------- | --- | ------------ | --------------------------------------------------------------------------- |
| |                                                       | |              |                                                                             |
| | Марк-Андре Флёри                                      | Вратари | Мартин Джонс | Судьи: Марк Жоаннетт Джон Макайзек Линейные судьи: Брэд Ковачик Райан Дейзи |
| | Голы:                                                 | |              | Судьи: Марк Жоаннетт Джон Макайзек Линейные судьи: Брэд Ковачик Райан Дейзи |
| Марк Стоун — 00:16 (Н. Шмидт, Д. Энгелланд) Макс Пачиоретти (бол.) — 12:16 (Ш. Теодор, П. Штястны) Пол Штястны — 20:21 (М. Пачиоретти, М. Стоун) Пол Штястны (бол.) — 36:04 (М. Стоун, Ш. Теодор) Марк Стоун — 40:36 (Ж. Маршессо, П. Штястны) Марк Стоун — 53:57 (П. Штястны, Ш. Теодор) | 1 : 0 2 : 0 2 : 1 3 : 1 4 : 1 5 : 1 5 : 2 5 : 3 6 : 3 | 15:26 — Кевин Лабанк (Дж. Торнтон, М. Сёренсен) 44:57 — Логан Кутюр (бол.) (Э. Карлссон, М. Джонс) 45:51 — Тимо Майер (Г. Нюквист) |              | Судьи: Марк Жоаннетт Джон Макайзек Линейные судьи: Брэд Ковачик Райан Дейзи |
| |                                                       | |              | Судьи: Марк Жоаннетт Джон Макайзек Линейные судьи: Брэд Ковачик Райан Дейзи |
| |                                                       | |              | Судьи: Марк Жоаннетт Джон Макайзек Линейные судьи: Брэд Ковачик Райан Дейзи |
| |                                                       | |              | Судьи: Марк Жоаннетт Джон Макайзек Линейные судьи: Брэд Ковачик Райан Дейзи |
| 15 мин | Штраф                                                 | 21 мин |              | Судьи: Марк Жоаннетт Джон Макайзек Линейные судьи: Брэд Ковачик Райан Дейзи |
| |                                                       | |              |                                                                             |
| | 40                                                    | Броски | 28           |                                                                             |

| 16 апреля 22:30 | Вегас Голден Найтс | 5 : 0 (2:0, 1:0, 2:0) | Сан-Хосе Шаркс | Ти-Мобайл Арена Зрителей: 18 567 |

| Отчёт | Отчёт                         | Отчёт   | Отчёт                                               | Отчёт                                                                |
| --- | ----------------------------- | ------- | --------------------------------------------------- | -------------------------------------------------------------------- |
| |                               |         |                                                     |                                                                      |
| | Марк-Андре Флёри              | Вратари | 00:00-20:00 — Мартин Джонс 20:00-60:00 — Аарон Делл | Судьи: Тим Пил Дэн О’Рурк Линейные судьи: Грег Деворски Кил Марчисон |
| | Голы:                         |         |                                                     | Судьи: Тим Пил Дэн О’Рурк Линейные судьи: Грег Деворски Кил Марчисон |
| Макс Пачиоретти — 01:11 (М. Стоун) Ши Теодор — 19:13 (Р. Смит, М. Пачиоретти) Макс Пачиоретти (бол.) — 32:33 (М. Стоун, Ш. Теодор) Алекс Так — 46:37 (Н. Шмидт, М. Пачиоретти) Жонатан Маршессо (бол.) — 56:24 (Н. Шмидт, Р. Смит) | 1 : 0 2 : 0 3 : 0 4 : 0 5 : 0 |         |                                                     | Судьи: Тим Пил Дэн О’Рурк Линейные судьи: Грег Деворски Кил Марчисон |
| |                               |         |                                                     | Судьи: Тим Пил Дэн О’Рурк Линейные судьи: Грег Деворски Кил Марчисон |
| |                               |         |                                                     | Судьи: Тим Пил Дэн О’Рурк Линейные судьи: Грег Деворски Кил Марчисон |
| |                               |         |                                                     | Судьи: Тим Пил Дэн О’Рурк Линейные судьи: Грег Деворски Кил Марчисон |
| 8 мин | Штраф                         | 38 мин  |                                                     | Судьи: Тим Пил Дэн О’Рурк Линейные судьи: Грег Деворски Кил Марчисон |
| |                               |         |                                                     |                                                                      |
| | 27                            | Броски  | 28                                                  |                                                                      |

| 18 апреля 22:00 | Сан-Хосе Шаркс | 5 : 2 (2:1, 1:0, 2:1) | Вегас Голден Найтс | SAP-центр в Сан-Хосе Зрителей: 17 562 |

| Отчёт | Отчёт                                     | Отчёт | Отчёт            | Отчёт                                                                        |
| --- | ----------------------------------------- | --- | ---------------- | ---------------------------------------------------------------------------- |
| |                                           | |                  |                                                                              |
| | Мартин Джонс                              | Вратари | Марк-Андре Флёри | Судьи: Франсис Шаррон Горд Дуайер Линейные судьи: Кил Марчисон Грег Деворски |
| | Голы:                                     | |                  | Судьи: Франсис Шаррон Горд Дуайер Линейные судьи: Кил Марчисон Грег Деворски |
| Томаш Гертл — 01:16 (Э. Карлссон, Г. Нюквист) Логан Кутюр — 11:00 (Т. Майер, Э. Карлссон) Баркли Гудроу — 32:22 (Дж. Браун, Й. Райан) Томаш Гертл (бол.) — 54:45 (Дж. Павелски, Дж. Торнтон) Джо Павелски (п.в.) — 58:14 (Э. Кейн) | 1 : 0 2 : 0 2 : 1 3 : 1 3 : 2 4 : 2 5 : 2 | 19:30 — Райлли Смит (бол.) (К. Миллер, В. Карлссон) 51:36 — Жонатан Маршессо (бол.) (К. Миллер, В. Карлссон) |                  | Судьи: Франсис Шаррон Горд Дуайер Линейные судьи: Кил Марчисон Грег Деворски |
| |                                           | |                  | Судьи: Франсис Шаррон Горд Дуайер Линейные судьи: Кил Марчисон Грег Деворски |
| |                                           | |                  | Судьи: Франсис Шаррон Горд Дуайер Линейные судьи: Кил Марчисон Грег Деворски |
| |                                           | |                  | Судьи: Франсис Шаррон Горд Дуайер Линейные судьи: Кил Марчисон Грег Деворски |
| 4 мин | Штраф                                     | 6 мин |                  | Судьи: Франсис Шаррон Горд Дуайер Линейные судьи: Кил Марчисон Грег Деворски |
| |                                           | |                  |                                                                              |
| | 29                                        | Броски | 32               |                                                                              |

| 21 апреля 19:00 | Вегас Голден Найтс | 1 : 2 (2ОТ) (0:1, 1:0, 0:0, 0:0, 0:1) | Сан-Хосе Шаркс | Ти-Мобайл Арена Зрителей: 18 458 |

| Отчёт                                             | Отчёт            | Отчёт                                                                    | Отчёт        | Отчёт                                                              |
| ------------------------------------------------- | ---------------- | ------------------------------------------------------------------------ | ------------ | ------------------------------------------------------------------ |
|                                                   |                  |                                                                          |              |                                                                    |
|                                                   | Марк-Андре Флёри | Вратари                                                                  | Мартин Джонс | Судьи: Жан Эбер Стив Козари Линейные судьи: Дерек Амелл Эндрю Смит |
|                                                   | Голы:            |                                                                          |              | Судьи: Жан Эбер Стив Козари Линейные судьи: Дерек Амелл Эндрю Смит |
| Жонатан Маршессо — 31:20 (Ш. Теодор, В. Карлссон) | 0 : 1 : 1 1 : 2  | 19:51 — Логан Кутюр (Т. Майер) 91:17 — Томаш Гертл (мен.) (М.-Э. Власик) |              | Судьи: Жан Эбер Стив Козари Линейные судьи: Дерек Амелл Эндрю Смит |
|                                                   |                  |                                                                          |              | Судьи: Жан Эбер Стив Козари Линейные судьи: Дерек Амелл Эндрю Смит |
|                                                   |                  |                                                                          |              | Судьи: Жан Эбер Стив Козари Линейные судьи: Дерек Амелл Эндрю Смит |
|                                                   |                  |                                                                          |              | Судьи: Жан Эбер Стив Козари Линейные судьи: Дерек Амелл Эндрю Смит |
| 4 мин                                             | Штраф            | 6 мин                                                                    |              | Судьи: Жан Эбер Стив Козари Линейные судьи: Дерек Амелл Эндрю Смит |
|                                                   |                  |                                                                          |              |                                                                    |
|                                                   | 59               | Броски                                                                   | 29           |                                                                    |

| 23 апреля 20:00 | Сан-Хосе Шаркс | 5 : 4 (ОТ) (0:1, 0:1, 4:2, 1:0) | Вегас Голден Найтс | SAP-центр в Сан-Хосе Зрителей: 17 562 |

| Отчёт | Отчёт                                                 | Отчёт | Отчёт            | Отчёт                                                                         |
| --- | ----------------------------------------------------- | --- | ---------------- | ----------------------------------------------------------------------------- |
| |                                                       | |                  |                                                                               |
| | Мартин Джонс                                          | Вратари | Марк-Андре Флёри | Судьи: Эрик Фурлатт Дэн О’Хэллоран Линейные судьи: Мишель Кормье Брайан Мёрфи |
| | Голы:                                                 | |                  | Судьи: Эрик Фурлатт Дэн О’Хэллоран Линейные судьи: Мишель Кормье Брайан Мёрфи |
| Логан Кутюр (бол.) — 49:20 (К. Лабанк, Т. Гертл) Томаш Гертл (бол.) — 50:09 (Э. Карлссон, К. Лабанк) Логан Кутюр (бол.) — 52:53 (Б. Бёрнс, К. Лабанк) Кевин Лабанк (бол.) — 53:21 (Т. Майер) Баркли Гудроу — 78:19 (Э. Карлссон, М. Сёренсен) | 0 : 1 0 : 2 0 : 3 1 : 3 2 : 3 3 : 3 4 : 3 4 : 4 5 : 4 | 10:10 — Вильям Карлссон (Ж. Маршессо, Р. Смит) 30:00 — Коди Икин (Б. Макнэбб, Ш. Теодор) 43:36 — Макс Пачиоретти (М. Стоун) 59:13 — Жонатан Маршессо (Р. Смит, М. Стоун) |                  | Судьи: Эрик Фурлатт Дэн О’Хэллоран Линейные судьи: Мишель Кормье Брайан Мёрфи |
| |                                                       | |                  | Судьи: Эрик Фурлатт Дэн О’Хэллоран Линейные судьи: Мишель Кормье Брайан Мёрфи |
| |                                                       | |                  | Судьи: Эрик Фурлатт Дэн О’Хэллоран Линейные судьи: Мишель Кормье Брайан Мёрфи |
| |                                                       | |                  | Судьи: Эрик Фурлатт Дэн О’Хэллоран Линейные судьи: Мишель Кормье Брайан Мёрфи |
| 4 мин | Штраф                                                 | 23 мин |                  | Судьи: Эрик Фурлатт Дэн О’Хэллоран Линейные судьи: Мишель Кормье Брайан Мёрфи |
| |                                                       | |                  |                                                                               |
| | 48                                                    | Броски | 38               |                                                                               |

## Второй раунд

### Восточная конференция

#### «Бостон Брюинз» (А2) — «Коламбус Блю Джекетс» (УК)
Первая встреча «Бостона» и «Коламбуса» в плей-офф. В регулярном чемпионате 2018/19 команды провели между собой три матча, в которых «Брюинз» одержали две победы.
«Бостон Брюинз» обыграл «Коламбус Блю Джекетс» со счётом 4-2. Первые два матча серии в Бостоне завершились в овертаймах, в которых команды одержали по одной победе. Затем серия переехала в Колумбус, где команды также одержали по одной победе. После этого «Брюинз» одержали ещё две победы подряд, в том числе благодаря «шатауту» голкипера команды Туукки Раску, который в решающем шестом матче отразил все 39 бросков по своим воротам. Самым результативным игроком серии стал российский нападающий «Коламбуса» Артемий Панарин, набравший 6 (3+3) очков в 6 матчах.
| 25 апреля 19:00 | Бостон Брюинз | 3 : 2 (ОТ) (1:0, 0:0, 1:2, 1:0) | Коламбус Блю Джекетс | ТД-гарден Зрителей: 17 565 |

| Отчёт | Отчёт                     | Отчёт                                                                                     | Отчёт             | Отчёт                                                                        |
| --- | ------------------------- | ----------------------------------------------------------------------------------------- | ----------------- | ---------------------------------------------------------------------------- |
| |                           |                                                                                           |                   |                                                                              |
| | Туукка Раск               | Вратари                                                                                   | Сергей Бобровский | Судьи: Франсис Шаррон Дэн О’Рурк Линейные судьи: Джонни Мюррей Райан Гиббонс |
| | Голы:                     |                                                                                           |                   | Судьи: Франсис Шаррон Дэн О’Рурк Линейные судьи: Джонни Мюррей Райан Гиббонс |
| Ноэль Аччари (бол.) — 10:34 (Ч. Макэвой) Чарли Койл — 55:25 (М. Юханссон, Т. Круг) Чарли Койл — 65:15 (М. Юханссон, Д. Хайнен) | 1 : 0 1 : 1 : 2 : 2 3 : 2 | 47:39 — Брэндон Дубински (Р. Нэш, С. Джонс) 47:52 — Пьер-Люк Дюбуа (А. Панарин, С. Джонс) |                   | Судьи: Франсис Шаррон Дэн О’Рурк Линейные судьи: Джонни Мюррей Райан Гиббонс |
| |                           |                                                                                           |                   | Судьи: Франсис Шаррон Дэн О’Рурк Линейные судьи: Джонни Мюррей Райан Гиббонс |
| |                           |                                                                                           |                   | Судьи: Франсис Шаррон Дэн О’Рурк Линейные судьи: Джонни Мюррей Райан Гиббонс |
| |                           |                                                                                           |                   | Судьи: Франсис Шаррон Дэн О’Рурк Линейные судьи: Джонни Мюррей Райан Гиббонс |
| 8 мин | Штраф                     | 8 мин                                                                                     |                   | Судьи: Франсис Шаррон Дэн О’Рурк Линейные судьи: Джонни Мюррей Райан Гиббонс |
| |                           |                                                                                           |                   |                                                                              |
| | 37                        | Броски                                                                                    | 22                |                                                                              |

| 27 апреля 20:00 | Бостон Брюинз | 2 : 3 (2ОТ) (1:0, 1:2, 0:0, 0:0, 0:1) | Коламбус Блю Джекетс | ТД-гарден Зрителей: 17 565 |

| Отчёт                                                                                             | Отчёт                       | Отчёт | Отчёт             | Отчёт                                                                    |
| ------------------------------------------------------------------------------------------------- | --------------------------- | --- | ----------------- | ------------------------------------------------------------------------ |
|                                                                                                   |                             | |                   |                                                                          |
|                                                                                                   | Туукка Раск                 | Вратари | Сергей Бобровский | Судьи: Марк Жоаннетт Тим Пилл Линейные судьи: Марк Шевчик Мэтт Макферсон |
|                                                                                                   | Голы:                       | |                   | Судьи: Марк Жоаннетт Тим Пилл Линейные судьи: Марк Шевчик Мэтт Макферсон |
| Мэтт Гризлик (бол.) — 07:50 (Ч. Макэвой, Д. Крейчи) Давид Пастрняк — 22:01 (Ч. Койл, М. Юханссон) | 1 : 0 1 : 1 2 : 1 2 : 2 : 3 | 21:03 — Артемий Панарин (бол.) (С. Джонс, К. Аткинсон) 28:01 — Артемий Панарин (С. Джонс) 83:42 — Мэтт Дюшен (бол.) (А. Панарин, К. Аткинсон) |                   | Судьи: Марк Жоаннетт Тим Пилл Линейные судьи: Марк Шевчик Мэтт Макферсон |
|                                                                                                   |                             | |                   | Судьи: Марк Жоаннетт Тим Пилл Линейные судьи: Марк Шевчик Мэтт Макферсон |
|                                                                                                   |                             | |                   | Судьи: Марк Жоаннетт Тим Пилл Линейные судьи: Марк Шевчик Мэтт Макферсон |
|                                                                                                   |                             | |                   | Судьи: Марк Жоаннетт Тим Пилл Линейные судьи: Марк Шевчик Мэтт Макферсон |
| 8 мин                                                                                             | Штраф                       | 8 мин |                   | Судьи: Марк Жоаннетт Тим Пилл Линейные судьи: Марк Шевчик Мэтт Макферсон |
|                                                                                                   |                             | |                   |                                                                          |
|                                                                                                   | 31                          | Броски | 41                |                                                                          |

| 30 апреля 19:00 | Коламбус Блю Джекетс | 2 : 1 (1:0, 1:1, 0:0) | Бостон Брюинз | Нэшнуайд-арена Зрителей: 19 337 |

| Отчёт                                                                                           | Отчёт             | Отчёт                                         | Отчёт       | Отчёт                                                                          |
| ----------------------------------------------------------------------------------------------- | ----------------- | --------------------------------------------- | ----------- | ------------------------------------------------------------------------------ |
|                                                                                                 |                   |                                               |             |                                                                                |
|                                                                                                 | Сергей Бобровский | Вратари                                       | Туукка Раск | Судьи: Франсуа Сан-Лоран Кевин Поллок Линейные судьи: Грег Деворски Девин Берг |
|                                                                                                 | Голы:             |                                               |             | Судьи: Франсуа Сан-Лоран Кевин Поллок Линейные судьи: Грег Деворски Девин Берг |
| Бун Дженнер — 18:37 (Р. Нэш, С. Харрингтон) Мэтт Дюшен (бол.) — 32:42 (Н. Фолиньо, К. Аткинсон) | 1 : 0 2 : 0 2 : 1 | 39:20 — Джейк Дебраск (Д. Крейчи, К. Кульман) |             | Судьи: Франсуа Сан-Лоран Кевин Поллок Линейные судьи: Грег Деворски Девин Берг |
|                                                                                                 |                   |                                               |             | Судьи: Франсуа Сан-Лоран Кевин Поллок Линейные судьи: Грег Деворски Девин Берг |
|                                                                                                 |                   |                                               |             | Судьи: Франсуа Сан-Лоран Кевин Поллок Линейные судьи: Грег Деворски Девин Берг |
|                                                                                                 |                   |                                               |             | Судьи: Франсуа Сан-Лоран Кевин Поллок Линейные судьи: Грег Деворски Девин Берг |
| 4 мин                                                                                           | Штраф             | 6 мин                                         |             | Судьи: Франсуа Сан-Лоран Кевин Поллок Линейные судьи: Грег Деворски Девин Берг |
|                                                                                                 |                   |                                               |             |                                                                                |
|                                                                                                 | 34                | Броски                                        | 37          |                                                                                |

| 2 мая 19:30 | Коламбус Блю Джекетс | 1 : 4 (1:2, 0:0, 0:2) | Бостон Брюинз | Нэшнуайд-арена Зрителей: 19 431 |

| Отчёт                                                 | Отчёт                         | Отчёт | Отчёт       | Отчёт                                                                   |
| ----------------------------------------------------- | ----------------------------- | --- | ----------- | ----------------------------------------------------------------------- |
|                                                       |                               | |             |                                                                         |
|                                                       | Сергей Бобровский             | Вратари | Туукка Раск | Судьи: Крис Руни Горд Дуайер Линейные судьи: Мишель Кормье Брайан Мёрфи |
|                                                       | Голы:                         | |             | Судьи: Крис Руни Горд Дуайер Линейные судьи: Мишель Кормье Брайан Мёрфи |
| Артемий Панарин — 08:46 (О. Бьоркстранд, П.-Л. Дюбуа) | 0 : 1 0 : 2 1 : 2 1 : 3 1 : 4 | 03:33 — Давид Пастрняк (Ч. Макэвой) 07:18 — Патрис Бержерон (бол.) (Б. Маршан, Т. Круг) 48:40 — Шон Курали (З. Хара, Д. Бэкес) 57:30 — Патрис Бержерон (бол.) (Д. Пастрняк, Т. Круг) |             | Судьи: Крис Руни Горд Дуайер Линейные судьи: Мишель Кормье Брайан Мёрфи |
|                                                       |                               | |             | Судьи: Крис Руни Горд Дуайер Линейные судьи: Мишель Кормье Брайан Мёрфи |
|                                                       |                               | |             | Судьи: Крис Руни Горд Дуайер Линейные судьи: Мишель Кормье Брайан Мёрфи |
|                                                       |                               | |             | Судьи: Крис Руни Горд Дуайер Линейные судьи: Мишель Кормье Брайан Мёрфи |
| 22 мин                                                | Штраф                         | 8 мин |             | Судьи: Крис Руни Горд Дуайер Линейные судьи: Мишель Кормье Брайан Мёрфи |
|                                                       |                               | |             |                                                                         |
|                                                       | 40                            | Броски | 45          |                                                                         |

| 4 мая 19:15 | Бостон Брюинз | 4 : 3 (0:0, 1:0, 3:3) | Коламбус Блю Джекетс | ТД-гарден Зрителей: 17 565 |

| Отчёт | Отчёт                                     | Отчёт | Отчёт             | Отчёт                                                                     |
| --- | ----------------------------------------- | --- | ----------------- | ------------------------------------------------------------------------- |
| |                                           | |                   |                                                                           |
| | Туукка Раск                               | Вратари | Сергей Бобровский | Судьи: Уэс Макколи Брайан Покмара Линейные судьи: Дерек Амелл Скотт Черри |
| | Голы:                                     | |                   | Судьи: Уэс Макколи Брайан Покмара Линейные судьи: Дерек Амелл Скотт Черри |
| Давид Крейчи — 21:39 (Дж. Дебраск, Д. Бэкес) Брэд Маршан — 44:51 (К. Клифтон, П. Бержерон) Давид Пастрняк — 51:16 (Б. Маршан) Давид Пастрняк — 58:32 (Б. Маршан) | 1 : 0 2 : 0 2 : 1 3 : 1 3 : 2 3 : 3 4 : 3 | 50:33 — Сет Джонс (З. Веренски, К. Аткинсон) 52:07 — Райан Дзингел (М. Дюшен, Д. Савар) 53:59 — Дин Кукан (А. Панарин, Дж. Андерсон) |                   | Судьи: Уэс Макколи Брайан Покмара Линейные судьи: Дерек Амелл Скотт Черри |
| |                                           | |                   | Судьи: Уэс Макколи Брайан Покмара Линейные судьи: Дерек Амелл Скотт Черри |
| |                                           | |                   | Судьи: Уэс Макколи Брайан Покмара Линейные судьи: Дерек Амелл Скотт Черри |
| |                                           | |                   | Судьи: Уэс Макколи Брайан Покмара Линейные судьи: Дерек Амелл Скотт Черри |
| 4 мин | Штраф                                     | 4 мин |                   | Судьи: Уэс Макколи Брайан Покмара Линейные судьи: Дерек Амелл Скотт Черри |
| |                                           | |                   |                                                                           |
| | 36                                        | Броски | 36                |                                                                           |

| 6 мая 19:00 | Коламбус Блю Джекетс | 0 : 3 (0:0, 0:1, 0:2) | Бостон Брюинз | Нэшнуайд-арена Зрителей: 19 219 |

| Отчёт | Отчёт             | Отчёт | Отчёт       | Отчёт                                                                     |
| ----- | ----------------- | --- | ----------- | ------------------------------------------------------------------------- |
|       |                   | |             |                                                                           |
|       | Сергей Бобровский | Вратари | Туукка Раск | Судьи: Келли Сазерленд Стив Козари Линейные судьи: Пьер Расико Трент Норр |
|       | Голы:             | |             | Судьи: Келли Сазерленд Стив Козари Линейные судьи: Пьер Расико Трент Норр |
|       | 0 : 1 0 : 2 0 : 3 | 32:13 — Давид Крейчи (Дж. Дебраск, К. Клифтон) 48:58 — Маркус Юханссон (Ч. Койл, Д. Хайнен) 50:39 — Дэвид Бэкес (Т. Круг, Д. Крейчи) |             | Судьи: Келли Сазерленд Стив Козари Линейные судьи: Пьер Расико Трент Норр |
|       |                   | |             | Судьи: Келли Сазерленд Стив Козари Линейные судьи: Пьер Расико Трент Норр |
|       |                   | |             | Судьи: Келли Сазерленд Стив Козари Линейные судьи: Пьер Расико Трент Норр |
|       |                   | |             | Судьи: Келли Сазерленд Стив Козари Линейные судьи: Пьер Расико Трент Норр |
| 2 мин | Штраф             | 8 мин |             | Судьи: Келли Сазерленд Стив Козари Линейные судьи: Пьер Расико Трент Норр |
|       |                   | |             |                                                                           |
|       | 39                | Броски | 29          |                                                                           |

#### «Нью-Йорк Айлендерс» (С2) — «Каролина Харрикейнз» (УК)
Первая встреча «Айлендерс» и «Каролины» в плей-офф. В регулярном чемпионате 2018/19 команды провели между собой три матча, в которых «островитяне» одержали две победы.
«Каролина» обыграла «Нью-Йорк Айлендерс» со счётом 4-0, выйдя в финал конференции впервые за 10 лет. Самым результативным игроком серии стал нападающий «ураганов» Теуво Терявяйнен, который в четырёх матчах набрал 5 (3+2) очков. В четвёртом матче серии капитан «Каролины» Джастин Уильямс набрал своё 100-е очко в карьере плей-офф НХЛ.
| 26 апреля 19:00 | Нью-Йорк Айлендерс | 0 : 1 (ОТ) (0:0, 0:0, 0:0, 0:1) | Каролина Харрикейнз | Барклайс-центр Зрителей: 15 795 |

| Отчёт | Отчёт       | Отчёт                                           | Отчёт       | Отчёт                                                                        |
| ----- | ----------- | ----------------------------------------------- | ----------- | ---------------------------------------------------------------------------- |
|       |             |                                                 |             |                                                                              |
|       | Робин Ленер | Вратари                                         | Петр Мразек | Судьи: Уэс Макколи Брайан Покмара Линейные судьи: Мишель Кормье Брайан Мёрфи |
|       | Голы:       |                                                 |             | Судьи: Уэс Макколи Брайан Покмара Линейные судьи: Мишель Кормье Брайан Мёрфи |
|       | 0 : 1       | 64:04 — Джордан Стаал (Н. Нидеррайтер, Б. Пеши) |             | Судьи: Уэс Макколи Брайан Покмара Линейные судьи: Мишель Кормье Брайан Мёрфи |
|       |             |                                                 |             | Судьи: Уэс Макколи Брайан Покмара Линейные судьи: Мишель Кормье Брайан Мёрфи |
|       |             |                                                 |             | Судьи: Уэс Макколи Брайан Покмара Линейные судьи: Мишель Кормье Брайан Мёрфи |
|       |             |                                                 |             | Судьи: Уэс Макколи Брайан Покмара Линейные судьи: Мишель Кормье Брайан Мёрфи |
| 8 мин | Штраф       | 10 мин                                          |             | Судьи: Уэс Макколи Брайан Покмара Линейные судьи: Мишель Кормье Брайан Мёрфи |
|       |             |                                                 |             |                                                                              |
|       | 31          | Броски                                          | 32          |                                                                              |

| 28 апреля 15:00 | Нью-Йорк Айлендерс | 1 : 2 (1:0, 0:0, 0:2) | Каролина Харрикейнз | Барклайс-центр Зрителей: 15 795 |

| Отчёт                                           | Отчёт           | Отчёт | Отчёт                                                    | Отчёт                                                                    |
| ----------------------------------------------- | --------------- | --- | -------------------------------------------------------- | ------------------------------------------------------------------------ |
|                                                 |                 | |                                                          |                                                                          |
|                                                 | Робин Ленер     | Вратари                                                                                                   | 00:00-26:27 — Петр Мразек 26:27-60:00 — Кёртис Макелинни | Судьи: Дэн О’Рурк Франсис Шаррон Линейные судьи: Дерек Амелл Скотт Черри |
|                                                 | Голы:           | |                                                          | Судьи: Дэн О’Рурк Франсис Шаррон Линейные судьи: Дерек Амелл Скотт Черри |
| Мэтью Барзал (бол.) — 13:17 (А. Ли, Дж. Эберле) | 1 : 0 1 : 1 : 2 | 40:17 — Уоррен Фогель (Л. Валльмарк, С. Мяеналайнен) 41:05 — Нино Нидеррайтер (Т. Терявяйнен, Дж. Слэвин) |                                                          | Судьи: Дэн О’Рурк Франсис Шаррон Линейные судьи: Дерек Амелл Скотт Черри |
|                                                 |                 | |                                                          | Судьи: Дэн О’Рурк Франсис Шаррон Линейные судьи: Дерек Амелл Скотт Черри |
|                                                 |                 | |                                                          | Судьи: Дэн О’Рурк Франсис Шаррон Линейные судьи: Дерек Амелл Скотт Черри |
|                                                 |                 | |                                                          | Судьи: Дэн О’Рурк Франсис Шаррон Линейные судьи: Дерек Амелл Скотт Черри |
| 6 мин                                           | Штраф           | 4 мин |                                                          | Судьи: Дэн О’Рурк Франсис Шаррон Линейные судьи: Дерек Амелл Скотт Черри |
|                                                 |                 | |                                                          |                                                                          |
|                                                 | 27              | Броски | 18                                                       |                                                                          |

| 1 мая 19:00 | Каролина Харрикейнз | 5 : 2 (1:1, 1:1, 3:0) | Нью-Йорк Айлендерс | Пи-эн-си-арена Зрителей: 19 066 |

| Отчёт | Отчёт                                     | Отчёт                                                                               | Отчёт       | Отчёт                                                                   |
| --- | ----------------------------------------- | ----------------------------------------------------------------------------------- | ----------- | ----------------------------------------------------------------------- |
| |                                           |                                                                                     |             |                                                                         |
| | Кёртис Макелинни                          | Вратари                                                                             | Робин Ленер | Судьи: Тим Пил Марк Жоаннетт Линейные судьи: Марк Шевчик Мэтт Макферсон |
| | Голы:                                     |                                                                                     |             | Судьи: Тим Пил Марк Жоаннетт Линейные судьи: Марк Шевчик Мэтт Макферсон |
| Теуво Терявяйнен — 06:41 (Дж. Слэвин, Д. Хэмилтон) Джастин Фолк — 31:58 (У. Фогель, Дж. Стаал) Джастин Уильямс — 50:15 (С. Ахо) Теуво Терявяйнен (п.в.) — 59:02 (Б. Пеши, Дж. Слэвин) Себастьян Ахо (п.в.) — 59:55 (Л. Валльмарк) | 1 : 0 1 : 1 2 : 1 2 : 2 3 : 2 4 : 2 5 : 2 | 08:20 — Девон Тэйвз (бол.) (Дж. Бэйли, Дж. Эберле) 34:13 — Джош Бэйли (Т. Кюнхакль) |             | Судьи: Тим Пил Марк Жоаннетт Линейные судьи: Марк Шевчик Мэтт Макферсон |
| |                                           |                                                                                     |             | Судьи: Тим Пил Марк Жоаннетт Линейные судьи: Марк Шевчик Мэтт Макферсон |
| |                                           |                                                                                     |             | Судьи: Тим Пил Марк Жоаннетт Линейные судьи: Марк Шевчик Мэтт Макферсон |
| |                                           |                                                                                     |             | Судьи: Тим Пил Марк Жоаннетт Линейные судьи: Марк Шевчик Мэтт Макферсон |
| 6 мин | Штраф                                     | 4 мин                                                                               |             | Судьи: Тим Пил Марк Жоаннетт Линейные судьи: Марк Шевчик Мэтт Макферсон |
| |                                           |                                                                                     |             |                                                                         |
| | 38                                        | Броски                                                                              | 30          |                                                                         |

| 3 мая 19:00 | Каролина Харрикейнз | 5 : 2 (1:1, 3:0, 1:1) | Нью-Йорк Айлендерс | Пи-эн-си-арена Зрителей: 19 495 |

| Отчёт | Отчёт                                   | Отчёт                                                                                          | Отчёт                                                | Отчёт                                                                          |
| --- | --------------------------------------- | ---------------------------------------------------------------------------------------------- | ---------------------------------------------------- | ------------------------------------------------------------------------------ |
| |                                         |                                                                                                |                                                      |                                                                                |
| | Кёртис Макелинни                        | Вратари                                                                                        | 00:00-23:17 — Робин Ленер 23:17-60:00 — Томас Грайсс | Судьи: Келли Сазерленд Стив Козари Линейные судьи: Райан Гиббонс Джонни Мюррей |
| | Голы:                                   |                                                                                                |                                                      | Судьи: Келли Сазерленд Стив Козари Линейные судьи: Райан Гиббонс Джонни Мюррей |
| С. Ахо (бол.) — 04:44 (Т. Терявяйнен, Дж. Фолк) Теуво Терявяйнен — 22:11 (У. Фогель, С. Ахо) Грегг Маккегг — 23:17 (Б. Пеши, Дж. Мартинук) Джастин Уильямс — 28:51 (Дж. Стаал, Н. Ниедррайтер) Андрей Свечников — 55:13 (Дж. Фолк) | 0 : 1 : 1 2 : 1 3 : 1 4 : 1 5 : 1 5 : 2 | 02:30 — Мэтью Барзал (бол.) (Д. Тэйвз, Дж. Эберле) 58:51 — Брок Нельсон (С. Мэйфилд, Д. Тэйвз) |                                                      | Судьи: Келли Сазерленд Стив Козари Линейные судьи: Райан Гиббонс Джонни Мюррей |
| |                                         |                                                                                                |                                                      | Судьи: Келли Сазерленд Стив Козари Линейные судьи: Райан Гиббонс Джонни Мюррей |
| |                                         |                                                                                                |                                                      | Судьи: Келли Сазерленд Стив Козари Линейные судьи: Райан Гиббонс Джонни Мюррей |
| |                                         |                                                                                                |                                                      | Судьи: Келли Сазерленд Стив Козари Линейные судьи: Райан Гиббонс Джонни Мюррей |
| 8 мин | Штраф                                   | 10 мин                                                                                         |                                                      | Судьи: Келли Сазерленд Стив Козари Линейные судьи: Райан Гиббонс Джонни Мюррей |
| |                                         |                                                                                                |                                                      |                                                                                |
| | 21                                      | Броски                                                                                         | 28                                                   |                                                                                |

### Западная конференция

#### «Сент-Луис Блюз» (Ц3) — «Даллас Старз» (УК)
Четырнадцатая встреча этих двух команд в плей-офф. Из предыдущих тринадцати «Блюз» выиграли семь, включая последнюю встречу во втором раунде 2016 года со счетом 4-3. «Даллас» выиграл три матча из четырёх в регулярном чемпионате 2018/19.
«Сент-Луис» обыграл «Даллас» со счётом 4-3 и вышел в финал Западной конференции второй раз за 4 года. В первых шести матчах команды одержали лишь по одной домашней победе.
Несмотря на 52 сейва голкипера «Старз» Бена Бишопа победу в решающем седьмом матче одержали «Блюз», благодаря голу нападающего Патрика Маруна на 86-й минуте матча во втором овертайме. Самым результативным игроком серии стал норвежский нападающий «Старз» Матс Цуккарелло, набравший 8 (1+7) очков.
| 25 апреля 21:30 | Сент-Луис Блюз | 3 : 2 (1:0, 1:1, 1:1) | Даллас Старз | Энтерпрайз-центр Зрителей: 18 014 |

| Отчёт | Отчёт                         | Отчёт                                                                                     | Отчёт     | Отчёт                                                                |
| --- | ----------------------------- | ----------------------------------------------------------------------------------------- | --------- | -------------------------------------------------------------------- |
| |                               |                                                                                           |           |                                                                      |
| | Джордан Биннингтон            | Вратари                                                                                   | Бен Бишоп | Судьи: Крис Руни Горд Дуайер Линейные судьи: Скотт Черри Дерек Амелл |
| | Голы:                         |                                                                                           |           | Судьи: Крис Руни Горд Дуайер Линейные судьи: Скотт Черри Дерек Амелл |
| Робби Фаббри — 05:57 (И. Барбашёв, К. Парайко) Владимир Тарасенко (бол.) — 38:03 (Б. Шенн, А. Пьетранжело) Владимир Тарасенко — 43:51 | 1 : 0 1 : 1 2 : 1 3 : 1 3 : 2 | 30:25 — Джейсон Спецца (Й. Клингберг, М. Цуккарелло) 57:43 — Джейми Бенн (бол.) (Р. Хинц) |           | Судьи: Крис Руни Горд Дуайер Линейные судьи: Скотт Черри Дерек Амелл |
| |                               |                                                                                           |           | Судьи: Крис Руни Горд Дуайер Линейные судьи: Скотт Черри Дерек Амелл |
| |                               |                                                                                           |           | Судьи: Крис Руни Горд Дуайер Линейные судьи: Скотт Черри Дерек Амелл |
| |                               |                                                                                           |           | Судьи: Крис Руни Горд Дуайер Линейные судьи: Скотт Черри Дерек Амелл |
| 10 мин | Штраф                         | 10 мин                                                                                    |           | Судьи: Крис Руни Горд Дуайер Линейные судьи: Скотт Черри Дерек Амелл |
| |                               |                                                                                           |           |                                                                      |
| | 20                            | Броски                                                                                    | 29        |                                                                      |

| 27 апреля 15:00 | Сент-Луис Блюз | 2 : 4 (1:3, 0:0, 1:1) | Даллас Старз | Энтерпрайз-центр Зрителей: 18 285 |

| Отчёт                                                                             | Отчёт                               | Отчёт | Отчёт     | Отчёт                                                                          |
| --------------------------------------------------------------------------------- | ----------------------------------- | --- | --------- | ------------------------------------------------------------------------------ |
|                                                                                   |                                     | |           |                                                                                |
|                                                                                   | Джордан Биннингтон                  | Вратари | Бен Бишоп | Судьи: Кевин Поллок Франсуа Сан-Лоран Линейные судьи: Грег Деворски Девин Берг |
|                                                                                   | Голы:                               | |           | Судьи: Кевин Поллок Франсуа Сан-Лоран Линейные судьи: Грег Деворски Девин Берг |
| Колтон Парайко — 14:25 (Р. О’Райли, Д. Перрон) Джейден Шварц — 41:48 (К. Парайко) | 0 : 1 0 : 2 1 : 2 1 : 3 2 : 3 2 : 4 | 07:11 — Роопе Хинц (М. Цуккарелло, Дж. Дикинсон) 13:39 — Миро Хейсканен (Р. Хинц, М. Цуккарелло) 14:51 — Маттиас Янмарк (Дж. Дикинсон) 59:57 — Роопе Хинц (п.в.) (Дж. Бенн) |           | Судьи: Кевин Поллок Франсуа Сан-Лоран Линейные судьи: Грег Деворски Девин Берг |
|                                                                                   |                                     | |           | Судьи: Кевин Поллок Франсуа Сан-Лоран Линейные судьи: Грег Деворски Девин Берг |
|                                                                                   |                                     | |           | Судьи: Кевин Поллок Франсуа Сан-Лоран Линейные судьи: Грег Деворски Девин Берг |
|                                                                                   |                                     | |           | Судьи: Кевин Поллок Франсуа Сан-Лоран Линейные судьи: Грег Деворски Девин Берг |
| 8 мин                                                                             | Штраф                               | 14 мин |           | Судьи: Кевин Поллок Франсуа Сан-Лоран Линейные судьи: Грег Деворски Девин Берг |
|                                                                                   |                                     | |           |                                                                                |
|                                                                                   | 34                                  | Броски | 35        |                                                                                |

| 29 апреля 20:00 | Даллас Старз | 3 : 4 (1:1, 0:1, 2:2) | Сент-Луис Блюз | Американ Эйрлайнс-центр Зрителей: 18 532 |

| Отчёт | Отчёт                               | Отчёт | Отчёт              | Отчёт                                                                          |
| --- | ----------------------------------- | --- | ------------------ | ------------------------------------------------------------------------------ |
| |                                     | |                    |                                                                                |
| | Бен Бишоп                           | Вратари | Джордан Биннингтон | Судьи: Стив Козари Келли Сазерленд Линейные судьи: Джонни Мюррей Райан Гиббонс |
| | Голы:                               | |                    | Судьи: Стив Козари Келли Сазерленд Линейные судьи: Джонни Мюррей Райан Гиббонс |
| Александр Радулов (бол.) — 17:12 (Дж. Спецца, Дж. Даулинг) Эндрю Коглиано (мен.) — 53:06 (М. Янмарк) Тайлер Сегин — 55:52 (М. Хейсканен, М. Цуккарелло) | 0 : 1 : 1 1 : 2 : 2 2 : 3 : 3 3 : 4 | 01:27 — Джейден Шварц (К. Парайко, Р. О’Райли) 28:30 — Тайлер Бозак (Р. Томас, В. Данн) 54:24 — Алекс Пьетранжело (Дж. Боумистер, Дж. Шварц) 58:22 — Патрик Марун (Дж. Боумистер, Т. Бозак) |                    | Судьи: Стив Козари Келли Сазерленд Линейные судьи: Джонни Мюррей Райан Гиббонс |
| |                                     | |                    | Судьи: Стив Козари Келли Сазерленд Линейные судьи: Джонни Мюррей Райан Гиббонс |
| |                                     | |                    | Судьи: Стив Козари Келли Сазерленд Линейные судьи: Джонни Мюррей Райан Гиббонс |
| |                                     | |                    | Судьи: Стив Козари Келли Сазерленд Линейные судьи: Джонни Мюррей Райан Гиббонс |
| 6 мин | Штраф                               | 10 мин |                    | Судьи: Стив Козари Келли Сазерленд Линейные судьи: Джонни Мюррей Райан Гиббонс |
| |                                     | |                    |                                                                                |
| | 31                                  | Броски | 34                 |                                                                                |

| 1 мая 21:30 | Даллас Старз | 4 : 2 (2:1, 2:0, 0:1) | Сент-Луис Блюз | Американ Эйрлайнс-центр Зрителей: 18 790 |

| Отчёт | Отчёт                             | Отчёт                                                                                                   | Отчёт              | Отчёт                                                                    |
| --- | --------------------------------- | --- | ------------------ | ------------------------------------------------------------------------ |
| |                                   | |                    |                                                                          |
| | Бен Бишоп                         | Вратари                                                                                                 | Джордан Биннингтон | Судьи: Уэс Макколи Брайан Покмара Линейные судьи: Трент Норр Пьер Расико |
| | Голы:                             | |                    | Судьи: Уэс Макколи Брайан Покмара Линейные судьи: Трент Норр Пьер Расико |
| Джейсон Дикинсон — 11:23 (Т. Сегин, М. Цуккарелло) Джейсон Спецца (бол.) — 19:08 (А. Радулов, Э. Линделл) Йон Клингберг — 29:26 (Т. Сегин, М. Цуккарелло) Роопе Хинц — 37:28 (Дж. Бенн, А. Радулов) | 0 : 1 : 1 2 : 1 3 : 1 4 : 1 4 : 2 | 05:02 — Владимир Тарасенко (бол.) (В. Данн, Р. Томас) 53:44 — Роберт Томас (А. Пьетранжело, Р. О’Райли) |                    | Судьи: Уэс Макколи Брайан Покмара Линейные судьи: Трент Норр Пьер Расико |
| |                                   | |                    | Судьи: Уэс Макколи Брайан Покмара Линейные судьи: Трент Норр Пьер Расико |
| |                                   | |                    | Судьи: Уэс Макколи Брайан Покмара Линейные судьи: Трент Норр Пьер Расико |
| |                                   | |                    | Судьи: Уэс Макколи Брайан Покмара Линейные судьи: Трент Норр Пьер Расико |
| 8 мин | Штраф                             | 6 мин                                                                                                   |                    | Судьи: Уэс Макколи Брайан Покмара Линейные судьи: Трент Норр Пьер Расико |
| |                                   | |                    |                                                                          |
| | 31                                | Броски                                                                                                  | 29                 |                                                                          |

| 3 мая 21:30 | Сент-Луис Блюз | 1 : 2 (0:1, 0:1, 1:0) | Даллас Старз | Энтерпрайз-центр Зрителей: 18 542 |

| Отчёт                 | Отчёт              | Отчёт                                                                                        | Отчёт     | Отчёт                                                                       |
| --------------------- | ------------------ | -------------------------------------------------------------------------------------------- | --------- | --------------------------------------------------------------------------- |
|                       |                    |                                                                                              |           |                                                                             |
|                       | Джордан Биннингтон | Вратари                                                                                      | Бен Бишоп | Судьи: Франсис Шаррон Дэн О’Рурк Линейные судьи: Марк Шевчик Мэтт Макферсон |
|                       | Голы:              |                                                                                              |           | Судьи: Франсис Шаррон Дэн О’Рурк Линейные судьи: Марк Шевчик Мэтт Макферсон |
| Джейден Шварц — 48:26 | 0 : 1 0 : 2 1 : 2  | 02:42 — Джейсон Спецца (Т. Сегин, М. Янмарк) 26:13 — Эса Линделль (А. Радулов, Й. Клингберг) |           | Судьи: Франсис Шаррон Дэн О’Рурк Линейные судьи: Марк Шевчик Мэтт Макферсон |
|                       |                    |                                                                                              |           | Судьи: Франсис Шаррон Дэн О’Рурк Линейные судьи: Марк Шевчик Мэтт Макферсон |
|                       |                    |                                                                                              |           | Судьи: Франсис Шаррон Дэн О’Рурк Линейные судьи: Марк Шевчик Мэтт Макферсон |
|                       |                    |                                                                                              |           | Судьи: Франсис Шаррон Дэн О’Рурк Линейные судьи: Марк Шевчик Мэтт Макферсон |
| 4 мин                 | Штраф              | 8 мин                                                                                        |           | Судьи: Франсис Шаррон Дэн О’Рурк Линейные судьи: Марк Шевчик Мэтт Макферсон |
|                       |                    |                                                                                              |           |                                                                             |
|                       | 39                 | Броски                                                                                       | 27        |                                                                             |

| 5 мая 15:00 | Даллас Старз | 1 : 4 (1:1, 0:1, 0:2) | Сент-Луис Блюз | Американ Эйрлайнс-центр Зрителей: 18 876 |

| Отчёт                                             | Отчёт                                               | Отчёт | Отчёт              | Отчёт                                                                   |
| ------------------------------------------------- | --------------------------------------------------- | --- | ------------------ | ----------------------------------------------------------------------- |
|                                                   |                                                     | |                    |                                                                         |
|                                                   | Бен Бишоп — 00:00-48:10 Антон Худобин — 48:10-60:00 | Вратари | Джордан Биннингтон | Судьи: Горд Дуайер Крис Руни Линейные судьи: Брайан Мёрфи Мишель Кормье |
|                                                   | Голы:                                               | |                    | Судьи: Горд Дуайер Крис Руни Линейные судьи: Брайан Мёрфи Мишель Кормье |
| Т. Сегин (бол.) — 11:35 (М. Цуккарелло, Дж. Бенн) | 0 : 1 : 1 1 : 2 1 : 3 1 : 4                         | 01:03 — Алекс Пьетранжело (Дж. Эдмундсон, Дж. Шварц) 35:24 — Давид Перрон (О. Сундквист, И. Барбашёв) 47:37 — Джейден Шварц (А. Стин, К. Парайко) 48:10 — С. Блэй (Р. О’Райли) |                    | Судьи: Горд Дуайер Крис Руни Линейные судьи: Брайан Мёрфи Мишель Кормье |
|                                                   |                                                     | |                    | Судьи: Горд Дуайер Крис Руни Линейные судьи: Брайан Мёрфи Мишель Кормье |
|                                                   |                                                     | |                    | Судьи: Горд Дуайер Крис Руни Линейные судьи: Брайан Мёрфи Мишель Кормье |
|                                                   |                                                     | |                    | Судьи: Горд Дуайер Крис Руни Линейные судьи: Брайан Мёрфи Мишель Кормье |
| 8 мин                                             | Штраф                                               | 6 мин |                    | Судьи: Горд Дуайер Крис Руни Линейные судьи: Брайан Мёрфи Мишель Кормье |
|                                                   |                                                     | |                    |                                                                         |
|                                                   | 23                                                  | Броски | 25                 |                                                                         |

| 7 мая 20:00 | Сент-Луис Блюз | 2 : 1 (2ОТ) (1:1, 0:0, 0:0, 0:0, 1:0) | Даллас Старз | Энтерпрайз-центр Зрителей: 18 531 |

| Отчёт                                                                                  | Отчёт              | Отчёт                   | Отчёт     | Отчёт                                                                      |
| -------------------------------------------------------------------------------------- | ------------------ | ----------------------- | --------- | -------------------------------------------------------------------------- |
|                                                                                        |                    |                         |           |                                                                            |
|                                                                                        | Джордан Биннингтон | Вратари                 | Бен Бишоп | Судьи: Марк Жоаннетт Крис Руни Линейные судьи: Джонни Мюррей Грег Деворски |
|                                                                                        | Голы:              |                         |           | Судьи: Марк Жоаннетт Крис Руни Линейные судьи: Джонни Мюррей Грег Деворски |
| Винс Данн — 13:30 (А. Пьетранжело, Р. Томас) Патрик Марун — 85:50 (Р. Томас, Т. Бозак) | 1 : 0 1 : 1 2 : 1  | 15:55 — Матс Цуккарелло |           | Судьи: Марк Жоаннетт Крис Руни Линейные судьи: Джонни Мюррей Грег Деворски |
|                                                                                        |                    |                         |           | Судьи: Марк Жоаннетт Крис Руни Линейные судьи: Джонни Мюррей Грег Деворски |
|                                                                                        |                    |                         |           | Судьи: Марк Жоаннетт Крис Руни Линейные судьи: Джонни Мюррей Грег Деворски |
|                                                                                        |                    |                         |           | Судьи: Марк Жоаннетт Крис Руни Линейные судьи: Джонни Мюррей Грег Деворски |
| 0 мин                                                                                  | Штраф              | 4 мин                   |           | Судьи: Марк Жоаннетт Крис Руни Линейные судьи: Джонни Мюррей Грег Деворски |
|                                                                                        |                    |                         |           |                                                                            |
|                                                                                        | 54                 | Броски                  | 30        |                                                                            |

#### «Сан-Хосе Шаркс» (Т2) — «Колорадо Эвеланш» (УК)
Пятая встреча этих двух команд в плей-офф. В предыдущих четырёх команды одержали по две победы. Последняя встреча состоялась в четвертьфинале Западной конференции 2010 года и завершилась победой «Сан-Хосе» в шести матчах. В регулярном чемпионате 2018/19 команды провели между собой три матча, в которых «Шаркс» одержали три победы.
«Сан-Хосе» выиграл серию в семи матчах. По ходу серии ни одной из команд не удалось выиграть два матча подряд. В первом матче нападающий «акул» Джо Торнтон отдал свою 100-ю результативную передачу в матчах плей-офф НХЛ. В третьем матче Логан Кутюр забросил три шайбы в ворота «Колорадо» и оформил свой первый в карьере хет-трик в матчах розыгрыша Кубка Стэнли. Самым результативным игроком серии стал защитник «Шаркс» Брент Бёрнс, который в семи матчах набрал 10 (4+6) очков.
| 26 апреля 22:00 | Сан-Хосе Шаркс | 5 : 2 (1:1, 3:1, 1:0) | Колорадо Эвеланш | SAP-центр в Сан-Хосе Зрителей: 17 562 |

| Отчёт | Отчёт                                 | Отчёт                                                                                              | Отчёт           | Отчёт                                                                     |
| --- | ------------------------------------- | -------------------------------------------------------------------------------------------------- | --------------- | ------------------------------------------------------------------------- |
| |                                       | |                 |                                                                           |
| | Мартин Джонс                          | Вратари                                                                                            | Филипп Грубауэр | Судьи: Стив Козари Келли Сазерленд Линейные судьи: Трент Норр Пьер Расико |
| | Голы:                                 | |                 | Судьи: Стив Козари Келли Сазерленд Линейные судьи: Трент Норр Пьер Расико |
| Густав Нюквист — 14:44 (Б. Бёрнс, Л. Кутюр) Джо Торнтон — 30:05 (М. Сёренсен) Кевин Лабанк — 36:02 (Б. Бёрнс) Брент Бёрнс — 39:00 (М. Сёренсен, Дж. Торнтон) Тимо Майер (п.в.) — 59:31 (Б. Бёрнс) | 0 : 1 : 1 1 : 2 : 2 3 : 2 4 : 2 5 : 2 | 02:10 — Габриэль Бурк (К. Макар, Т. Джост) 23:56 — Колин Уилсон (бол.) (М. Рантанен, Н. Маккиннон) |                 | Судьи: Стив Козари Келли Сазерленд Линейные судьи: Трент Норр Пьер Расико |
| |                                       | |                 | Судьи: Стив Козари Келли Сазерленд Линейные судьи: Трент Норр Пьер Расико |
| |                                       | |                 | Судьи: Стив Козари Келли Сазерленд Линейные судьи: Трент Норр Пьер Расико |
| |                                       | |                 | Судьи: Стив Козари Келли Сазерленд Линейные судьи: Трент Норр Пьер Расико |
| 8 мин | Штраф                                 | 6 мин                                                                                              |                 | Судьи: Стив Козари Келли Сазерленд Линейные судьи: Трент Норр Пьер Расико |
| |                                       | |                 |                                                                           |
| | 27                                    | Броски                                                                                             | 28              |                                                                           |

| 28 апреля 19:30 | Сан-Хосе Шаркс | 3 : 4 (1:0, 0:2, 2:2) | Колорадо Эвеланш | SAP-центр в Сан-Хосе Зрителей: 17 562 |

| Отчёт | Отчёт                                   | Отчёт | Отчёт           | Отчёт                                                               |
| --- | --------------------------------------- | --- | --------------- | ------------------------------------------------------------------- |
| |                                         | |                 |                                                                     |
| | Мартин Джонс                            | Вратари | Филипп Грубауэр | Судьи: Горд Дуайер Крис Руни Линейные судьи: Трент Норр Пьер Расико |
| | Голы:                                   | |                 | Судьи: Горд Дуайер Крис Руни Линейные судьи: Трент Норр Пьер Расико |
| Эвандер Кейн — 07:57 (Б. Бёрнс, Т. Гертл) Брент Бёрнс — 55:26 (Э. Карлссон, М. Сёренсен) Брент Бёрнс (бол.) — 59:49 (Т. Гертл, Э. Кейн) | 1 : 0 1 : 1 : 2 1 : 3 2 : 3 2 : 4 3 : 4 | 28:21 — Габриэль Ландескуг (Т. Бэрри, Н. Маккиннон) 36:31 — Тайсон Бэрри (Г. Ландескуг, М. Рантанен) 50:10 — Мэтт Ньето (М. Калверт, Т. Бэрри) 58:58 — Натан Маккиннон (п.в.) (М. Калверт, Ф. Грубауэр) |                 | Судьи: Горд Дуайер Крис Руни Линейные судьи: Трент Норр Пьер Расико |
| |                                         | |                 | Судьи: Горд Дуайер Крис Руни Линейные судьи: Трент Норр Пьер Расико |
| |                                         | |                 | Судьи: Горд Дуайер Крис Руни Линейные судьи: Трент Норр Пьер Расико |
| |                                         | |                 | Судьи: Горд Дуайер Крис Руни Линейные судьи: Трент Норр Пьер Расико |
| 4 мин | Штраф                                   | 6 мин |                 | Судьи: Горд Дуайер Крис Руни Линейные судьи: Трент Норр Пьер Расико |
| |                                         | |                 |                                                                     |
| | 34                                      | Броски | 32              |                                                                     |

| 30 апреля 22:00 | Колорадо Эвеланш | 2 : 4 (0:2, 1:0, 1:2) | Сан-Хосе Шаркс | Пепси-центр Зрителей: 18 106 |

| Отчёт                                                                     | Отчёт                               | Отчёт | Отчёт        | Отчёт                                                                       |
| ------------------------------------------------------------------------- | ----------------------------------- | --- | ------------ | --------------------------------------------------------------------------- |
|                                                                           |                                     | |              |                                                                             |
|                                                                           | Филипп Грубауэр                     | Вратари | Мартин Джонс | Судьи: Дэн О’Рурк Франсис Шаррон Линейные судьи: Мишель Кормье Брайан Мёрфи |
|                                                                           | Голы:                               | |              | Судьи: Дэн О’Рурк Франсис Шаррон Линейные судьи: Мишель Кормье Брайан Мёрфи |
| Натан Маккиннон — 35:51 (И. Коул) Мэтт Ньето — 51:45 (С. Жирар, К. Макар) | 0 : 1 0 : 2 1 : 2 2 : 2 2 : 3 2 : 4 | 15:24 — Логан Кутюр (Г. Нюквист, Т. Майер) 18:42 — Тимо Майер 52:50 — Логан Кутюр (Т. Майер, Г. Нюквист) 59:30 — Логан Кутюр (п.в.) (М. Карлссон) |              | Судьи: Дэн О’Рурк Франсис Шаррон Линейные судьи: Мишель Кормье Брайан Мёрфи |
|                                                                           |                                     | |              | Судьи: Дэн О’Рурк Франсис Шаррон Линейные судьи: Мишель Кормье Брайан Мёрфи |
|                                                                           |                                     | |              | Судьи: Дэн О’Рурк Франсис Шаррон Линейные судьи: Мишель Кормье Брайан Мёрфи |
|                                                                           |                                     | |              | Судьи: Дэн О’Рурк Франсис Шаррон Линейные судьи: Мишель Кормье Брайан Мёрфи |
| 8 мин                                                                     | Штраф                               | 8 мин |              | Судьи: Дэн О’Рурк Франсис Шаррон Линейные судьи: Мишель Кормье Брайан Мёрфи |
|                                                                           |                                     | |              |                                                                             |
|                                                                           | 27                                  | Броски | 31           |                                                                             |

| 2 мая 22:00 | Колорадо Эвеланш | 3 : 0 (0:0, 1:0, 2:0) | Сан-Хосе Шаркс | Пепси-центр Зрителей: 18 110 |

| Отчёт | Отчёт             | Отчёт   | Отчёт        | Отчёт                                                                         |
| --- | ----------------- | ------- | ------------ | ----------------------------------------------------------------------------- |
| |                   |         |              |                                                                               |
| | Филипп Грубауэр   | Вратари | Мартин Джонс | Судьи: Кевин Поллок Франсуа Сан-Лоран Линейные судьи: Дерек Амелл Скотт Черри |
| | Голы:             |         |              | Судьи: Кевин Поллок Франсуа Сан-Лоран Линейные судьи: Дерек Амелл Скотт Черри |
| Натан Маккиннон — 30:34 (М. Рантанен, К. Макар) Колин Уилсон (бол.) — 43:11 (М. Рантанен, Г. Ландескуг) Эрик Джонсон (п.в.) — 58:51 (М. Ньето, М. Калверт) | 1 : 0 2 : 0 3 : 0 |         |              | Судьи: Кевин Поллок Франсуа Сан-Лоран Линейные судьи: Дерек Амелл Скотт Черри |
| |                   |         |              | Судьи: Кевин Поллок Франсуа Сан-Лоран Линейные судьи: Дерек Амелл Скотт Черри |
| |                   |         |              | Судьи: Кевин Поллок Франсуа Сан-Лоран Линейные судьи: Дерек Амелл Скотт Черри |
| |                   |         |              | Судьи: Кевин Поллок Франсуа Сан-Лоран Линейные судьи: Дерек Амелл Скотт Черри |
| 6 мин | Штраф             | 12 мин  |              | Судьи: Кевин Поллок Франсуа Сан-Лоран Линейные судьи: Дерек Амелл Скотт Черри |
| |                   |         |              |                                                                               |
| | 28                | Броски  | 32           |                                                                               |

| 4 мая 22:00 | Сан-Хосе Шаркс | 2 : 1 (0:0, 1:1, 1:0) | Колорадо Эвеланш | SAP-центр в Сан-Хосе Зрителей: 17 562 |

| Отчёт                                                                                             | Отчёт           | Отчёт                | Отчёт           | Отчёт                                                                 |
| ------------------------------------------------------------------------------------------------- | --------------- | -------------------- | --------------- | --------------------------------------------------------------------- |
|                                                                                                   |                 |                      |                 |                                                                       |
|                                                                                                   | Мартин Джонс    | Вратари              | Филипп Грубауэр | Судьи: Тим Пил Марк Жоаннетт Линейные судьи: Девин Берг Грег Деворски |
|                                                                                                   | Голы:           |                      |                 | Судьи: Тим Пил Марк Жоаннетт Линейные судьи: Девин Берг Грег Деворски |
| Томаш Гертл (бол.) — 39:40 (Л. Кутюр, Э. Карлссон) Томаш Гертл — 46:26 (М.-Э. Власик, Й. Донской) | 0 : 1 : 1 2 : 1 | 37:01 — Тайсон Джост |                 | Судьи: Тим Пил Марк Жоаннетт Линейные судьи: Девин Берг Грег Деворски |
|                                                                                                   |                 |                      |                 | Судьи: Тим Пил Марк Жоаннетт Линейные судьи: Девин Берг Грег Деворски |
|                                                                                                   |                 |                      |                 | Судьи: Тим Пил Марк Жоаннетт Линейные судьи: Девин Берг Грег Деворски |
|                                                                                                   |                 |                      |                 | Судьи: Тим Пил Марк Жоаннетт Линейные судьи: Девин Берг Грег Деворски |
| 6 мин                                                                                             | Штраф           | 10 мин               |                 | Судьи: Тим Пил Марк Жоаннетт Линейные судьи: Девин Берг Грег Деворски |
|                                                                                                   |                 |                      |                 |                                                                       |
|                                                                                                   | 39              | Броски               | 22              |                                                                       |

| 6 мая 22:00 | Колорадо Эвеланш | 4 : 3 (ОТ) (0:0, 2:2, 1:1, 1:0) | Сан-Хосе Шаркс | Пепси-центр Зрителей: 18 098 |

| Отчёт | Отчёт                                     | Отчёт | Отчёт        | Отчёт                                                                        |
| --- | ----------------------------------------- | --- | ------------ | ---------------------------------------------------------------------------- |
| |                                           | |              |                                                                              |
| | Филипп Грубауэр                           | Вратари | Мартин Джонс | Судьи: Брайан Покмара Уэс Макколи Линейные судьи: Мэтт Макферсон Марк Шевчик |
| | Голы:                                     | |              | Судьи: Брайан Покмара Уэс Макколи Линейные судьи: Мэтт Макферсон Марк Шевчик |
| Тайсон Джост — 24:05 (Джей Ти Комфер, И. Коул) Джей Ти Комфер — 38:44 (К. Сёдерберг, А. Керфут) Джей Ти Комфер — 44:00 (Д. Брассар, К. Уилсон) Габриэль Ландескуг — 62:32 (К. Макар) | 1 : 0 1 : 1 2 : 1 2 : 2 3 : 2 3 : 3 4 : 3 | 34:36 — Марк-Эдуар Власик (Т. Майер, Г. Нюквист) 39:50 — Брент Бёрнс (Э. Карлссон) 57:32 — Марк-Эдуар Власик (Л. Кутюр, Г. Нюквист) |              | Судьи: Брайан Покмара Уэс Макколи Линейные судьи: Мэтт Макферсон Марк Шевчик |
| |                                           | |              | Судьи: Брайан Покмара Уэс Макколи Линейные судьи: Мэтт Макферсон Марк Шевчик |
| |                                           | |              | Судьи: Брайан Покмара Уэс Макколи Линейные судьи: Мэтт Макферсон Марк Шевчик |
| |                                           | |              | Судьи: Брайан Покмара Уэс Макколи Линейные судьи: Мэтт Макферсон Марк Шевчик |
| 2 мин | Штраф                                     | 6 мин |              | Судьи: Брайан Покмара Уэс Макколи Линейные судьи: Мэтт Макферсон Марк Шевчик |
| |                                           | |              |                                                                              |
| | 26                                        | Броски | 22           |                                                                              |

| 8 мая 21:00 | Сан-Хосе Шаркс | 3 : 2 (2:1, 1:0, 0:1) | Колорадо Эвеланш | SAP-центр в Сан-Хосе Зрителей: 17 562 |

| Отчёт | Отчёт                         | Отчёт                                                                                       | Отчёт           | Отчёт                                                                      |
| --- | ----------------------------- | ------------------------------------------------------------------------------------------- | --------------- | -------------------------------------------------------------------------- |
| |                               |                                                                                             |                 |                                                                            |
| | Мартин Джонс                  | Вратари                                                                                     | Филипп Грубауэр | Судьи: Уэс Макколи Келли Сазерленд Линейные судьи: Дерек Амелл Скотт Черри |
| | Голы:                         |                                                                                             |                 | Судьи: Уэс Макколи Келли Сазерленд Линейные судьи: Дерек Амелл Скотт Черри |
| Джо Павелски — 05:57 (Б. Бёрнс, Т. Гертл) Томаш Гертл — 11:35 (Дж. Павелски, Э. Кейн) Йоонас Донской — 32:37 (Б. Бёрнс, М. Карлссон) | 1 : 0 2 : 0 2 : 1 3 : 1 3 : 2 | 19:53 — Микко Рантанен (С. Жирар, Г. Ландескуг) 40:51 — Тайсон Джост (К. Уилсон, А. Керфут) |                 | Судьи: Уэс Макколи Келли Сазерленд Линейные судьи: Дерек Амелл Скотт Черри |
| |                               |                                                                                             |                 | Судьи: Уэс Макколи Келли Сазерленд Линейные судьи: Дерек Амелл Скотт Черри |
| |                               |                                                                                             |                 | Судьи: Уэс Макколи Келли Сазерленд Линейные судьи: Дерек Амелл Скотт Черри |
| |                               |                                                                                             |                 | Судьи: Уэс Макколи Келли Сазерленд Линейные судьи: Дерек Амелл Скотт Черри |
| 6 мин | Штраф                         | 6 мин                                                                                       |                 | Судьи: Уэс Макколи Келли Сазерленд Линейные судьи: Дерек Амелл Скотт Черри |
| |                               |                                                                                             |                 |                                                                            |
| | 27                            | Броски                                                                                      | 29              |                                                                            |

## Финалы конференций

### Восточная конференция

#### «Бостон Брюинз» (А2) — «Каролина Харрикейнз» (УК)
Пятая встреча этих двух команд в плей-офф. В предыдущих четырёх «Бостон» одержал три победы. Последняя встреча состоялась в полуфинале Западной конференции 2009 года и завершилась победой «Каролины» в семи матчах. Это восьмой выход «Брюинз» в финал конференции, последний раз они доходили до этой стадии плей-офф в 2013 году, где обыграли «Питтсбург Пингвинз» в четырёх матчах. Для «Каролины» это четвёртый выход в финал конференции, последний раз они выходили в финал конференции в 2009 году, где уступили «Питтсбургу» в четырёх матчах. В регулярном чемпионате 2018/19 команды провели между собой три матча, в которых «Брюинз» одержали две победы.
«Бостон» победил в серии со счётом 4-0 и в 5-й раз в своей истории стал чемпионом конференции. Самыми результативными игроками серии стали нападающие «Брюинз» Брэд Маршан и Патрис Бержерон, которые в четырёх матчах набрали по 5 очков.
| 9 мая 20:00 | Бостон Брюинз | 5 : 2 (1:1, 0:1, 4:0) | Каролина Харрикейнз | ТД-гарден Зрителей: 17 565 |

| Отчёт | Отчёт                                 | Отчёт                                                                                                   | Отчёт       | Отчёт                                                                        |
| --- | ------------------------------------- | --- | ----------- | ---------------------------------------------------------------------------- |
| |                                       | |             |                                                                              |
| | Туукка Раск                           | Вратари                                                                                                 | Петр Мразек | Судьи: Марк Жоаннетт Дэн О’Рурк Линейные судьи: Мэтт Макферсон Джонни Мюррей |
| | Голы:                                 | |             | Судьи: Марк Жоаннетт Дэн О’Рурк Линейные судьи: Мэтт Макферсон Джонни Мюррей |
| Стивен Кэмпфер — 02:55 (М. Юханссон) Маркус Юханссон (бол.) — 42:26 (Б. Маршан, Д. Крейчи) Патрис Бержерон (бол.) — 42:54 (Б. Маршан, Дж. Дебраск) Чарли Койл (п.в.) — 57:47 (Б. Карло, Ш. Курали) Крис Вагнер — 57:58 | 1 : 0 1 : 1 : 2 : 2 3 : 2 4 : 2 5 : 2 | 03:42 — Себастьян Ахо (бол.) (А. Свечников, Дж. Стаал) 29:18 — Грегг Маккегг (Дж. Мартинук, М. Ферланд) |             | Судьи: Марк Жоаннетт Дэн О’Рурк Линейные судьи: Мэтт Макферсон Джонни Мюррей |
| |                                       | |             | Судьи: Марк Жоаннетт Дэн О’Рурк Линейные судьи: Мэтт Макферсон Джонни Мюррей |
| |                                       | |             | Судьи: Марк Жоаннетт Дэн О’Рурк Линейные судьи: Мэтт Макферсон Джонни Мюррей |
| |                                       | |             | Судьи: Марк Жоаннетт Дэн О’Рурк Линейные судьи: Мэтт Макферсон Джонни Мюррей |
| 6 мин | Штраф                                 | 10 мин                                                                                                  |             | Судьи: Марк Жоаннетт Дэн О’Рурк Линейные судьи: Мэтт Макферсон Джонни Мюррей |
| |                                       | |             |                                                                              |
| | 28                                    | Броски                                                                                                  | 31          |                                                                              |

| 12 мая 15:00 | Бостон Брюинз | 6 : 2 (2:0, 2:0, 2:2) | Каролина Харрикейнз | ТД-гарден Зрителей: 17 565 |

| Отчёт | Отчёт                                           | Отчёт                                                               | Отчёт       | Отчёт                                                                 |
| --- | ----------------------------------------------- | ------------------------------------------------------------------- | ----------- | --------------------------------------------------------------------- |
| |                                                 |                                                                     |             |                                                                       |
| | Туукка Раск                                     | Вратари                                                             | Петр Мразек | Судьи: Горд Дуайер Крис Руни Линейные судьи: Грег Деворски Девин Берг |
| | Голы:                                           |                                                                     |             | Судьи: Горд Дуайер Крис Руни Линейные судьи: Грег Деворски Девин Берг |
| Мэтт Гризлик — 15:22 (М. Юханссон, Ч. Койл) Джейк Дебраск (бол.) — 18:32 (Д. Пастрняк, Т. Круг) Коннор Клифтон — 23:46 (М. Юханссон, Д. Хайнен) Мэтт Гризлик (бол.) — 37:56 (Ч. Койл, Т. Круг) Дэвид Бэкес — 41:10 (Д. Крейчи, Ч.Койл) Дэнтон Хайнен — 44:32 (П. Бержерон, Ч.Койл) | 1 : 0 2 : 0 3 : 0 4 : 0 5 : 0 6 : 0 6 : 1 6 : 2 | 51:17 — Джастин Уильямс (Дж. Фолк, С. Ахо) 57:32 — Теуво Терявяйнен |             | Судьи: Горд Дуайер Крис Руни Линейные судьи: Грег Деворски Девин Берг |
| |                                                 |                                                                     |             | Судьи: Горд Дуайер Крис Руни Линейные судьи: Грег Деворски Девин Берг |
| |                                                 |                                                                     |             | Судьи: Горд Дуайер Крис Руни Линейные судьи: Грег Деворски Девин Берг |
| |                                                 |                                                                     |             | Судьи: Горд Дуайер Крис Руни Линейные судьи: Грег Деворски Девин Берг |
| 8 мин | Штраф                                           | 4 мин                                                               |             | Судьи: Горд Дуайер Крис Руни Линейные судьи: Грег Деворски Девин Берг |
| |                                                 |                                                                     |             |                                                                       |
| | 25                                              | Броски                                                              | 23          |                                                                       |

| 14 мая 20:00 | Каролина Харрикейнз | 1 : 2 (0:0, 1:2, 0:0) | Бостон Брюинз | Пи-эн-си-арена Зрителей: 18 678 |

| Отчёт                                     | Отчёт             | Отчёт                                                                                            | Отчёт       | Отчёт                                                                     |
| ----------------------------------------- | ----------------- | ------------------------------------------------------------------------------------------------ | ----------- | ------------------------------------------------------------------------- |
|                                           |                   |                                                                                                  |             |                                                                           |
|                                           | Кёртис Макелинни  | Вратари                                                                                          | Туукка Раск | Судьи: Стив Козари Келли Сазерленд Линейные судьи: Трент Норр Пьер Расико |
|                                           | Голы:             |                                                                                                  |             | Судьи: Стив Козари Келли Сазерленд Линейные судьи: Трент Норр Пьер Расико |
| Келвин Де Хаан — 33:48 (Дж. Фолк, С. Ахо) | 0 : 1 0 : 2 1 : 2 | 21:21 — Крис Вагнер (Ю. Нордстрём, Ш. Курали) 26:28 — Брэд Маршан (бол.) (Д. Крейчи, Ч. Макэвой) |             | Судьи: Стив Козари Келли Сазерленд Линейные судьи: Трент Норр Пьер Расико |
|                                           |                   |                                                                                                  |             | Судьи: Стив Козари Келли Сазерленд Линейные судьи: Трент Норр Пьер Расико |
|                                           |                   |                                                                                                  |             | Судьи: Стив Козари Келли Сазерленд Линейные судьи: Трент Норр Пьер Расико |
|                                           |                   |                                                                                                  |             | Судьи: Стив Козари Келли Сазерленд Линейные судьи: Трент Норр Пьер Расико |
| 14 мин                                    | Штраф             | 14 мин                                                                                           |             | Судьи: Стив Козари Келли Сазерленд Линейные судьи: Трент Норр Пьер Расико |
|                                           |                   |                                                                                                  |             |                                                                           |
|                                           | 36                | Броски                                                                                           | 31          |                                                                           |

| 16 мая 20:00 | Каролина Харрикейнз | 0 : 4 (0:0, 0:2, 0:2) | Бостон Брюинз | Пи-эн-си-арена Зрителей: 19 041 |

| Отчёт | Отчёт                   | Отчёт | Отчёт       | Отчёт                                                                     |
| ----- | ----------------------- | --- | ----------- | ------------------------------------------------------------------------- |
|       |                         | |             |                                                                           |
|       | Кёртис Макелинни        | Вратари | Туукка Раск | Судьи: Уэс Макколи Франсис Шаррон Линейные судьи: Скотт Черри Дерек Амелл |
|       | Голы:                   | |             | Судьи: Уэс Макколи Франсис Шаррон Линейные судьи: Скотт Черри Дерек Амелл |
|       | 0 : 1 0 : 2 0 : 3 0 : 4 | 24:46 — Давид Пастрняк (бол.) (Б. Маршан, Т. Круг) 38:34 — Патрис Бержерон (бол.) (Д. Пастрняк) 50:32 — Патрис Бержерон (Д. Пастрняк) 57:43 — Брэд Маршан (п.в.) (П. Бержерон, Д. Крейчи) |             | Судьи: Уэс Макколи Франсис Шаррон Линейные судьи: Скотт Черри Дерек Амелл |
|       |                         | |             | Судьи: Уэс Макколи Франсис Шаррон Линейные судьи: Скотт Черри Дерек Амелл |
|       |                         | |             | Судьи: Уэс Макколи Франсис Шаррон Линейные судьи: Скотт Черри Дерек Амелл |
|       |                         | |             | Судьи: Уэс Макколи Франсис Шаррон Линейные судьи: Скотт Черри Дерек Амелл |
| 6 мин | Штраф                   | 4 мин |             | Судьи: Уэс Макколи Франсис Шаррон Линейные судьи: Скотт Черри Дерек Амелл |
|       |                         | |             |                                                                           |
|       | 24                      | Броски | 23          |                                                                           |

### Западная конференция

#### «Сан-Хосе Шаркс» (Т2) — «Сент-Луис Блюз» (Ц3)
Шестая встреча этих двух команд в плей-офф. В предыдущих пяти «Сан-Хосе» одержал три победы. Это четвёртый выход «Блюз» в финал конференции и пятый выход в финал для «Шаркс». Последний раз эти команды играли в финале конференции в 2016 году как раз между собой, победу в шести матчах одержали хоккеисты «Сан-Хосе». В регулярном чемпионате 2018/19 команды провели между собой три матча, в которых «Сан-Хосе» одержали две победы.
«Сент-Луис» выиграл серию со счётом 4-2 и впервые с 1970 года вышел в финал Кубка Стэнли. Во втором матче нападающий «Шаркс» Логан Кутюр достиг отметки в 100 набранных очков в матчах плей-офф. В пятом матче форвард «Блюз» Джейден Шварц оформил свой второй хет-трик в нынешнем розыгрыше Кубка Стэнли. Самым результативным игроком серии стал нападающий «Сент-Луиса» Владимир Тарасенко, который в шести матчах набрал 8 (3+5) очков.
| 11 мая 20:00 | Сан-Хосе Шаркс | 6 : 3 (2:1, 3:1, 1:1) | Сент-Луис Блюз | SAP-центр в Сан-Хосе Зрителей: 17 562 |

| Отчёт | Отчёт                                                 | Отчёт | Отчёт              | Отчёт                                                                     |
| --- | ----------------------------------------------------- | --- | ------------------ | ------------------------------------------------------------------------- |
| |                                                       | |                    |                                                                           |
| | Мартин Джонс                                          | Вратари | Джордан Биннингтон | Судьи: Стив Козари Келли Сазерленд Линейные судьи: Пьер Расико Трент Норр |
| | Голы:                                                 | |                    | Судьи: Стив Козари Келли Сазерленд Линейные судьи: Пьер Расико Трент Норр |
| Логан Кутюр — 03:31 (Г. Нюквист, Т. Майер) Джо Павелски (бол.) — 11:24 (Б. Бёрнс, Э. Карлссон) Кевин Лабанк — 27:41 (Дж. Торнтон) Тимо Майер — 30:24 (Л. Кутюр) Тимо Майер — 37:34 (М.-Э. Власик, Г. Нюквист) Логан Кутюр (п.в.) — 57:39 (Дж. Павелски, Э. Кейн) | 1 : 0 1 : 1 2 : 1 3 : 1 3 : 2 4 : 2 5 : 2 5 : 3 6 : 3 | 09:13 — Джоэл Эдмундсон (Дж. Шварц, В. Тарасенко) 28:58 — Райан О’Райли (Д. Перрон, С. Блэй) 53:01 — Тайлер Бозак (П. Марун, В. Данн) |                    | Судьи: Стив Козари Келли Сазерленд Линейные судьи: Пьер Расико Трент Норр |
| |                                                       | |                    | Судьи: Стив Козари Келли Сазерленд Линейные судьи: Пьер Расико Трент Норр |
| |                                                       | |                    | Судьи: Стив Козари Келли Сазерленд Линейные судьи: Пьер Расико Трент Норр |
| |                                                       | |                    | Судьи: Стив Козари Келли Сазерленд Линейные судьи: Пьер Расико Трент Норр |
| 16 мин | Штраф                                                 | 22 мин |                    | Судьи: Стив Козари Келли Сазерленд Линейные судьи: Пьер Расико Трент Норр |
| |                                                       | |                    |                                                                           |
| | 25                                                    | Броски | 31                 |                                                                           |

| 13 мая 21:00 | Сан-Хосе Шаркс | 2 : 4 (0:1, 2:2, 0:1) | Сент-Луис Блюз | SAP-центр в Сан-Хосе Зрителей: 17 562 |

| Отчёт                                                     | Отчёт                               | Отчёт | Отчёт              | Отчёт                                                                     |
| --------------------------------------------------------- | ----------------------------------- | --- | ------------------ | ------------------------------------------------------------------------- |
|                                                           |                                     | |                    |                                                                           |
|                                                           | Мартин Джонс                        | Вратари | Джордан Биннингтон | Судьи: Уэс Макколи Франсис Шаррон Линейные судьи: Дерек Амелл Скотт Черри |
|                                                           | Голы:                               | |                    | Судьи: Уэс Макколи Франсис Шаррон Линейные судьи: Дерек Амелл Скотт Черри |
| Логан Кутюр (мен.) — 24:55 Логан Кутюр — 26:54 (Т. Майер) | 0 : 1 0 : 2 1 : 2 2 : 2 2 : 3 2 : 4 | 02:34 — Джейден Шварц (В. Тарасенко, Дж. Эдмундсон) 24:16 — Винс Данн (Р. О’Райли, Д. Перрон) 36:34 — Роберт Бортуццо (Дж. Эдмундсон, Т. Бозак) 56:52 — Оскар Сундквист (А. Стин, А. Пьетранжело) |                    | Судьи: Уэс Макколи Франсис Шаррон Линейные судьи: Дерек Амелл Скотт Черри |
|                                                           |                                     | |                    | Судьи: Уэс Макколи Франсис Шаррон Линейные судьи: Дерек Амелл Скотт Черри |
|                                                           |                                     | |                    | Судьи: Уэс Макколи Франсис Шаррон Линейные судьи: Дерек Амелл Скотт Черри |
|                                                           |                                     | |                    | Судьи: Уэс Макколи Франсис Шаррон Линейные судьи: Дерек Амелл Скотт Черри |
| 10 мин                                                    | Штраф                               | 4 мин |                    | Судьи: Уэс Макколи Франсис Шаррон Линейные судьи: Дерек Амелл Скотт Черри |
|                                                           |                                     | |                    |                                                                           |
|                                                           | 26                                  | Броски | 25                 |                                                                           |

| 15 мая 20:00 | Сент-Луис Блюз | 4 : 5 (ОТ) (0:2, 4:1, 0:1, 0:1) | Сан-Хосе Шаркс | Энтерпрайз-центр Зрителей: 18 360 |

| Отчёт | Отчёт                                               | Отчёт | Отчёт        | Отчёт                                                                        |
| --- | --------------------------------------------------- | --- | ------------ | ---------------------------------------------------------------------------- |
| |                                                     | |              |                                                                              |
| | Джордан Биннингтон                                  | Вратари | Мартин Джонс | Судьи: Марк Жоаннетт Дэн О’Рурк Линейные судьи: Джонни Мюррей Мэтт Макферсон |
| | Голы:                                               | |              | Судьи: Марк Жоаннетт Дэн О’Рурк Линейные судьи: Джонни Мюррей Мэтт Макферсон |
| Александр Стин — 21:18 (И. Барбашёв) Владимир Тарасенко — 24:05 (Б. Шенн, К. Парайко) Давид Перрон — 36:03 (К. Парайко, Дж. Эдмундсон) Давид Перрон (бол.) — 38:42 (П. Марун, К. Парайко) | 0 : 1 0 : 2 1 : 2 1 : 3 2 : 3 3 : 3 4 : 3 4 : 4 : 5 | 13:37 — Эрик Карлссон 16:58 — Джо Торнтон (М.-Э. Власик, К. Лабанк) 31:36 — Джо Торнтон (К. Лабанк, Б. Диллон) 58:59 — Логан Кутюр (Дж. Павелски, Дж. Торнтон) 65:23 — Эрик Карлссон (Г. Нюквист, Т. Майер) |              | Судьи: Марк Жоаннетт Дэн О’Рурк Линейные судьи: Джонни Мюррей Мэтт Макферсон |
| |                                                     | |              | Судьи: Марк Жоаннетт Дэн О’Рурк Линейные судьи: Джонни Мюррей Мэтт Макферсон |
| |                                                     | |              | Судьи: Марк Жоаннетт Дэн О’Рурк Линейные судьи: Джонни Мюррей Мэтт Макферсон |
| |                                                     | |              | Судьи: Марк Жоаннетт Дэн О’Рурк Линейные судьи: Джонни Мюррей Мэтт Макферсон |
| 2 мин | Штраф                                               | 2 мин |              | Судьи: Марк Жоаннетт Дэн О’Рурк Линейные судьи: Джонни Мюррей Мэтт Макферсон |
| |                                                     | |              |                                                                              |
| | 32                                                  | Броски | 32           |                                                                              |

| 17 мая 20:00 | Сент-Луис Блюз | 2 : 1 (2:0, 0:0, 0:1) | Сан-Хосе Шаркс | Энтерпрайз-центр Зрителей: 18 496 |

| Отчёт                                                                      | Отчёт              | Отчёт                                              | Отчёт        | Отчёт                                                                 |
| -------------------------------------------------------------------------- | ------------------ | -------------------------------------------------- | ------------ | --------------------------------------------------------------------- |
|                                                                            |                    |                                                    |              |                                                                       |
|                                                                            | Джордан Биннингтон | Вратари                                            | Мартин Джонс | Судьи: Горд Дуайер Крис Руни Линейные судьи: Грег Деворски Девин Берг |
|                                                                            | Голы:              |                                                    |              | Судьи: Горд Дуайер Крис Руни Линейные судьи: Грег Деворски Девин Берг |
| Иван Барбашёв — 00:35 Тайлер Бозак (бол.) — 17:53 (П. Марун, В. Тарасенко) | 1 : 0 2 : 0 2 : 1  | 46:48 — Томаш Гертл (бол.) (Б. Бёрнс, Э. Карлссон) |              | Судьи: Горд Дуайер Крис Руни Линейные судьи: Грег Деворски Девин Берг |
|                                                                            |                    |                                                    |              | Судьи: Горд Дуайер Крис Руни Линейные судьи: Грег Деворски Девин Берг |
|                                                                            |                    |                                                    |              | Судьи: Горд Дуайер Крис Руни Линейные судьи: Грег Деворски Девин Берг |
|                                                                            |                    |                                                    |              | Судьи: Горд Дуайер Крис Руни Линейные судьи: Грег Деворски Девин Берг |
| 8 мин                                                                      | Штраф              | 10 мин                                             |              | Судьи: Горд Дуайер Крис Руни Линейные судьи: Грег Деворски Девин Берг |
|                                                                            |                    |                                                    |              |                                                                       |
|                                                                            | 22                 | Броски                                             | 30           |                                                                       |

| 19 мая 15:00 | Сан-Хосе Шаркс | 0 : 5 (0:1, 0:2, 0:2) | Сент-Луис Блюз | SAP-центр в Сан-Хосе Зрителей: 17 562 |

| Отчёт  | Отчёт                         | Отчёт | Отчёт              | Отчёт                                                                     |
| ------ | ----------------------------- | --- | ------------------ | ------------------------------------------------------------------------- |
|        |                               | |                    |                                                                           |
|        | Мартин Джонс                  | Вратари | Джордан Биннингтон | Судьи: Стив Козари Келли Сазерленд Линейные судьи: Трент Норр Пьер Расико |
|        | Голы:                         | |                    | Судьи: Стив Козари Келли Сазерленд Линейные судьи: Трент Норр Пьер Расико |
|        | 0 : 1 0 : 2 0 : 3 0 : 4 0 : 5 | 05:50 — Оскар Сундквист 23:05 — Джейден Шварц 26:53 — Владимир Тарасенко (бул.) 42:19 — Джейден Шварц (бол.) (Д. Перрон, В. Тарасенко) 56:02 — Джейден Шварц (В. Тарасенко) |                    | Судьи: Стив Козари Келли Сазерленд Линейные судьи: Трент Норр Пьер Расико |
|        |                               | |                    | Судьи: Стив Козари Келли Сазерленд Линейные судьи: Трент Норр Пьер Расико |
|        |                               | |                    | Судьи: Стив Козари Келли Сазерленд Линейные судьи: Трент Норр Пьер Расико |
|        |                               | |                    | Судьи: Стив Козари Келли Сазерленд Линейные судьи: Трент Норр Пьер Расико |
| 36 мин | Штраф                         | 6 мин |                    | Судьи: Стив Козари Келли Сазерленд Линейные судьи: Трент Норр Пьер Расико |
|        |                               | |                    |                                                                           |
|        | 21                            | Броски | 40                 |                                                                           |

| 21 мая 20:00 | Сент-Луис Блюз | 5 : 1 (2:0, 1:1, 2:0) | Сан-Хосе Шаркс | Энтерпрайз-центр Зрителей: 18 686 |

| Отчёт | Отчёт                               | Отчёт                                         | Отчёт        | Отчёт                                                                     |
| --- | ----------------------------------- | --------------------------------------------- | ------------ | ------------------------------------------------------------------------- |
| |                                     |                                               |              |                                                                           |
| | Джордан Биннингтон                  | Вратари                                       | Мартин Джонс | Судьи: Франсис Шаррон Горд Дуайер Линейные судьи: Дерек Амелл Скотт Черри |
| | Голы:                               |                                               |              | Судьи: Франсис Шаррон Горд Дуайер Линейные судьи: Дерек Амелл Скотт Черри |
| Давид Перрон — 01:32 (С. Блэй, Р. О’Райли) Владимир Тарасенко (бол.) — 16:16 (К. Парайко, Р. О’Райли) Брэйден Шенн (бол.) — 32:47 (А. Пьетранжело, Р. Томас) Тайлер Бозак — 53:05 (Д. Перрон, Р. О’Райли) Иван Барбашёв (п.в.) — 57:45 | 1 : 0 2 : 0 2 : 1 3 : 1 4 : 1 5 : 1 | 26:40 — Дилан Гамбрелл (Й. Донской, М. Джонс) |              | Судьи: Франсис Шаррон Горд Дуайер Линейные судьи: Дерек Амелл Скотт Черри |
| |                                     |                                               |              | Судьи: Франсис Шаррон Горд Дуайер Линейные судьи: Дерек Амелл Скотт Черри |
| |                                     |                                               |              | Судьи: Франсис Шаррон Горд Дуайер Линейные судьи: Дерек Амелл Скотт Черри |
| |                                     |                                               |              | Судьи: Франсис Шаррон Горд Дуайер Линейные судьи: Дерек Амелл Скотт Черри |
| 2 мин | Штраф                               | 2 мин                                         |              | Судьи: Франсис Шаррон Горд Дуайер Линейные судьи: Дерек Амелл Скотт Черри |
| |                                     |                                               |              |                                                                           |
| | 19                                  | Броски                                        | 26           |                                                                           |

## Финал Кубка Стэнли

### «Бостон Брюинз» (А2) — «Сент-Луис Блюз» (Ц3)
Третья встреча этих двух команд в плей-офф. Предыдущая состоялась в полуфинале Кубка Стэнли 1972 года где сильнее оказался «Бостон» в четырёх матчах. Также в 1970 году «Бостон Брюинз» и «Сент-Луис Блюз» встречались в финале Кубка Стэнли, в котором «Брюинз» одержали «сухую» победу. Для «Бостон Брюинз» этот финал является двадцатым в истории, а для «Сент-Луис Блюз» четвёртым. В сезоне 2018/19 команды встречались между собой два раза и одержали по одной победе.
| 27 мая 2019 20:00 | Бостон Брюинз | 4 : 2 (0:1, 2:1, 2:0) | Сент-Луис Блюз | ТД-гарден Зрителей: 17 565 |

| Отчёт | Отчёт                               | Отчёт                                                                                | Отчёт              | Отчёт                                                                        |
| --- | ----------------------------------- | ------------------------------------------------------------------------------------ | ------------------ | ---------------------------------------------------------------------------- |
| |                                     |                                                                                      |                    |                                                                              |
| | Туукка Раск                         | Вратари                                                                              | Джордан Биннингтон | Судьи: Стив Козари Келли Сазерленд Линейные судьи: Пьер Расико Грег Деворски |
| | Голы:                               |                                                                                      |                    | Судьи: Стив Козари Келли Сазерленд Линейные судьи: Пьер Расико Грег Деворски |
| Коннор Клифтон — 22:16 (Ш. Курали, Ю. Нордстрём) Чарли Макэвой (бол.) — 32:41 Шон Курали — 45:21 (Н. Аччари, З. Хара) Брэд Маршан (п.в.) — 58:11 | 0 : 1 0 : 2 1 : 2 2 : 2 3 : 2 4 : 2 | 07:23 — Брэйден Шенн (Дж. Шварц, Дж. Боумистер) 21:00 — Владимир Тарасенко (Б. Шенн) |                    | Судьи: Стив Козари Келли Сазерленд Линейные судьи: Пьер Расико Грег Деворски |
| |                                     |                                                                                      |                    | Судьи: Стив Козари Келли Сазерленд Линейные судьи: Пьер Расико Грег Деворски |
| |                                     |                                                                                      |                    | Судьи: Стив Козари Келли Сазерленд Линейные судьи: Пьер Расико Грег Деворски |
| |                                     |                                                                                      |                    | Судьи: Стив Козари Келли Сазерленд Линейные судьи: Пьер Расико Грег Деворски |
| 4 мин | Штраф                               | 10 мин                                                                               |                    | Судьи: Стив Козари Келли Сазерленд Линейные судьи: Пьер Расико Грег Деворски |
| |                                     |                                                                                      |                    |                                                                              |
| | 38                                  | Броски                                                                               | 19                 |                                                                              |

| 29 мая 2019 20:00 | Бостон Брюинз | 2 : 3 (ОТ) (2:2, 0:0, 0:0, 0:1) | Сент-Луис Блюз | ТД-гарден Зрителей: 17 565 |

| Отчёт                                                                                    | Отчёт                       | Отчёт | Отчёт              | Отчёт                                                                |
| ---------------------------------------------------------------------------------------- | --------------------------- | --- | ------------------ | -------------------------------------------------------------------- |
|                                                                                          |                             | |                    |                                                                      |
|                                                                                          | Туукка Раск                 | Вратари | Джордан Биннингтон | Судьи: Крис Руни Горд Дуайер Линейные судьи: Дерек Амелл Скотт Черри |
|                                                                                          | Голы:                       | |                    | Судьи: Крис Руни Горд Дуайер Линейные судьи: Дерек Амелл Скотт Черри |
| Чарли Койл (бол.) — 04:44 (Дж. Дебраск, Д. Пастрняк) Юаким Нордстрём — 10:17 (Ш. Курали) | 1 : 0 1 : 1 2 : 1 2 : 2 : 3 | 09:37 — Роберт Бортуццо (Т. Бозак, К. Гуннарссон) 14:44 — Владимир Тарасенко (Дж. Шварц) 63:51 — Карл Гуннарссон (Р. О’Райли, О. Сундквист) |                    | Судьи: Крис Руни Горд Дуайер Линейные судьи: Дерек Амелл Скотт Черри |
|                                                                                          |                             | |                    | Судьи: Крис Руни Горд Дуайер Линейные судьи: Дерек Амелл Скотт Черри |
|                                                                                          |                             | |                    | Судьи: Крис Руни Горд Дуайер Линейные судьи: Дерек Амелл Скотт Черри |
|                                                                                          |                             | |                    | Судьи: Крис Руни Горд Дуайер Линейные судьи: Дерек Амелл Скотт Черри |
| 6 мин                                                                                    | Штраф                       | 10 мин |                    | Судьи: Крис Руни Горд Дуайер Линейные судьи: Дерек Амелл Скотт Черри |
|                                                                                          |                             | |                    |                                                                      |
|                                                                                          | 23                          | Броски | 37                 |                                                                      |

| 1 июня 2019 20:00 | Сент-Луис Блюз | 2 : 7 (0:3, 1:2, 1:2) | Бостон Брюинз | Энтерпрайз-центр Зрителей: 18 789 |

| Отчёт                                                                                            | Отчёт                                                      | Отчёт | Отчёт       | Отчёт                                                                        |
| ------------------------------------------------------------------------------------------------ | ---------------------------------------------------------- | --- | ----------- | ---------------------------------------------------------------------------- |
|                                                                                                  |                                                            | |             |                                                                              |
|                                                                                                  | Джордан Биннингтон — 00:00-32:12 Джейк Аллен — 32:12-60:00 | Вратари | Туукка Раск | Судьи: Стив Козари Келли Сазерленд Линейные судьи: Грег Деворски Пьер Расико |
|                                                                                                  | Голы:                                                      | |             | Судьи: Стив Козари Келли Сазерленд Линейные судьи: Грег Деворски Пьер Расико |
| Иван Барбашёв — 31:05 (З. Сэнфорд, А. Стин) Колтон Парайко (бол.) — 45:24 (Р. О’Райли, Т. Бозак) | 0 : 1 0 : 2 0 : 3 0 : 4 1 : 4 1 : 5 2 : 5 2 : 6 2 : 7      | 10:47 — Патрис Бержерон (бол.) (Т. Круг, Дж. Дебраск) 17:40 — Чарли Койл (М. Юханссон, Д. Хайнен) 19:50 — Шон Курали (Ю. Нордстрём) 20:41 — Давид Пастрняк (бол.) (Т. Круг, П. Бержерон) 32:12 — Тори Круг (бол.) (Б. Маршан, П. Бержерон) 58:12 — Ноэль Аччари (п.в.) (Ю. Нордстрём) 58:35 — Маркус Юханссон (бол.) (Т. Круг, К. Клифтон) |             | Судьи: Стив Козари Келли Сазерленд Линейные судьи: Грег Деворски Пьер Расико |
|                                                                                                  |                                                            | |             | Судьи: Стив Козари Келли Сазерленд Линейные судьи: Грег Деворски Пьер Расико |
|                                                                                                  |                                                            | |             | Судьи: Стив Козари Келли Сазерленд Линейные судьи: Грег Деворски Пьер Расико |
|                                                                                                  |                                                            | |             | Судьи: Стив Козари Келли Сазерленд Линейные судьи: Грег Деворски Пьер Расико |
| 14 мин                                                                                           | Штраф                                                      | 16 мин |             | Судьи: Стив Козари Келли Сазерленд Линейные судьи: Грег Деворски Пьер Расико |
|                                                                                                  |                                                            | |             |                                                                              |
|                                                                                                  | 29                                                         | Броски | 24          |                                                                              |

| 3 июня 2019 20:00 | Сент-Луис Блюз | 4 : 2 (2:1, 0:1, 2:0) | Бостон Брюинз | Энтерпрайз-центр Зрителей: 18 805 |

| Отчёт | Отчёт                               | Отчёт                                                                                         | Отчёт       | Отчёт                                                                |
| --- | ----------------------------------- | --------------------------------------------------------------------------------------------- | ----------- | -------------------------------------------------------------------- |
| |                                     |                                                                                               |             |                                                                      |
| | Джордан Биннингтон                  | Вратари                                                                                       | Туукка Раск | Судьи: Крис Руни Горд Дуайер Линейные судьи: Дерек Амелл Скотт Черри |
| | Голы:                               |                                                                                               |             | Судьи: Крис Руни Горд Дуайер Линейные судьи: Дерек Амелл Скотт Черри |
| Райан О’Райли — 00:43 (З. Сэнфорд, В. Данн) Владимир Тарасенко — 15:30 (А. Пьетранжело, Б. Шенн) Райан О’Райли — 50:38 (А. Пьетранжело, К. Гуннарссон) Брэйден Шенн (п.в.) — 58:31 | 1 : 0 1 : 1 2 : 1 2 : 2 3 : 2 4 : 2 | 13:14 — Чарли Койл (З. Хара, Д. Хайнен) 34:19 — Брэндон Карло (мен.) (П. Бержерон, Б. Маршан) |             | Судьи: Крис Руни Горд Дуайер Линейные судьи: Дерек Амелл Скотт Черри |
| |                                     |                                                                                               |             | Судьи: Крис Руни Горд Дуайер Линейные судьи: Дерек Амелл Скотт Черри |
| |                                     |                                                                                               |             | Судьи: Крис Руни Горд Дуайер Линейные судьи: Дерек Амелл Скотт Черри |
| |                                     |                                                                                               |             | Судьи: Крис Руни Горд Дуайер Линейные судьи: Дерек Амелл Скотт Черри |
| 6 мин | Штраф                               | 8 мин                                                                                         |             | Судьи: Крис Руни Горд Дуайер Линейные судьи: Дерек Амелл Скотт Черри |
| |                                     |                                                                                               |             |                                                                      |
| | 38                                  | Броски                                                                                        | 23          |                                                                      |

| 6 июня 2019 20:00 | Бостон Брюинз | 1 : 2 (0:0, 0:1, 1:1) | Сент-Луис Блюз | ТД-гарден Зрителей: 17 565 |

| Отчёт                           | Отчёт             | Отчёт                                                                                          | Отчёт              | Отчёт                                                                        |
| ------------------------------- | ----------------- | ---------------------------------------------------------------------------------------------- | ------------------ | ---------------------------------------------------------------------------- |
|                                 |                   |                                                                                                |                    |                                                                              |
|                                 | Туукка Раск       | Вратари                                                                                        | Джордан Биннингтон | Судьи: Стив Козари Келли Зарерленд Линейные судьи: Грег Деворски Пьер Расико |
|                                 | Голы:             |                                                                                                |                    | Судьи: Стив Козари Келли Зарерленд Линейные судьи: Грег Деворски Пьер Расико |
| Джейк Дебраск — 53:32 (Т. Круг) | 0 : 1 0 : 2 1 : 2 | 20:55 — Райан О’Райли (З. Сэнфорд, А. Пьетранжело) 50:36 — Давид Перрон (Р. О’Райли, Т. Бозак) |                    | Судьи: Стив Козари Келли Зарерленд Линейные судьи: Грег Деворски Пьер Расико |
|                                 |                   |                                                                                                |                    | Судьи: Стив Козари Келли Зарерленд Линейные судьи: Грег Деворски Пьер Расико |
|                                 |                   |                                                                                                |                    | Судьи: Стив Козари Келли Зарерленд Линейные судьи: Грег Деворски Пьер Расико |
|                                 |                   |                                                                                                |                    | Судьи: Стив Козари Келли Зарерленд Линейные судьи: Грег Деворски Пьер Расико |
| 2 мин                           | Штраф             | 6 мин                                                                                          |                    | Судьи: Стив Козари Келли Зарерленд Линейные судьи: Грег Деворски Пьер Расико |
|                                 |                   |                                                                                                |                    |                                                                              |
|                                 | 39                | Броски                                                                                         | 21                 |                                                                              |

| 9 июня 2019 20:00 | Сент-Луис Блюз | 1 : 5 (0:1, 0:0, 1:4) | Бостон Брюинз | Энтерпрайз-центр Зрителей: 18 890 |

| Отчёт                                             | Отчёт                               | Отчёт | Отчёт       | Отчёт                                                                |
| ------------------------------------------------- | ----------------------------------- | --- | ----------- | -------------------------------------------------------------------- |
|                                                   |                                     | |             |                                                                      |
|                                                   | Джордан Биннингтон                  | Вратари | Туукка Раск | Судьи: Горд Дуайер Крис Руни Линейные судьи: Дерек Амелл Скотт Черри |
|                                                   | Голы:                               | |             | Судьи: Горд Дуайер Крис Руни Линейные судьи: Дерек Амелл Скотт Черри |
| Райан О’Райли — 52:01 (А. Пьетранжело, Д. Перрон) | 0 : 1 0 : 2 0 : 3 1 : 3 1 : 4 1 : 5 | 08:40 — Брэд Маршан (бол.) (Д. Патрняк, Т. Круг) 42:31 — Брэндон Карло (Дж. Дебраск) 50:15 — Карсон Кульман (Д. Крейчи) 54:06 — Давид Пастрняк (Б. Маршан, Ш. Курали) 57:41 — Здено Хара (п.в.) |             | Судьи: Горд Дуайер Крис Руни Линейные судьи: Дерек Амелл Скотт Черри |
|                                                   |                                     | |             | Судьи: Горд Дуайер Крис Руни Линейные судьи: Дерек Амелл Скотт Черри |
|                                                   |                                     | |             | Судьи: Горд Дуайер Крис Руни Линейные судьи: Дерек Амелл Скотт Черри |
|                                                   |                                     | |             | Судьи: Горд Дуайер Крис Руни Линейные судьи: Дерек Амелл Скотт Черри |
| 20 мин                                            | Штраф                               | 10 мин |             | Судьи: Горд Дуайер Крис Руни Линейные судьи: Дерек Амелл Скотт Черри |
|                                                   |                                     | |             |                                                                      |
|                                                   | 29                                  | Броски | 32          |                                                                      |

| 12 июня 2019 20:00 | Бостон Брюинз | 1 : 4 (0:2, 0:0, 1:2) | Сент-Луис Блюз | ТД-гарден Зрителей: 17 565 |

| Отчёт                            | Отчёт                         | Отчёт | Отчёт              | Отчёт                                                                |
| -------------------------------- | ----------------------------- | --- | ------------------ | -------------------------------------------------------------------- |
|                                  |                               | |                    |                                                                      |
|                                  | Туукка Раск                   | Вратари | Джордан Биннингтон | Судьи: Горд Дуайер Крис Руни Линейные судьи: Скотт Черри Дерек Амелл |
|                                  | Голы:                         | |                    | Судьи: Горд Дуайер Крис Руни Линейные судьи: Скотт Черри Дерек Амелл |
| Мэтт Гризлик — 57:50 (Д. Крейчи) | 0 : 1 0 : 2 0 : 3 0 : 4 1 : 4 | 16:47 — Райан О’Райли (Дж. Боумистер, А. Пьетранжело) 19:52 — Алекс Пьетранжело (Дж. Шварц) 51:25 — Брэйден Шенн (В. Тарасенко, Дж. Шварц) 55:22 — Зак Сэнфорд (Д. Перрон, Р. О’Райли) |                    | Судьи: Горд Дуайер Крис Руни Линейные судьи: Скотт Черри Дерек Амелл |
|                                  |                               | |                    | Судьи: Горд Дуайер Крис Руни Линейные судьи: Скотт Черри Дерек Амелл |
|                                  |                               | |                    | Судьи: Горд Дуайер Крис Руни Линейные судьи: Скотт Черри Дерек Амелл |
|                                  |                               | |                    | Судьи: Горд Дуайер Крис Руни Линейные судьи: Скотт Черри Дерек Амелл |
| 0 мин                            | Штраф                         | 2 мин |                    | Судьи: Горд Дуайер Крис Руни Линейные судьи: Скотт Черри Дерек Амелл |
|                                  |                               | |                    |                                                                      |
|                                  | 33                            | Броски | 20                 |                                                                      |

## Статистика игроков

### Полевые игроки
| Игрок              | Команда        | И  | Г  | П  | Очки | +/- |
| ------------------ | -------------- | -- | -- | -- | ---- | --- |
| Брэд Маршан        | Бостон Брюинз  | 24 | 9  | 14 | 23   | +4  |
| Райан О’Райли      | Сент-Луис Блюз | 26 | 8  | 15 | 23   | +2  |
| Логан Кутюр        | Сан-Хосе Шаркс | 20 | 14 | 6  | 20   | +3  |
| Джейден Шварц      | Сент-Луис Блюз | 25 | 12 | 6  | 18   | +7  |
| Давид Пастрняк     | Бостон Брюинз  | 24 | 9  | 10 | 19   | 0   |
| Алекс Пьетранжело  | Сент-Луис Блюз | 26 | 3  | 16 | 19   | +5  |
| Тори Круг          | Бостон Брюинз  | 23 | 2  | 16 | 18   | +5  |
| Владимир Тарасенко | Сент-Луис Блюз | 26 | 11 | 6  | 17   | -5  |
| Патрис Бержерон    | Бостон Брюинз  | 24 | 9  | 8  | 17   | +4  |
| Чарли Койл         | Бостон Брюинз  | 24 | 9  | 7  | 16   | +8  |

### Вратари
| Игрок             | Команда              | И  | В  | КН   | %ОБ  | СМ |
| ----------------- | -------------------- | -- | -- | ---- | ---- | -- |
| Робин Ленер       | Нью-Йорк Айлендерс   | 8  | 4  | 2.00 | 93,6 | 0  |
| Туукка Раск       | Бостон Брюинз        | 24 | 15 | 2.02 | 93,4 | 2  |
| Бен Бишоп         | Даллас Старз         | 13 | 7  | 2.22 | 93,3 | 0  |
| Филипп Грубауэр   | Колорадо Эвеланш     | 12 | 7  | 2.30 | 92,5 | 1  |
| Сергей Бобровский | Коламбус Блю Джекетс | 10 | 6  | 2.41 | 92,5 | 0  |